# Regatul Unit al Marii Britanii și al Irlandei de Nord
Regatul Unit al Marii Britanii și Irlandei de Nord (în engleză United Kingdom of Great Britain and Northern Ireland), cunoscut sub numele de Regatul Unit (în engleză United Kingdom, pronunție engleză: [jʊ̈nai̯tɘd kɪŋɡdə̯m], pe scurt UK) sau Marea Britanie (în engleză Great Britain sau doar Britain), este o țară suverană din Europa occidentală. Situată în largul coastelor de nord-vest ale continentului European, Regatul Unit cuprinde insula Marea Britanie, partea de nord-est a insulei Irlanda și multe insule mici. Irlanda de Nord este singura parte a Regatului Unit care are frontieră terestră⁠(d) cu un alt stat suveran‍—‌ Republica Irlanda. În afara acestei frontiere terestre, Marea Britanie este înconjurată de Oceanul Atlantic, cu Marea Nordului la est, Canalul Mânecii la sud și Marea Celtică la sud-sud-vest, având a 12-cea mai lungă coastă din lume. Marea Irlandei se află între Marea Britanie și Irlanda. Cu o suprafață de 242.500 km², Regatul Unit este al 78-lea cel mai mare stat suveran din lume și al 11-lea din Europa. Este, de asemenea, a 21-a cea mai populată țară, cu o populație estimată la 65,1 milioane de locuitori.
Regatul Unit este o monarhie constituțională cu o democrație parlamentară. Monarh⁠(d) este regele Charles al III-lea, care domnește⁠(d) din 8 septembrie 2022 (fiind încoronat pe 6 mai 2023). Capitala Regatului Unit, și cel mai mare oraș, este Londra, un oraș global și centru financiar⁠(d) cu o populație a zonei urbane de 10,3 milioane de locuitori, fiind al patrulea cel mai mare oraș din Europa. Alte mari zone urbane din Regatul Unit⁠(d) sunt aglomerările urbane centrate în Birmingham⁠(d), Leeds⁠(d), Glasgow⁠(d), Liverpool⁠(d) și Manchester⁠(d). Regatul Unit este format din patru țări—Anglia, Scoția, Țara Galilor și Irlanda de Nord. Ultimele trei au administrații autonome, fiecare cu puteri diferite, cu sediul în capitalele lor, Edinburgh, Cardiff și, respectiv, Belfast. Aflate pe insule din apropiere, Isle of Man, și Aprodatele Guernsey și Jersey nu fac parte din Regatul Unit, fiind dependențe ale Coroanei, Guvernul Britanic⁠(d) fiind responsabil pentru apărarea și reprezentarea lor internațională.
Relațiile dintre țările Regatului Unit au evoluat de-a lungul timpului⁠(d). Țara Galilor a fost anexată de Regatul Angliei conform Legilor Țării Galilor din 1535 și 1542⁠(d). Un tratat⁠(d) între Anglia și Scoția a dus în 1707 la unificarea lor în Regatul Unit al Marii Britanii, care a fuzionat în anul 1801 cu Regatul Irlandei, pentru a forma Regatul Unit al Marii Britanii și Irlandei. Cinci șesimi din Irlanda s-au retras din Regatul Unit în 1922, lăsând actuala formulă a Regatului Unit al Marii Britanii și Irlandei de Nord. Există paisprezece teritorii britanice de peste mări. Acestea sunt rămășițe ale Imperiului Britanic, care, la apogeul său, în 1920, cuprindea aproape un sfert din suprafața uscatului de pe Pământ și a fost cel mai mare imperiu din istorie. Influența britanică se observă în limba, cultura și sistemele juridice ale multora din fostele sale colonii⁠(d).
Regatul Unit este o țară dezvoltată și a cincea cea mai mare economie după PIB nominal și a noua cea mai mare economie după paritatea puterii de cumpărare. Economia Regatului Unit este considerată una cu venituri ridicate iar țara are un Indice al Dezvoltării Umane foarte ridicat, clasat pe locul 16 în lume. A fost prima țară industrializată din lume cea mai mare putere⁠(d) mondială în secolul al XIX-lea și la începutul secolului al XX-lea. Regatul Unit rămâne o mare putere, cu o considerabilă influență economică, culturală, militară, științifică și politică pe plan internațional. Este recunoscută ca deținătoare de arme nucleare și este a șaptea țară din lume după cheltuielile militare. Regatul Unit este membru permanent⁠(d) al Consiliului de Securitate al ONU de la prima sa sesiune, în 1946. A fost un lider între statele membre⁠(d) ale UE și ale predecesoarei sale, Comunitatea Economică Europeană (CEE), din 1973. Cu toate acestea, la 23 iunie 2016, un referendum național în Regatul Unit a dus la decizia de a părăsi UE, ieșirea fiind în prezent în curs de negociere⁠(d). Regatul Unit este membru al Commonwealth-ului Națiunilor, al Consiliului Europei, al grupului miniștrilor de finanțe din G7, al forumului G7, al G20, NATO, al Organizației pentru Cooperare și Dezvoltare Economică (OCDE) și al Organizației Mondiale a Comerțului (OMC).

## Etimologia și terminologie
Prin Legile Uniunii din 1707,⁠(d) s-a declarat că regatele Angliei și Scoției sunt „unite într-un Regat cu Numele de Marea Britanie”, deși noul stat apărea în aceleași legi și ca „Regatul Marii Britanii”, „Regatul Unit al Marii Britanii” și „Regatul Unit”. Termenul de „Marea Britanie” a fost folosit însă doar informal în secolul al XVIII-lea și țara a fost doar uneori menționată ca „Regatul Unit al Marii Britanii”—numele oficial complet, din 1707 la 1800, fiind doar „Marea Britanie”, fără o „formă lungă”. Legile Uniunii din 1800⁠(d) au unit Regatul Marii Britanii cu Regatul Irlandei, din 1801, formând Regatul Unit al Marii Britanii și Irlandei. În urma divizării Irlandei și independenței Statului Liber Irlandez în 1922, ceea ce a lăsat Irlanda de Nord ca singura parte a insulei Irlanda aparținând Regatului Unit, s-a adoptat denumirea de „Regatul Unit al Marii Britanii și Irlandei de Nord”
Deși Regatul Unit, ca stat suveran, este o țară, Anglia, Scoția, Țara Galilor și, într-o mai mică măsură, Irlanda de Nord, sunt și ele considerate țări, deși nu sunt state suverane. Scoția, Țara Galilor și Irlanda de Nord au guvernare autonomă. Site-ul prim-ministrului britanic a folosit expresia „țări într-o țară” pentru a descrie Marea Britanie. Unele sumare statistice, cum ar fi cele pentru cele douăsprezece regiuni NUTS 1 din Regatul Unit⁠(d) denumesc Scoția, Țara Galilor și Irlanda de Nord „regiuni”. Irlanda de Nord mai este menționată și ca „provincie”. În ceea ce privește Irlanda de Nord, numele descriptiv folosit „poate fi controversat, opțiunea dezvăluind preferințe politice”.
Adesea se folosește și termenul de „Marea Britanie” ca sinonim pentru Regatul Unit. Termenul „Marea Britanie” se referă însă, convențional, la insula Marea Britanie sau, din punct de vedere politic, la Anglia, Scoția și Țara Galilor împreună. El este folosit uneori și ca sinonim pentru Regatul Unit în ansamblul său. GB și GBR sunt codurile standard de țară pentru Regatul Unit (a se vedea ISO 3166-2⁠(d) și ISO 3166-1 alpha-3⁠(d)) și, prin urmare, sunt utilizate de către organizațiile internaționale cu referire la el. În plus, echipa olimpică a Regatului Unit concurează sub numele de „Marea Britanie” sau „Echipa GB”.
Adjectivul „britanic” este frecvent folosit pentru a se referi la aspecte referitoare la Regatul Unit. Termenul nu are nicio certă conotație juridică, dar este folosit în drept cu referire la cetățenia Regatului Unit și la aspecte asociate cu naționalitatea⁠(d). Locuitorii Regatului Unit folosesc o serie de termeni diferiți pentru a-și descrie identitatea națională și se pot identifica drept britanici; sau ca englezi, scoțieni, galezi, nord-irlandezi⁠(d), sau irlandezi; sau ca ambele.
În 2006, s-a introdus un nou design al pașaportului britanic. Prima pagină prezintă forma lungă a numelui statului în engleză, galeză și gaelică scoțiană. În galeză, forma lungă a numelui statului este „Teyrnas Unedig Prydain Fawr o Gogledd Iwerddon”, „Teyrnas Unedig” fiind folosit ca formă scurtă a numelui pe site-urile guvernamentale. El este de obicei abreviat „DU” de la forma mutantă „Y Deyrnas Unedig”. În gaelica scoțiană, forma lungă este „Rìoghachd Aonaichte Bhreatainn is Èireann o Tuath”, iar forma scurtă este „Rìoghachd Aonaichte”.

## Istoria

### Înainte de 1707

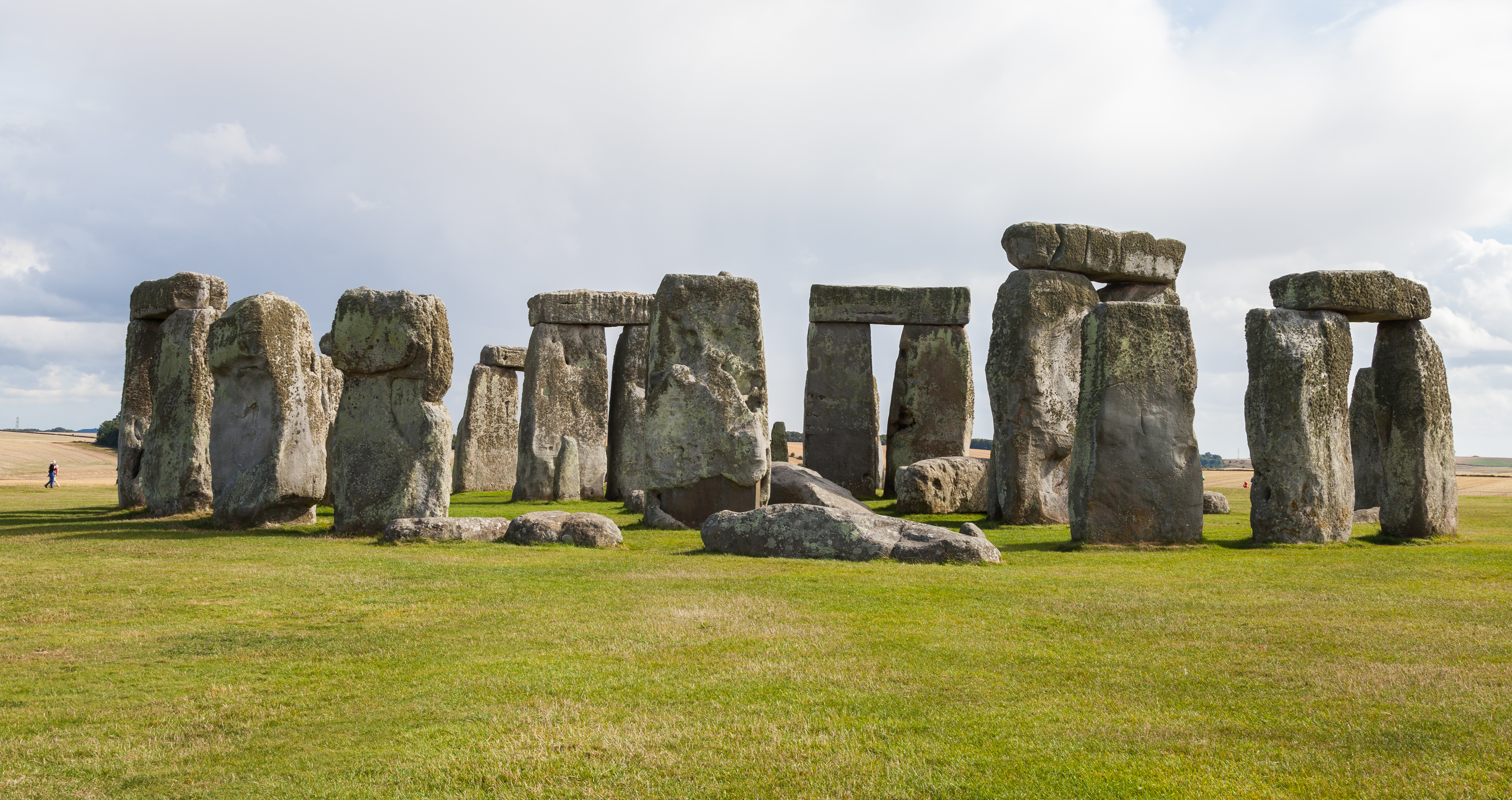
Stonehenge, din Wiltshire, a fost ridicat în jurul anului 2500 î.e.n.

Colonizarea de către oamenii moderni din punct de vedere anatomic a ceea ce avea să devină Regatul Unit a avut loc în valuri începând cu aproximativ acum 30.000 de ani⁠(d). Pe la sfârșitul preistoriei regiunii, se crede că populația aparținea, în principal, unei culturi numite celtică insulară⁠(d), care cuprinde Britania britonă și Irlanda galică⁠(d). Cucerirea romană, începută în 43 e.n., și dominația romană de 400 ani a sudului Marii Britanii, a fost urmată de o invazie de coloniști germanici, anglo-saxoni, care împreună au redus zona britonă la ceea ce avea apoi să devină în principal Țara Galilor și Regatul istoric Strathclyde⁠(d). Cele mai multe dintre regiunile colonizate de anglo-saxoni s-au unit formând Regatul Angliei în secolul al X-lea. Între timp, vorbitorii de galică din nord-vestul Marii Britanii (cu legături cu nord-estul Irlandei, de unde se consideră că au migrat în secolul al V-lea) s-au unit cu picții pentru a forma Regatul Scoției în secolul al IX-lea.

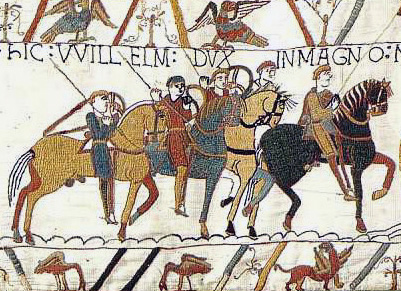
Tapiseria de la Bayeux descrie Bătălia de la Hastings, în 1066, și evenimentele care au dus la aceasta

În 1066, Normanzii au invadat Anglia din Franța și, după ce au cucerit-o, au anexat și mari părți din Țara Galilor⁠(d), au cucerit și o mare parte din Irlanda⁠(d) și au fost invitați să colonizeze Scoția, aducând în fiecare țară feudalismul pe model nord-francez și cultura franco-normandă. Elitele normande au avut o influență puternică asupra culturilor locale, dar în cele din urmă au fost asimilate de acestea. Regii englezi medievali au finalizat apoi cucerirea țării Galilor⁠(d) și au făcut o primă încercare de a anexa Scoția⁠(d). În urma Declarației de la Arbroath⁠(d), Scoția și-a păstrat independența, deși s-a aflat aproape constant în conflict cu Anglia⁠(d). Monarhii englezi, prin moștenirea unor substanțiale teritorii din Franța⁠(d) și în virtutea pretențiilor la coroana franceză, au fost puternic implicați și în conflictele din Franța, mai ales în Războiul de 100 de Ani, în timp ce regii Scoției erau aliați cu francezii⁠(d).
Perioada modernă timpurie⁠(d) a adus conflicte religioase cauzate de Reformă și de introducerea bisericii naționale protestante⁠(d) în fiecare țară. Țara Galilor a fost pe deplin încorporată în Regatul Angliei⁠(d), în timp ce Irlanda s-a constituit ca regat în uniune personală cu coroana engleză. În ceea ce avea să devină Irlanda de Nord, terenurile nobilimii independente, gaelică și catolică, au fost confiscate și date coloniștilor protestanți⁠(d) din Anglia și Scoția.
În 1603, regatele Angliei, Scoției și Irlandei au fost aduse într-o uniune personală, atunci când Iacob al VI-lea, rege al Scoției, a moștenit coroanele Angliei și Irlandei și și-a mutat curtea de la Edinburgh la Londra; cu toate acestea, fiecare țară a rămas o entitate politică separată, și și-a păstrat propriile instituții politice, juridice și religioase.
La mijlocul secolului al XVII-lea, toate cele trei regate au fost implicate într-o serie de războaie legate între ele⁠(d) (inclusiv Războiul Civil Englez) care a condus la răsturnarea temporară a monarhiei și la instaurarea de unei vremelnice republici unitare a Commonwealth-ului Angliei, Scoției și Irlandei. În secolele al XVII-lea și al XVIII-lea, marinari britanici au fost implicați în acte de piraterie (corsărie), atacuri și furturi împotriva navelor de pe coastele Europei și Caraibelor.

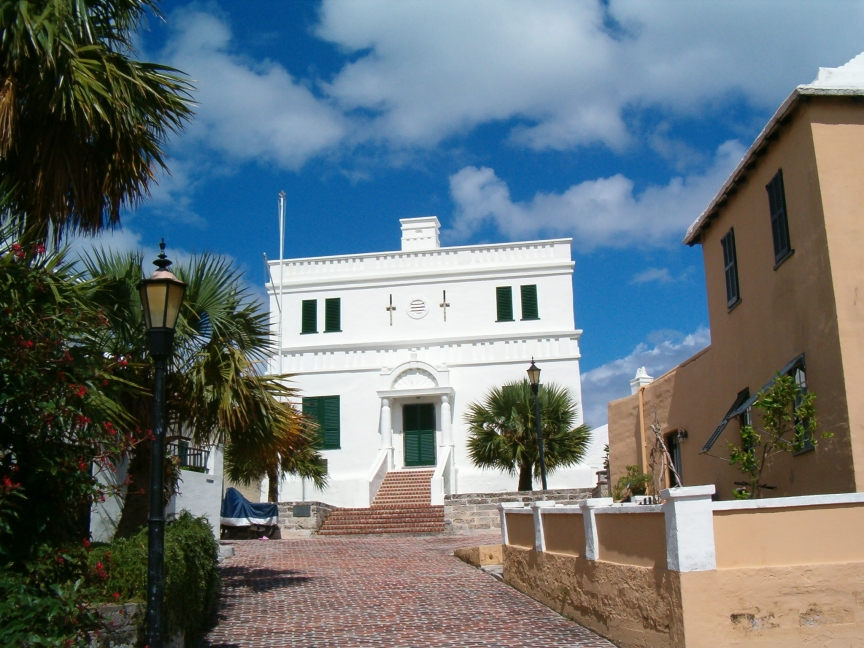
Casa de Stat din St. George's, Bermuda. Înființat în 1612, acesta este cel mai vechi oraș englez permanent locuit din Lumea Nouă.

Deși monarhia a fost restaurată, Interregnul⁠(d) (împreună cu Revoluția Glorioasă din 1688 și, ulterior, cu Declarația Drepturilor din 1689, și cu Legea Claim of Right din 1689⁠(d)), au făcut ca, spre deosebire de o mare parte a restului Europei, absolutismul regal să nu se impună, și ca niciun pretendent catolic să nu poată accede la tron. Constituția Britanică s-a dezvoltat pe baza monarhiei constituționale și sistemului parlamentar. Cu fondarea Societății Regale în 1660, știința a fost mult încurajată. În această perioadă, în special în Anglia, dezvoltarea puterii navale (și interesul în călătoriile de descoperire) a condus la dobândirea și colonizarea multor colonii de peste mări, în special în America de Nord.

### După Legile Uniunii din 1707

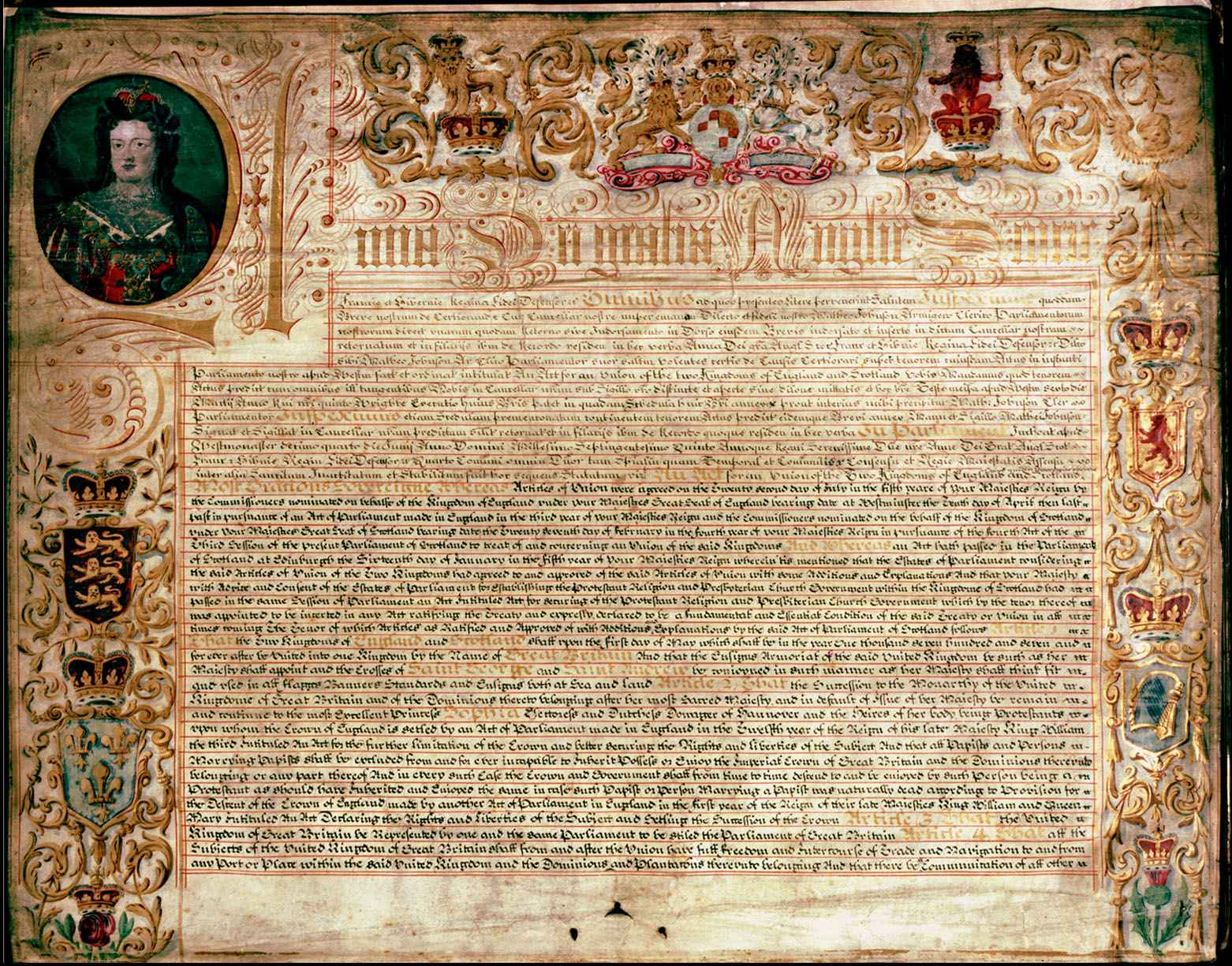
Tratatul de Uniune a condus la un Regat Unit care a cuprins toată Marea Britanie

La 1 mai 1707, a luat ființă Regatul unit al Marii Britanii, în urma adoptării Legilor de Uniune, de către parlamentele Angliei și Scoției, prin care acestea au ratificat Tratatul de Uniune din 1706 și au unit cele două regate.
În secolul al XVIII-lea, s-a dezvoltat guvernul de cabinet sub organizarea lui Robert Walpole, practică primul prim-ministru (1721-1742). O serie de Revolte Iacobite⁠(d) au încercat să înlăture dinastia protestantă de Hanovra de pe tronul britanic și să readucă dinastia catolică Stuart. Iacobiții au fost în cele din urmă înfrânți în bătălia de la Culloden⁠(d) din 1746, după care highlanderii scoțieni⁠(d) au fost reprimați brutal. Coloniile britanice din America de Nord, care s-au rupt de Marea Britanie în Războiul de Independență au devenit Statele Unite ale Americii, recunoscute de Marea Britanie în 1783. Ambițiile imperiale britanice s-au îndreptat în alte direcții, în special către India⁠(d).
De-a lungul secolului al XVIII-lea, Marea Britanie a fost implicată în comerțul atlantic cu sclavi. Navele britanice de sclavi⁠(d) au transportat aproximativ două milioane de oameni din Africa în Indiile de Vest, înainte de interzicerea comerțului în 1807, interzicerea sclaviei din 1833, și asumarea de către conducerea țării a unui rol de lider în mișcarea pentru abolirea sclaviei în întreaga lume prin presarea altor țări să-și încheie comerțul de sclavi printr-o serie de tratate, și apoi a format cea mai veche organizație internațională pentru drepturile omului, Anti-Slavery International⁠(d), cu sediul la Londra, în anul 1839. Termenul „Regatul Unit” a devenit oficial în 1801, când parlamentele Marii Britanii și Irlandei au adoptat fiecare o Lege a Uniunii⁠(d), unind cele două regate și formând Regatul Unit al Marii Britanii și Irlandei.

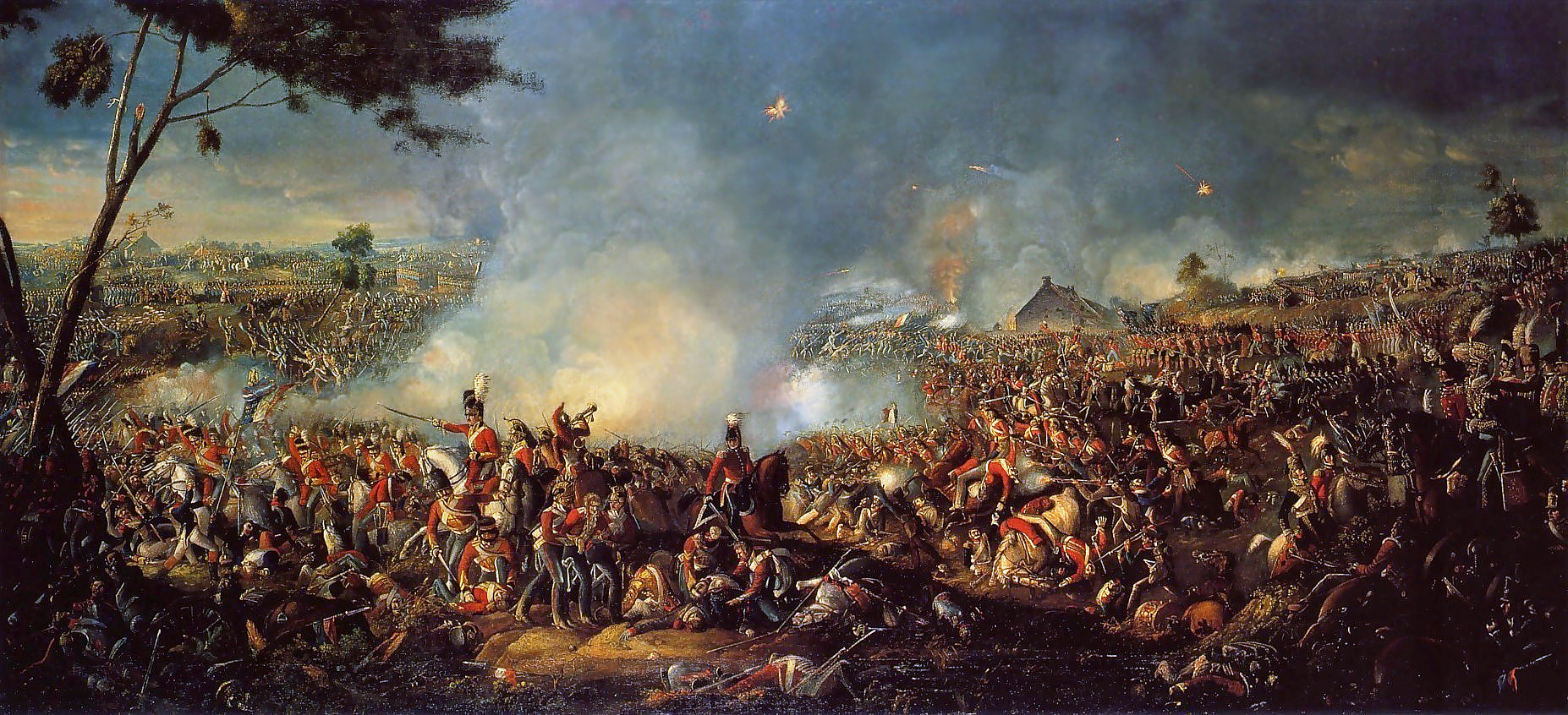
Bătălia de la Waterloo, din 1815, a marcat sfârșitul Războaielor Napoleoniene și începutul '

La începutul secolului al XIX-lea, Revoluția Industrială, condusă de economia britanică, a început să transforme țara. Treptat, puterea politică s-a mutat de la vechile clase de moșieri Tory⁠(d) și Whig⁠(d) spre noii industriași. O alianță formată din negustori și industriași cu gruparea politică Whig⁠(d) a dus la apariția unui nou partid, Liberalii⁠(d), cu o ideologie de liber schimb și Laissez-faire. În 1832 Parlamentul a adoptat Legea Marii Reforme⁠(d), care a început transferul puterii politice de la aristocrație la clasele de mijloc. În mediul rural, comasările⁠(d) de terenuri au făcut ca micii fermieri să fie excluși din agricultură. Orașele au început să se populeze cu o nouă clasă muncitoare urbană. Foarte puțini muncitori de rând aveau drept de vot, și și-au creat propriile organizații sub formă de sindicate.
După înfrângerea Franței, la sfârșitul Războaielor Revoluționare și Napoleoniene (1792-1815), Marea Britanie a devenit principala putere navală și imperială a secolului al XIX-lea (Londra ajungând cel mai mare oraș din lume pe la 1830). Necontestată pe mare, dominația britanică a fost mai târziu descrisă ca Pax Britannica⁠(d) („Pacea Britanică”), o perioadă de relativă pace în Europa și în lume (1815-1914) în care Imperiul Britanic a devenit hegemon global și a adoptat rolul de jandarm mondial. La momentul Marii Expoziții din 1851, Regatul Unit era descris ca „atelierul lumii”. Imperiul Britanic a fost extins pentru a include India, mari părți din Africa și multe alte teritorii din întreaga lume. Alături de controlul formal pe care îl exercita asupra propriilor sale colonii, dominația britanică asupra unei mari părți din comerțul mondial a însemnat că ea controla efectiv economiile din multe regiuni⁠(d), precum Asia și America Latină. Pe plan intern, atitudinile politice au favorizat politicile de liber schimb și laissez-faire și lărgirea treptată a dreptului de vot. De-a lungul secolului, populația a crescut într-un ritm uluitor, creștere însoțită de urbanizarea rapidă, ceea ce a provocat presiuni sociale și economice semnificative. Pentru a căuta noi piețe și noi surse de materii prime, Partidul Conservator sub Disraeli a lansat o perioadă de expansiune imperialistă în Egipt, Africa de Sud, și în alte părți. Australia, Africa de Sud, Canada, și Noua Zeelandă au devenit dominioane autonome. După trecerea în secolul al XX-lea, dominația industrială britanică a început să fie contestată de Statele Unite și de Germania.
Reformele sociale și autonomia Irlandei erau cele mai importante probleme interne după 1900. Partidul Laburist a apărut dintr-o alianță a sindicatelor cu mici grupări socialiste în 1900, și sufragetele au militat pentru dreptul femeilor la vot înainte de 1914.

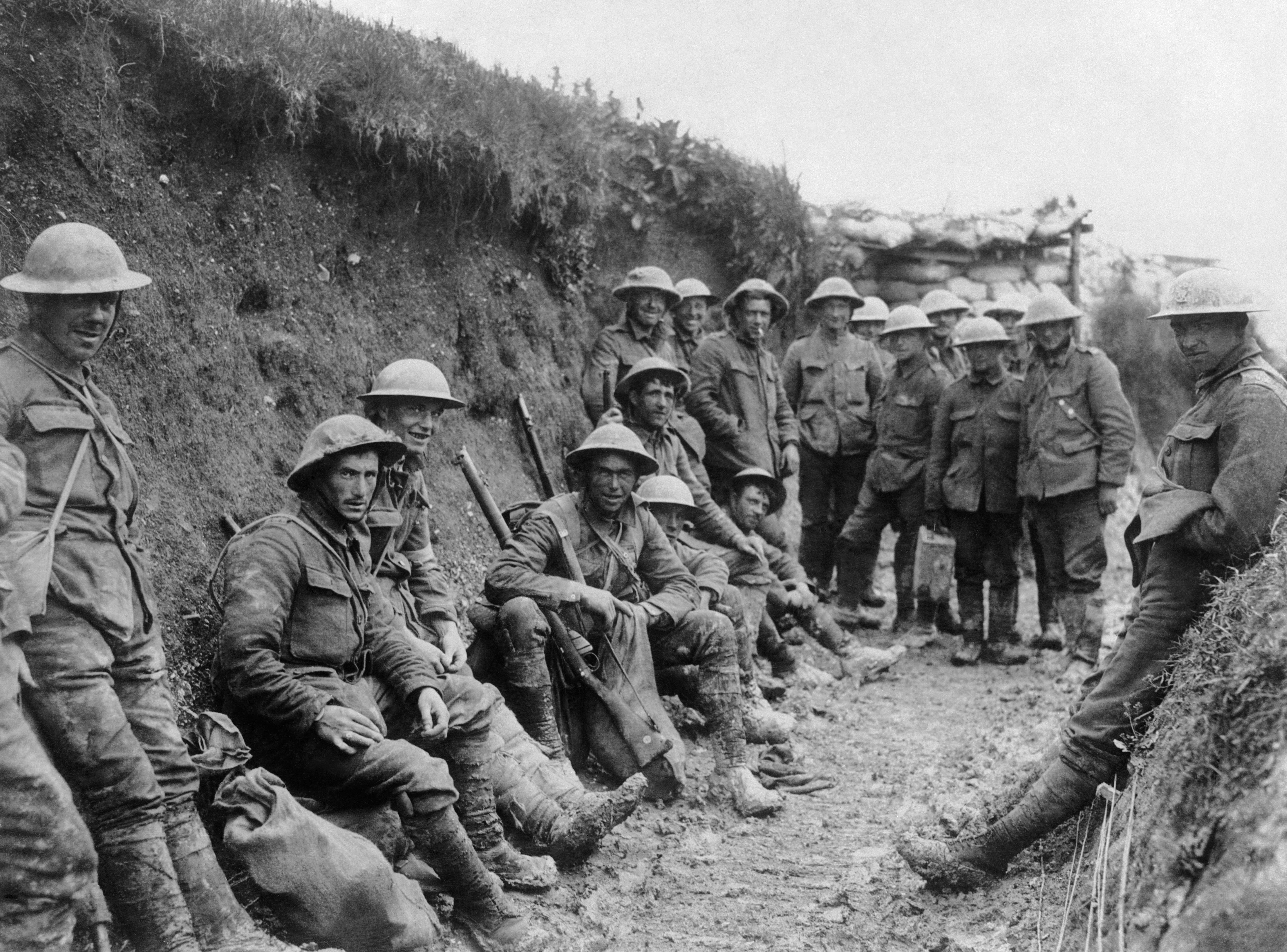
Infanteriști din în timpul bătăliei de pe Somme (peste de soldați britanici au murit pe câmpurile de luptă din Primul Război Mondial)

Regatul Unit a luptat alături de Franța, Rusia și (după 1917) Statele Unite ale Americii, împotriva Germaniei și aliaților săi în Primul Război Mondial (1914-1918). Forțele armate britanice au fost angajate într-o mare parte a Imperiului Britanic și în mai multe regiuni din Europa, în special pe frontul de vest. Numărul mare de decese al războiului de tranșee a cauzat pierderea a mai mult de o generație de oameni, cu efecte sociale de durată asupra țării și cu o mare perturbare în ordinea socială.
După război, Regatul Unit a primit de la Liga Națiunilor mandatul pentru o serie de foste colonii germane și teritorii otomane. Imperiul Britanic a ajuns la cea mai mare întindere, acoperind o cincime din suprafața Pământului și un sfert din populația sa. Cu toate acestea, Regatul Unit pierduse 2,5 milioane de oameni și a terminat războiul cu o mare datorie națională.
Ascensiunea naționalismului irlandez⁠(d), împreună cu conflictele din sânul Irlandei pe tema autonomiei Irlandei⁠(d), a condus în cele din urmă la divizarea insulei în 1921. Statul Liber Irlandez a devenit independent cu statut de dominion în 1922. Irlanda de Nord a rămas parte a Regatului Unit. Un val de greve la mijlocul anilor 1920 au culminat cu Greva Generală din 1926⁠(d). Regatul Unit încă se mai refăcea după efectele războiului, când a izbucnit Marea Criză Economică (1929-1932). Aceasta a condus la un șomaj considerabil și la mari dificultăți în zonele industriale vechi, precum și la tulburările politice și sociale din anii 1930, la creșterea apartenenței la partidele comuniste și socialiste. Un guvern de coaliție a fost format în anul 1931.
Regatul Unit a intrat în al Doilea Război Mondial, declarând război Germaniei Naziste în 1939, după ce aceasta din urmă a invadat Polonia. Winston Churchill a devenit prim-ministru și șef al unui guvern de coaliție în 1940. În ciuda înfrângerii aliaților săi europeni în primul an de război, Regatul Unit cu Imperiul său a continuat lupta de unul singur împotriva Germaniei. În 1940, RAF a învins Luftwaffe german într-o luptă pentru controlul cerului în bătălia Angliei. Zonele urbane au suferit de pe urma bombardamentelor din timpul războiului. Au fost și victoriile greu obținute în bătălia Atlanticului, și în campaniile din Africa de Nord și Birmania⁠(d). Forțele britanice au jucat un rol important în debarcarea din Normandia din 1944, realizată împreună cu aliatul american.

### După 1945

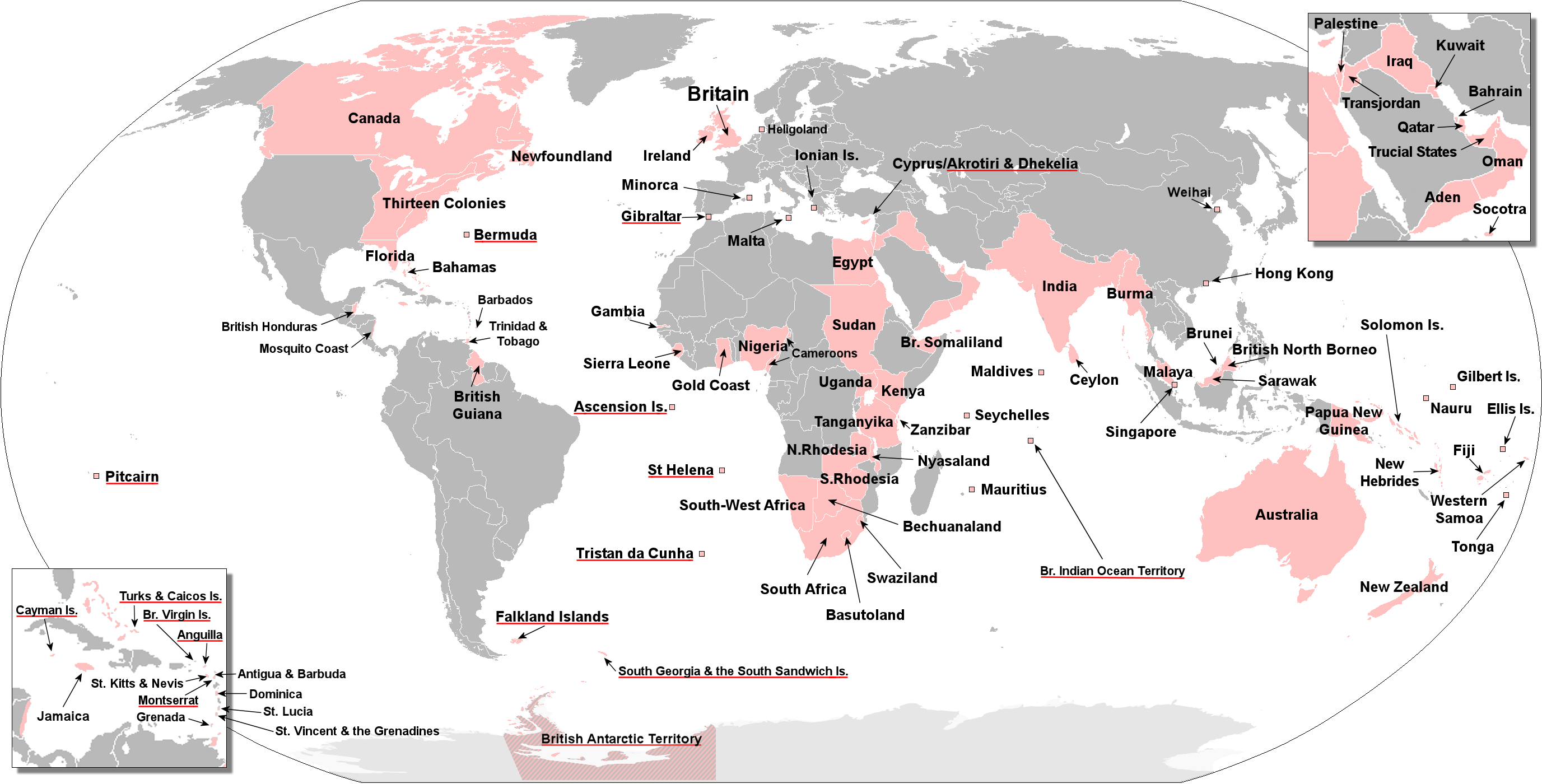
Teritoriile care au fost parte a Imperiului Britanic, numele actualelor Teritorii Britanice de peste Mări fiind subliniate cu roșu

După sfârșitul celui de-al Doilea Război Mondial, în 1945, Regatul Unit a fost una dintre cele Patru Mari puteri (Uniunea Sovietică, Regatul Unit, SUA și China) care s-au întâlnit pentru a pune ordine în lumea postbelică; a fost unul dintre semnatarii fondatori ai Declarației Națiunilor Unite⁠(d). Regatul Unit a devenit unul dintre cei cinci membri permanenți ai Consiliului de Securitate al ONU. Cu toate acestea, războiul a lăsat țara grav slăbită și dependentă financiar de Planul Marshall. În anii imediat de după război, guvernul laburist⁠(d) a inițiat un program radical de reforme, care a avut un efect semnificativ asupra societății britanice din următoarele decenii. Industrii majore și utilități publice au fost naționalizate, s-a format un sistem economic de stat asistențial, și s-a organizat un sistem sanitar cuprinzător finanțat din fonduri publice, National Health Service. creșterea naționalismului în colonii a coincis cu diminuarea puternică a poziției economice a Regatului Unit, astfel că politica de decolonizare⁠(d) a devenit inevitabilă. S-a acordat independență Indiei și Pakistanului în 1947. În următoarele trei decenii, cele mai multe colonii ale Imperiului Britanic au primit independența. Multe au devenit membre ale Commonwealth-ului Națiunilor.
Deși Regatul Unit a fost cea de-a treia țară care și-a dezvoltat un arsenal de arme nucleare⁠(d) (prima bombă atomică testată⁠(d) în 1952), noile limitări postbelice ale rolului internațional al Regatului Unit au fost ilustrate de Criza Suezului din 1956. Răspândirea internațională a limbii engleză a asigurat continuarea influenței internaționale a literaturii⁠(d) și culturii sale. Ca urmare a unui deficit de muncitori în 1950, guvernul a încurajat imigrația din țările Commonwealth-ului. În următoarele decenii, Regatul Unit a devenit o societate mai multietnică decât era înainte. În ciuda creșterii nivelului de trai la sfârșitul anilor 1950 și 1960, Regatul Unit a întârziat să se refacă corespunzător după război, și nu a existat un „miracol economic” ca în economiile de piață de pe continentul european. Astfel, performanța economică nu a fost la fel de bună ca a multora dintre celelalte țări, cum ar fi Germania de Vest și Japonia.

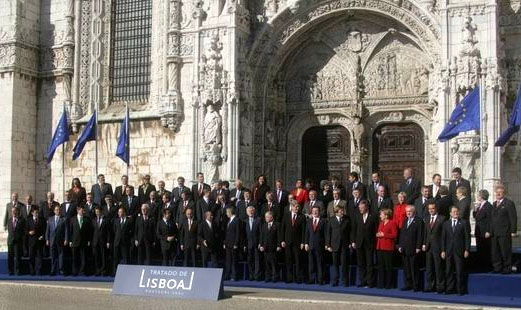
Liderii statelor membre ale Uniunii Europene în 2007. Regatul Unit a intrat în Comunitatea Economică Europeană, în 1973. Într-un, 67% dintre alegători au votat să rămână în CEE,, dar 52% au votat să părăsească UE în 2016.

În procesul de un deceniu de integrare europeană, Regatul Unit a fost membru fondator al alianței numite Uniunea Europei de Vest, înființată odată cu Conferințele de la Londra și Paris⁠(d) din 1954. În 1960 Regatul Unit a fost unul dintre cei șapte membri fondatori ai Asociației Europene a Liberului Schimb (EFTA), dar în 1973 a ieșit din acest bloc pentru a se alătura Comunităților Europene (CE). Atunci când CE au devenit Uniunea Europeană (UE) în anul 1992, Regatul Unit a fost unul dintre cei 12 membri fondatori. Tratatul de la Lisabona a fost semnat în 2007, el constituind temeiul constituțional al Uniunii Europene.
De la sfârșitul anilor 1960, Irlanda de Nord a suferit de pe urma violențelor paramilitare și civile (uneori afectând și alte părți ale Regatului Unit), denumite convențional The Troubles. Acestea sunt considerate a fi luat sfârșit odată cu Acordul de „Vinerea Mare” de la Belfast din 1998.
După o perioadă de puternică încetinire a creșterii economice și industriale în anii 1970, guvernul conservator al anilor 1980⁠(d) condus de Margaret Thatcher a inițiat o politică radicală de monetarism⁠(d), dereglementare, în special a sectorului financiar (de exemplu, Big Bang⁠(d) din 1986) și a piețelor forței de muncă, vânzarea companiilor de stat (privatizare), precum și retragerea subvențiilor pentru altele. Aceasta a dus la o creștere a șomajului și la unele tulburări sociale, dar în cele din urmă și la creștere economică, în special în sectorul serviciilor. Din 1984, economia a fost ajutată de afluxul de venituri substanțiale provenite din petrolul din Marea Nordului⁠(d).
Spre sfârșitul secolului al XX-lea au avut loc schimbări majore la guvernarea Regatului Unit, cu apariția administrațiilor autonome pentru Scoția, Țara Galilor și Irlanda de Nord. Încorporarea statutară⁠(d) a dus la acceptarea Convenției Europene a Drepturilor Omului. Regatul Unit este un jucător-cheie în domeniul diplomatic și militar mondial. Acesta joacă roluri de conducere în ONU și NATO. Cu toate acestea, desfășurările militare britanice de peste mări, în special în Afganistan și Irak, sunt înconjurate de controverse.
Criza financiară globală din 2008⁠(d) a afectat grav economia Regatului Unit. Guvernul de coaliție⁠(d) din 2010 a introdus măsuri de austeritate destinate să abordeze deficitele publice substanțiale care au rezultat. În 2014, Guvernul Scoțian⁠(d) a ținut un referendum privind independența Scoției, 55% dintre votanți respingând propunerea de independență și alegând să rămână în Regatul Unit. În 2016, Regatul Unit a votat să părăsească Uniunea Europeană. Procesul legal de a părăsi UE a început pe 29 martie 2017, Regatul Unit invocând Articolul 50⁠(d) din Tratatul de la Lisabona, informând oficial UE că Regatul Unit dorește să se retragă. Articolul stipulează că negocierile de ieșire vor dura cel puțin doi ani. Regatul Unit rămâne un membru cu drepturi depline al UE în tot acest timp. În urma votului negativ al Parlamentului britanic față de Acordul negociat între UE și guvernul condus de Theresa May, această dată a fost extinsă până la 31 octombrie 2019. Regatul Unit a părăsit Uniunea Europeana la 31 ianuarie 2020, ora 23:00 (CET).

## Geografie

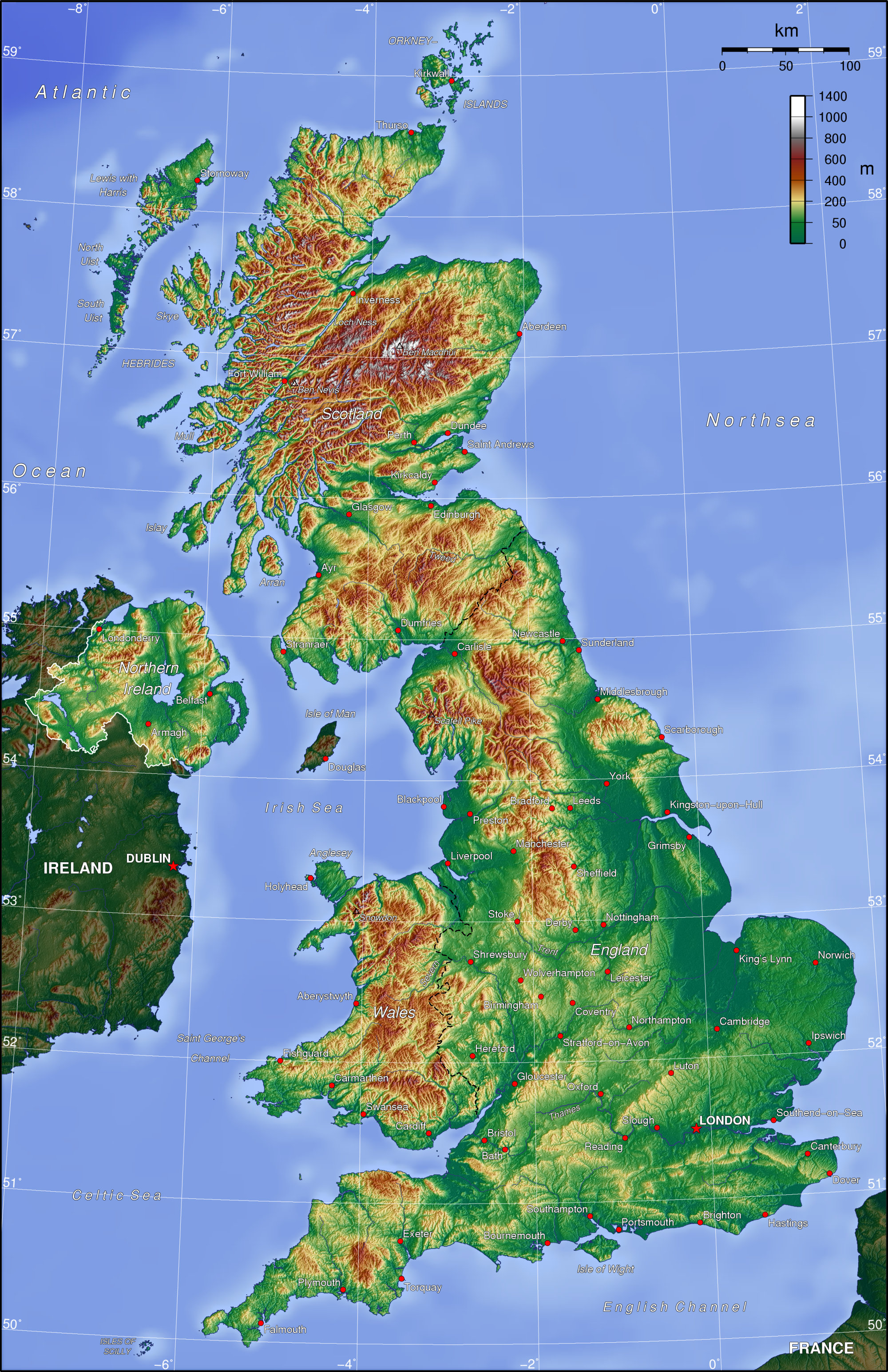
Harta fizică a Regatului Unit

Suprafața totală a Regatului Unit este de circa 243.610 km². Țara ocupă majoritatea Arhipelagului Britanic și cuprinde insula Marea Britanie, șesimea nord-estică a insulei Irlanda și alte insule mai mici din jur. Ea se află între Atlanticul de Nord și Marea Nordului, coasta sud-estică ajungând până la 35 km de coasta nordică a Franței, de care este despărțită prin Canalul Mânecii. În 1993, 10% din suprafața Regatului era împădurită, 46% era folosită drept pășune și 25% era cultivată pentru agricultură. Royal Greenwich Observatory din Londra este punctul definitoriu pentru Meridianul Zero⁠(d).
Regatul Unit se încadrează între paralelele de 49°⁠(d) și 61° latitudine nordică⁠(d), și între meridianele de 9° longitudine vestică⁠(d) și 2° longitudine estică⁠(d). Irlanda de Nord are o frontieră terestră de 360 km cu Republica Irlanda. Lungimea totală a coastelor Marii Britanii este de 17.820 km. Este legată de Europa continentală prin Tunelul Canalului, lung de 50 km (dintre care 38 km pe sub apă), cel mai lung tunel suboceanic din lume.
Anglia⁠(d) reprezintă puțin mai mult de jumătate din suprafața totală a Regatului Unit, având 130.395 km². Majoritatea țării este șes, zonele muntoase aflându-se la nord-vest de linia Tees-Exe⁠(d); cuprinzând și Munții Cumbrieni din Districtul Lacurilor, the Peninii, Exmoor⁠(d) și Dartmoor⁠(d). Principalele râuri cu estuare sunt Tamisa, Severn⁠(d) și Humber⁠(d). Alte râuri sunt Tees, Tyne, Tweed, Avon, Exe și Mersey. Cel mai înalt munte din Anglia este Scafell Pike⁠(d) (978 m) din Districtul Lacurilor. 
Scoția⁠(d) reprezintă ceva mai puțin de o treime din aria totală a Regatului Unit, cu 78.772 km² și include aproape opt sute de insule⁠(d), predominant la vest și nord de insula Marea Britanie; cele mai importante sunt Hebridele⁠(d), Insulele Orkney și Shetland. Scoția este cea mai muntoasă țară a Regatului Unit și topografia este despărțită de Highland Boundary Fault⁠(d)—o falie geologică—ce traversează Scoția de la Arran la vest până la Stonehaven⁠(d) la est. Falia separă două regiuni diferite; și anume Highlandul⁠(d) de la nord și vest și Lowlandul⁠(d) de la sud și est. Highlandul cu relief mai accidentat conține majoritatea munților din Scoția, inclusiv Ben Nevis, care, cu 1.343 m este cel mai înalt punct al Arhipelagului Britanic. Lowlandul—mai ales fâșia îngustă dintre Firth of Clyde⁠(d) și Firth of Forth, denumită Centura Centrală⁠(d)—este mai șes și cuprinde mare parte din populație, inclusiv orașele Glasgow, cel mai mare din Scoția, și Edinburgh, capitala și centrul politic; și în această parte însă există unele zone înalte și muntoase, în Dealurile de Sud⁠(d).
Țara Galilor⁠(d) reprezintă mai puțin de o zecime din aria totală a Regatului Unit, acoperind 20.779 km². Țara Galilor este predominant muntoasă, deși partea sudică este mai puțin muntoasă ca nordul și centrul⁠(d). Principalele zone populate și industrializate sunt în sud, cuprinzând orașele litorale Cardiff, Swansea și Newport, și Văile de Sud ale Țării Galilor⁠(d) către nord. Cele mai înalte puncte din Țara Galilor se află în Eryri⁠(d) și cuprind Yr Wyddfa⁠(d) (în galeză Yr Wyddfa) care, la 1.085 m, este cel mai înalt din Țara Galilor. Cei 14 sau 15, munți galezi de peste 3.000 picioare (910 m) sunt denumiți împreună The Welsh 3000s⁠(d). Țara Galilor are și ea peste 2.704 km de coastă. Mai multe insule se găsesc în largul coastelor galeze, cea mai mare fiind Anglesey (Ynys Môn) la nord-vest.

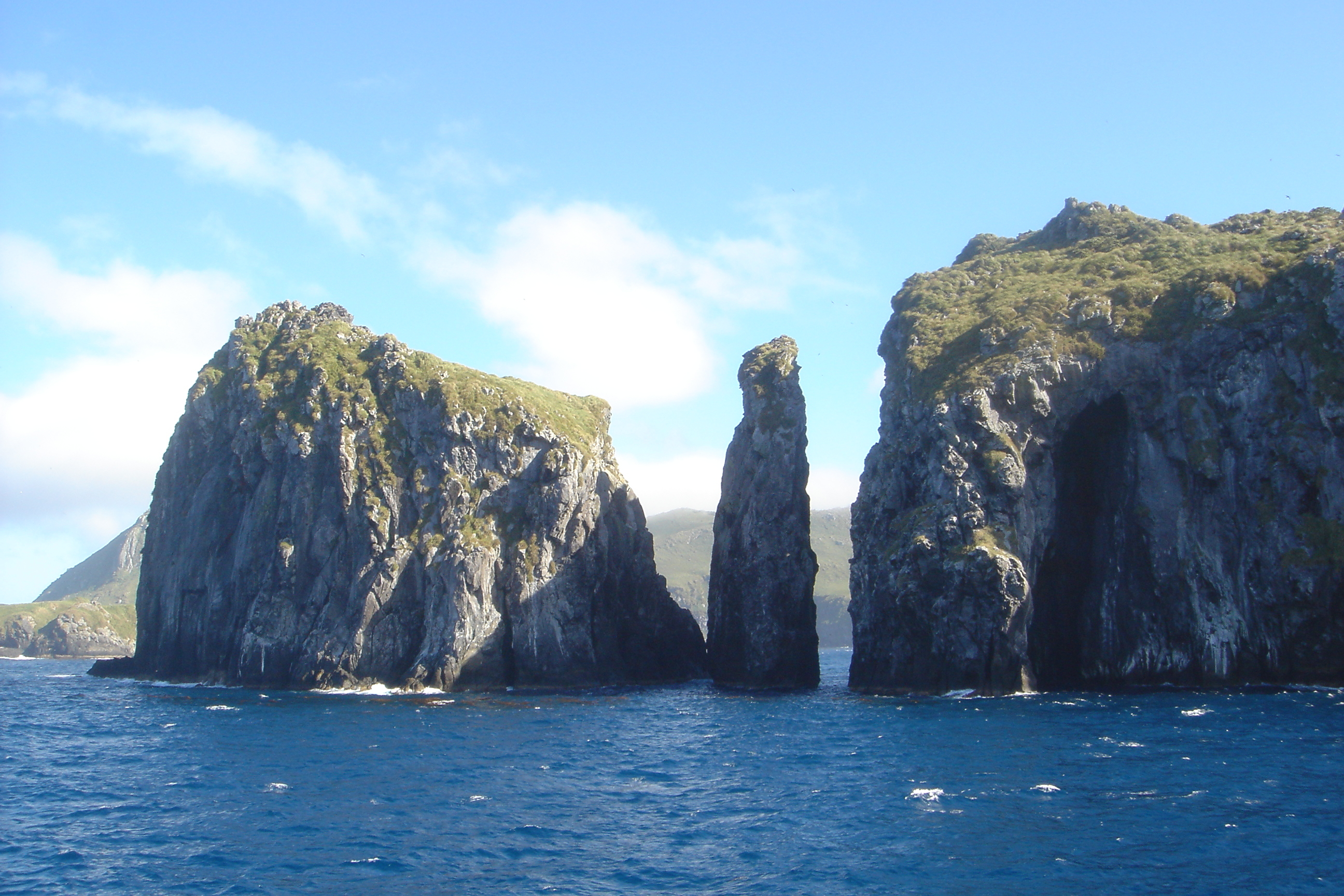
Litoralul stâncos din, declarat loc în Patrimoniul Mondial de către UNESCO în 1995.

Irlanda de Nord, despărțită de Marea Britanie prin Marea Irlandei și Canalul de Nord⁠(d), are o suprafață de 14.160 km² și este predominant deluroasă. Ea cuprinde Lough Neagh⁠(d) care, la 388 km², este cel mai mare lac din Arhipelagul Britanic ca suprafață. Cel mai înalt vârf din Irlanda de Nord este Slieve Donard⁠(d) din Munții Mourne⁠(d), la 852 m.

### Clima
Regatul Unit are o climă temperată cu multe precipitații tot timpul anului. Temperatura variază cu anotimpurile, scăzând rareori sub -11 °C și nedepășind de obicei 35 °C. Vânturile predominante sunt dinspre sud-vest și aduc adesea vreme blândă și umedă din Oceanul Atlantic, deși părțile estice sunt protejate de aceste vânturi, majoritatea precipitațiilor căzând în zonele vestice. Curenții atlantici, încălziți de Curentul Golfului, aduc ierni blânde, în special în vest, unde iernile sunt umede, și în zonele înalte. Verile cele mai călduroase se întâlnesc în sud-estul Angliei, ele fiind apropiate de cele de pe Europa continentală, cele mai răcoroase fiind în nord. Iarna și la începutul primăverii pot fi căderi masive de zăpadă în zonele înalte. 

### Împărțire administrativă
Fiecare țară a Regatului Unit are propria organizare administrativă, ale cărei origini predatează formarea Regatului Unit, ceea ce înseamnă că nu există un sistem unic de împărțire administrativă sau demarcație geografică. Până în secolul al XIX-lea s-au operat puține modificări acestui aranjament, dar a existat o evoluție constantă a rolului și funcțiunii unităților.
Organizarea administrației locale din Anglia⁠(d) este complexă, distribuția funcțiunilor variind conform aranjamentelor locale. Subdiviziunile de nivel superior ale Angliei sunt cele nouă regiuni, utilizate astăzi în principal în scopuri statistice. O singură regiune, Londra metropolitană⁠(d), are o adunare legislativă și un primar direct aleși din 2000 după ce modificarea a fost operată prin referendum⁠(d). Exista intenția ca și celelalte regiuni să capete propriile lor adunări regionale⁠(d), dar propunerea pentru regiunea North East a fost respinsă prin referendum în 2004⁠(d). Sub nivelul regional, unele părți ale Angliei au consilii de comitat⁠(d) și consilii districtuale, iar altele au autorități unitare⁠(d); Londra este formată din 32 de burguri⁠(d) și City of London. Consilierii sunt aleși prin vot uninominal într-un singur tur⁠(d) în colegii cu un singur membru sau prin vot plurinominal⁠(d) în circumscripții care aleg mai mulți consilieri.
Pentru administrația locală⁠(d), Scoția este împărțită în 32 de zone de consiliu, cu o distribuție variată a dimensiunilor și populației. Orașele Glasgow, Edinburgh, Aberdeen și Dundee reprezintă zone de consiliu separate, la fel și Consiliul Highlandului⁠(d), care cuprinde o treime din suprafața Scoției, dar numai puțin mai mult de 200.000 de locuitori. Consiliile locale sunt alcătuite din consilieri aleși, în număr de 1223; ei sunt salariați part-time. Alegerile se țin prin vot unic transferabil⁠(d) în circumscripții cu mai mulți reprezentanți, în care se aleg câte trei sau patru consilieri. Fiecare consiliu alege un provost⁠(d) care să prezideze ședințele consiliului și să acționeze ca reprezentant cu funcții simbolice al zonei respective.
Administrația locală în Țara Galilor constă din 22 de autorități unitare. Printre acestea se numără orașele Cardiff, Swansea și Newport, care sunt autorități unitare de sine stătătoare. Se țin alegeri o dată la patru ani pe sistem uninominal într-un singur tur.
Administrația locală din Irlanda de Nord este organizată din 1973 în 26 de consilii districtuale, fiecare ales prin vot unic transferabil. Puterile acestora sunt limitate la servicii cum ar fi colectarea deșeurilor, controlul câinilor și întreținerea parcurilor și cimitirelor. În 2008, executivul a acceptat propuneri de a înființa 11 consilii noi și să înlocuiască sistemul actual.

## Teritorii dependente
Regatul Unit are suveranitate asupra a șaptesprezece teritorii care nu fac parte din Regatul Unit propriu-zis: paisprezece Teritorii Britanice de peste Mări și trei dependențe ale Coroanei.
Cele paisprezece Teritorii Britanice de peste Mări sunt: Anguilla; Bermuda; Teritoriul Antarctic Britanic; Teritoriul Britanic din Oceanul Indian; Insulele Virgine Britanice; Insulele Cayman; Insulele Falkland; Gibraltar; Montserrat; Sfânta Elena, Ascension și Tristan da Cunha; Insulele Turks și Caicos; Insulele Pitcairn; Georgia de Sud și Insulele Sandwich de Sud; și Akrotiri și Dhekelia pe insula Cipru. Revendicările britanice în Antarctica nu sunt universal recunoscute. Colectiv, teritoriile britanice de peste mări cuprind o suprafață de 1.727.570 km² și o populație de circa 260.000 de oameni.
Ele reprezintă ultimele rămășițe ale Imperiului Britanic, un white paper⁠(d) al guvernului britanic afirmând că: „Teritorii[le] de peste Mări sunt britanice cât timp doresc ele să rămână britanice. Marea Britanie a acordat de bună voie independența oricui a cerut-o; și vom continua să o facem acolo unde există opțiunea.” Autodeterminarea este încetățenită în constituțiile mai multor teritorii de peste mări, trei dintre ele votând explicit să rămână sub suveranitate britanică (Bermuda în 1995⁠(d), Gibraltar în 2002⁠(d) și Insulele Falkland în 2013⁠(d)).
Dependențele Coroanei sunt posesiuni ale Coroanei⁠(d) și nu teritorii de peste mări ale Regatului. Ele cuprind trei jurisdicții administrate independent: Insulele Canalului: Jersey și Guernsey, din Canalul Mânecii, și Insula Man din Marea Irlandei. Prin acord reciproc, Guvernul Britanic gestionează afacerile externe și de apărare ale insulelor, iar Parlamentul Regatului Unit are autoritatea de a legifera în numele lor. Pe plan internațional, însă, ele sunt considerate „teritorii pentru care este responsabil Regatul Unit”. Puterea de a adopta legi care afectează insulele cade însă pe umerii adunărilor lor legislative, cu consimțământul Coroanei (Consiliul de Coroană sau, în cazul Insulei Man, în anumite cazuri guvernatorul-locotenent). Din 2005, fiecare dependență a Coroanei are un ministru-șef⁠(d) ca șef al guvernului.
Teritoriile dependente de Regatul Unit folosesc monede diverse. Printre acestea se numără lira britanică, dolarul american, dolarul neo-zeelandez, euro sau propriile lor monede, care pot avea curs de schimb fix cu oricare dintre acestea⁠(d).

## Politică
Regatul Unit este un stat unitar guvernat ca monarhie constituțională. Regele Charles al III-lea este monarh⁠(d) și șef de stat al Regatului Unit, dar și rege a cincisprezece alte țări independente ale Commonwealth-ului. Monarhul are „dreptul de a fi consultat, dreptul de a încuraja, și dreptul de a avertiza”. Constituția Regatului Unit este necodificată⁠(d) și constă mai ales dintr-o colecție de izvoare de drept scrise disparate, între care legile, jurisprudență juridică⁠(d) și tratate internaționale, împreună cu convenții constituționale. Neexistând nicio diferență tehnică între statutele ordinare și „dreptul constituțional”, Parlamentul Regatului Unit poate efectua „reforme constituționale” doar adoptând legi (acte ale Parlamentului⁠(d)), și are astfel puterea politică de a schimba sau aboli aproape orice element scris sau nescris din constituție. Niciun Parlament nu poate însă adopta legi pe care alte Parlamente viitoare să nu le poată modifica.

### Guvernul
Regatul Unit are un guvern parlamentar bazat pe sistemul Westminster care a fost emulat prin toată lumea: o moștenire a Imperiului Britanic. Parlamentul Regatului Unit se întrunește în Palatul Westminster și are două camere: Camera Comunelor, aleasă prin vot popular, și Camera Lorzilor, care sunt numiți în funcție. Pentru a deveni lege, un act adoptat de Parlament are nevoie de consimțământ regal⁠(d).
Postul de prim-ministru, șeful guvernului britanic, este atribuit persoanei care are cele mai mari șanse să obțină încrederea⁠(d) Camerei Comunelor; această persoană este de regulă liderul partidului sau coaliției cu cel mai mare număr de locuri în Cameră. Prim-ministrul alege un cabinet și membrii săi sunt oficial numiți de monarh pentru a forma Guvernul Majestății Sale⁠(d). Prin convenție, monarhul respectă hotărârile prim-ministrului privind numirile.
Cabinetul⁠(d) este format, de regulă, din membri ai partidului sau coaliției prim-ministrului și mai ales din membri Camerei Comunelor, dar întotdeauna cu membri din ambele camere, cabinetul fiind responsabil⁠(d) în fața ambelor. Puterea executivă este exercitată de prim-ministru și de cabinetul său, ai cărui membri depun toți jurământul de membri ai Consiliului de Coroană al Regatului Unit, și devin miniștri ai Coroanei⁠(d). Actualul prim-ministru este Keir Starmer, de la Partidul Laburist, care deține funcția de la 5 iulie 2024. Pentru alegerea Camerei Comunelor, Regatul Unit este împărțit în 650 de colegii uninominale⁠(d), din care se alege câte un membru al parlamentului (MP) cu majoritate simplă⁠(d). Alegerile generale sunt convocate de monarh la sugestia prim-ministrului. Înaintea Legii Mandatelor Parlamentare Fixe din 2011⁠(d), Legile Parlamentului din 1911 și 1949⁠(d) impuneau ca alegerile să fie convocate la nu mai târziu de cinci ani de la alegerile generale anterioare.

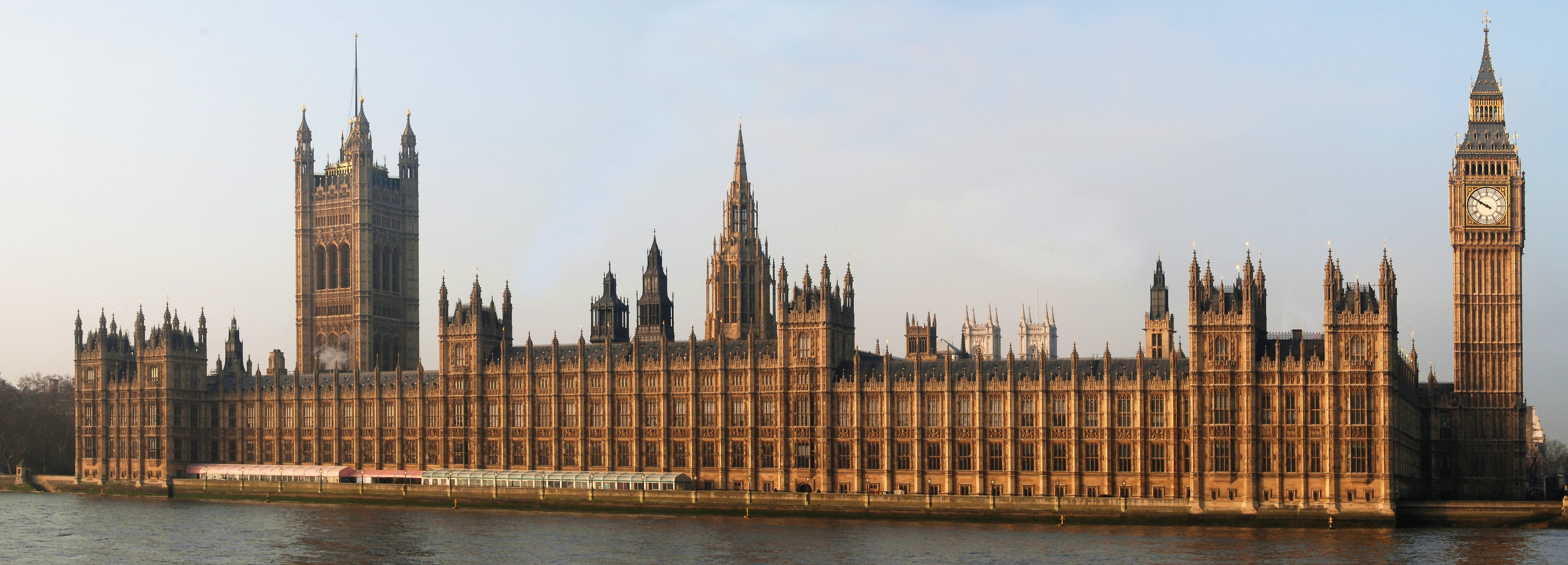
Palatul Westminster, sediul ambelor camere ale Parlamentului Regatului Unit

Partidul Conservator, Partidul Laburist și Liberal-Democrații (grupare denumită în trecut Partidul Liberal⁠(d)) sunt considerate actualmente cele trei mari partide politice⁠(d) ale Regatului, reprezentând tradițiile politice britanice ale conservatorismului⁠(d), socialismului⁠(d) și, respectiv, liberalismului⁠(d). Atât la alegerile generale din 2015⁠(d), cât și la cele din 2017, însă, al treilea partid ca număr de locuri obținute a fost Partidul Național Scoțian, cu mai multe locuri decât Liberal-Democrații. Majoritatea locurilor rămase au fost obținute de partide ce participă la alegeri în doar o parte din Regatul Unit: Plaid Cymru (Țara Galilor); și Partidul Democrat Unionist⁠(d) și Sinn Féin (Irlanda de Nord). Conform politicii de partid, niciun parlamentar Sinn Féin ales nu a participat vreodată la Camera Comunelor pentru a vorbi în numele alegătorilor lor, deoarece pentru aceasta ar trebui să depună jurământ de credință monarhului.

### Administrații autonome

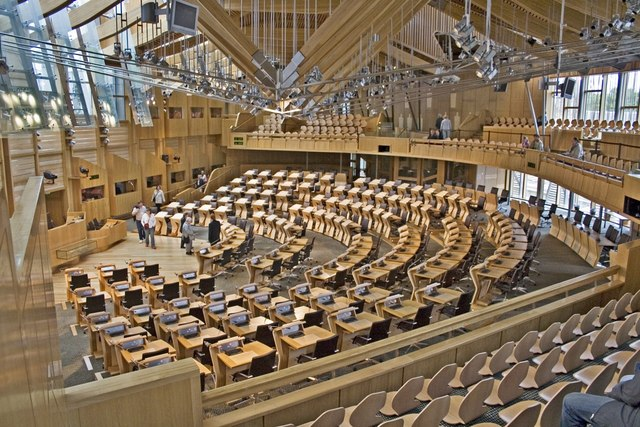
din este sediul

Scoția, Țara Galilor și Irlanda de Nord au fiecare propriul executiv, condus de un prim-ministru⁠(d) (sau, în cazul Irlandei de nord, de o diarhie formată din prim-ministru și viceprim-ministru⁠(d)), și un legislativ autonom unicameral. Anglia, cea mai mare țară a Regatului Unit, nu are asemenea executiv sau legislativ autonom și este administrată și legiferată direct de guvernul și de Parlamentul Regatului Unit. Această situație a dat naștere așa-numitei chestiuni west-lothiene⁠(d), problema că aleșii din Scoția, Țara Galilor și Irlanda de Nord pot vota, uneori decisiv, pe chestiuni care afectează numai Anglia. Comisia McKay⁠(d) a recomandat pe această temă în 2013 ca legile care afectează numai Anglia să necesite susținere doar din partea unei majorități a parlamentarilor englezi.
Guvernul⁠(d) și Parlamentul Scoțian⁠(d) au puteri largi pe chestiuni care nu sunt anume rezervate⁠(d) Parlamentului Regatului Unit, inclusiv educația⁠(d), sistemul sanitar⁠(d), dreptul scoțian⁠(d) și administrația locală⁠(d). În 2012, guvernele britanic și scoțian au semnat Acordul de la Edinburgh⁠(d) conform căruia s-a ținut ulterior un referendum pe tema independenței Scoției în 2014, respins cu 55,3% la 44,7%.

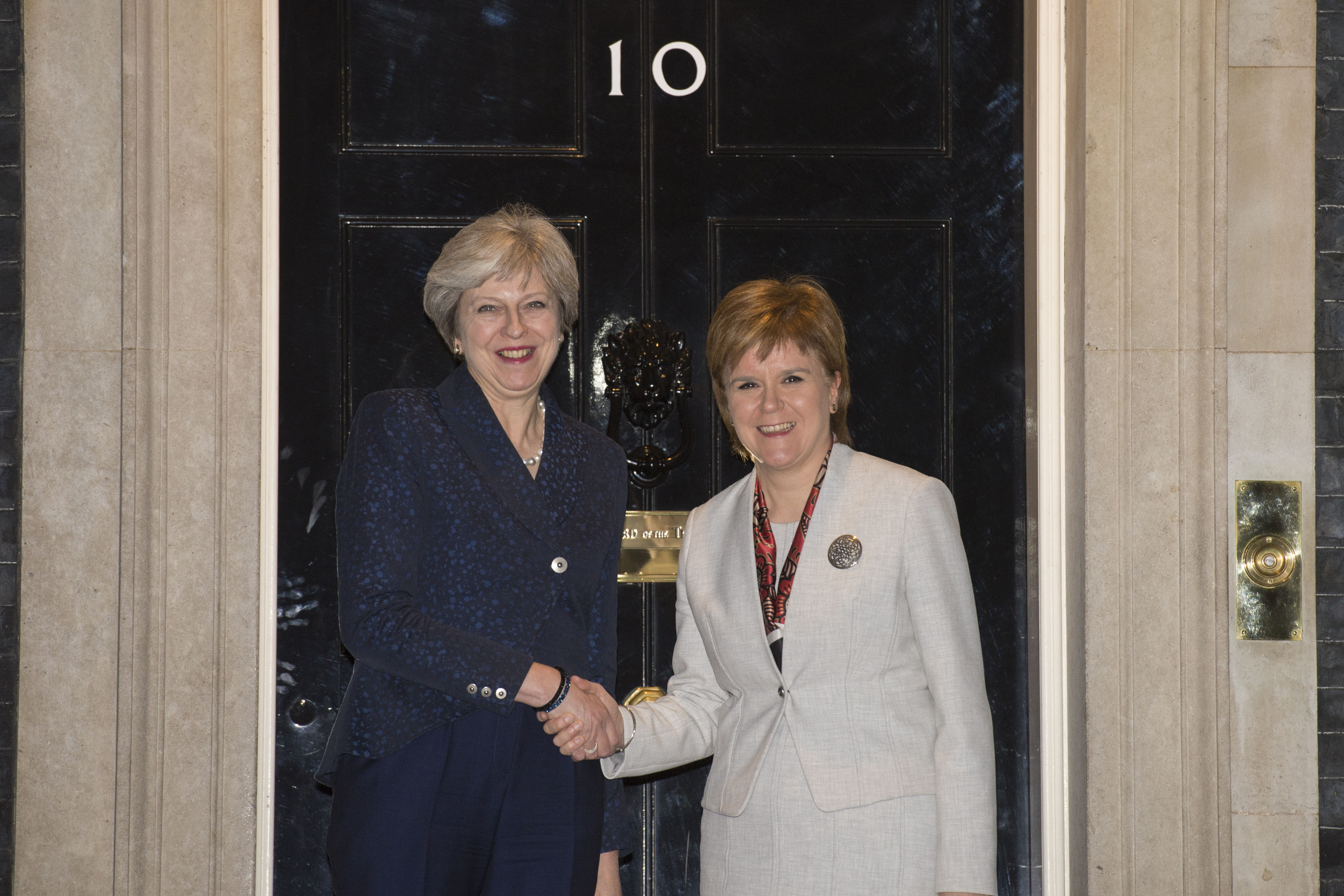
Prim-ministrul britanic Theresa May se întâlnește cu Nicola Sturgeon în fața clădirii 10 Downing Street, reședința oficială a prim-minisrtului Regatului Unit

Guvernul Galez și Adunarea Națională a Țării Galilor au puteri mai limitate decât cele ale Scoției. Adunarea poate legifera prin acte ale Adunării⁠(d), care nu necesită consimțământ prealabil de la Westminster.
Executivul⁠(d) și Adunarea Irlandei de Nord⁠(d) au puteri similare cu cele ale Scoției. Executivul este condus de o diarhie care reprezintă membrii unioniști⁠(d) și naționaliști⁠(d) ai Adunării. Autonomia Irlandei de Nord este condiționată de participarea administrației nord-irlandeze la Consiliul Ministerial Nord-Sud⁠(d), în care Executivul Irlandei de Nord cooperează și dezvoltă politici comune și partajate cu Guvernul Irlandei. Guvernele Britanic și Irlandez cooperează pe chestiuni care nu fac subiectul autonomiei Irlandei de Nord prin Conferința Interguvernamentală Britano-Irlandeză⁠(d), care asumă responsabilitățile administrației Irlandei de Nord în cazul necooperării acesteia.
Regatul Unit nu are o constituție codificată și chestiunile constituționale nu sunt printre puterile delegate Scoției, Țării Galilor sau Irlandei de Nord. Conform doctrinei suveranității parlamentare⁠(d), Parlamentul Regatului Unit ar putea, deci, teoretic, aboli Parlamentul Scoției, Adunarea Țării Galilor sau Adunarea Irlandei de Nord. Într-adevăr, în 1972, Parlamentul Regatului Unit a prorogat unilateral⁠(d) Parlamentul Irlandei de Nord⁠(d), stabilind un precedent relevant pentru instituțiile autonome cu puteri delegate. În practică, abolirea autonomiilor Scoției și Țării Galilor ar fi dificilă din punct de vedere politic pentru Parlamentul Britanic, din cauza blocajului politic produs de referendumuri. Constrângerile politice impuse asupra puterii Parlamentului Regatului Unit de a interveni în autonomia Irlandei de Nord sunt și mai mari decât cele din raport cu Scoția și Țara Galilor, dat fiind că autonomia Irlandei de Nord se sprijină pe un acord internațional cu Guvernul Irlandei.

### Aplicarea legii și dreptul penal

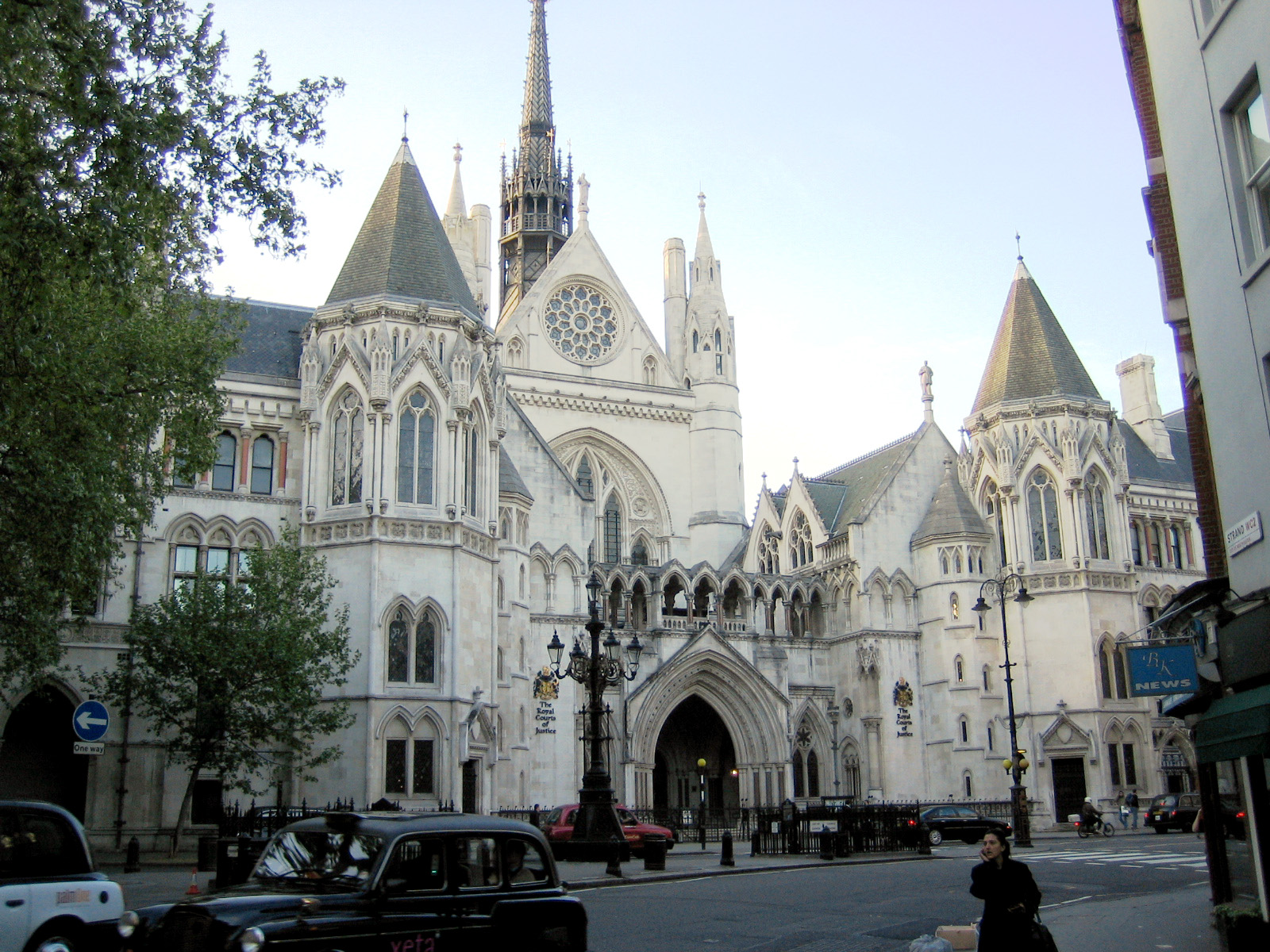
ale

Regatul Unit nu are un sistem legal unitar, întrucât articolul 19 al Tratatului de Uniune din 1706⁠(d) prevedea continuarea sistemului legal separat al Scoției. Astăzi, Regatul Unit are trei sisteme de legi⁠(d) distincte: dreptul englez⁠(d), dreptul nord-irlandez⁠(d) și dreptul scoțian⁠(d). O nouă Curte Supremă a Regatului Unit a fost înființată în octombrie 2009 în locul Comisiei de Apel a Camerei Lorzilor⁠(d). Comisia Juridică a Consiliului de Coroană⁠(d), formată din aceiași membri ca și Curtea Supremă, este cea mai înaltă instanță de apel pentru mai multe țări independente ale Commonwealth-ului, Teritoriile Britanice de peste Mări și Dependențele Coroanei.
Atât dreptul englez, care are aplicabilitate în Anglia și Țara Galilor⁠(d), cât și dreptul nord-irlandez⁠(d) se bazează pe principiile dreptului jurisprudențial. Esența dreptului jurisprudențial este acela că legea este dezvoltată de judecători în instanțele lor, prin aplicarea statuturilor, precedentelor⁠(d) și bunului simț asupra faptelor prezentate, pentru a emite judecăți care explică principiile legale relevante, care sunt consemnate și devin obligatorii pentru cazuri similare (regulă de precedență⁠(d)). Tribunalele din Anglia și Țara Galilor⁠(d) sunt conduse de Curțile Superioare ale Angliei și Țării Galilor⁠(d), ansamblu format din Curtea de Apel⁠(d), the Înalta Curte de Justiție⁠(d) (pentru cazuri civile) și Curtea Coroanei⁠(d) (pentru cazuri penale). Curtea Supremă este cea mai înaltă instanță a țării, pentru apelurile atât civile cât și penale în Anglia, Țara Galilor și Irlanda de Nord, și orice decizie luată de ea este considerată obligatorie pentru orice instanță din acea jurisdicție, adesea cu efect persuasiv în alte jurisdicții.

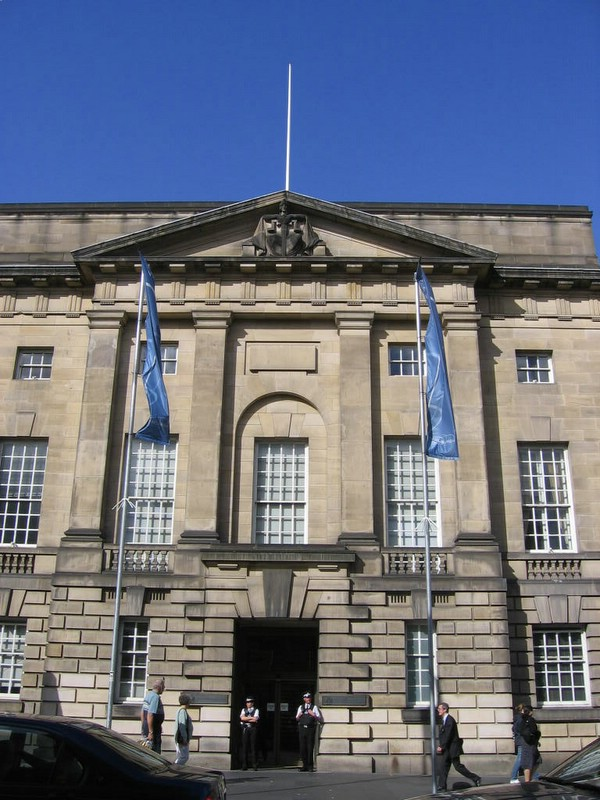
— instanța penală din Scoția

Legea scoțiană este un sistem hibrid, bazat atât pe principii din dreptul jurisprudențial, cât și din dreptul civil. Instanțele superioare sunt Curtea de Sesiuni⁠(d), pentru cazurile civile, și Înalta Curte Judiciară⁠(d), pentru cazurile penale. Curtea Supremă a Regatului Unit servește drept instanță de apel supremă pentru cazurile civile supuse dreptului scoțian. Un Sheriff court⁠(d) se ocupă de majoritatea cazurilor civile și penale, inclusiv organizarea proceselor penale fie cu jurați, denumite sheriff solemn court, fie cu judecător și fără jurați, denumite sheriff summary Court. Sistemul legal scoțian este unic prin aceea că are trei verdict⁠(d)e posibile în procesele penale: „vinovat⁠(d)”, „nevinovat⁠(d)” și „nedemonstrat⁠(d)”. Cele două din urmă au ambele ca rezultat achitarea.
Criminalitatea din Anglia și Țara Galilor a crescut în perioada 1981–1995, deși de la acel maxim a avut loc o scădere de ansamblu cu 66% a infracțiunilor înregistrate între 1995 și 2015, conform statisticilor criminalității⁠(d). Populația penitenciarelor engleze și galeze⁠(d) a crescut la 86.000, Anglia și Țara Galilor având astfel cea mai mare rată de încarcerare din Europa de Vest, cu 148 la 100.000 de locuitori. Serviciul Penitenciarelor Majestății Sale⁠(d), care raportează Ministerului Justiției, gestionează majoritatea penitenciarelor din Anglia și Țara Galilor. Rata omorurilor din Anglia și Țara Galilor s-a stabilizat în prima jumătate a anilor 2010 în jurul cifrei de 1 la 100.000, jumătate din maximul din 2002 și similar ratei din anii 1980. Criminalitatea din Scoția a scăzut întrucâtva în 2014/2015 până la cel mai scăzut nivel din anteriorii 39 de ani, cu 59 de omoruri și o rată a omorurilor de 1,1 la 100.000. Penitenciarele Scoției sunt supraaglomerate, dar populația lor este în scădere.

### Relațiile externe
Regatul Unit este membru permanent⁠(d) al Consiliului de Securitate al Națiunilor Unite, membru al NATO, al Commonwealth-ului, al miniștrilor de finanțe G7, al forumului G7 (fost forumul G8), al G20, al OCDE, al OMC, al Consiliului Europei și al OSCE. Este stat membru al Uniunii Europene în curs de retragere. Se spune că Regatul Unit are o „relație specială⁠(d)” cu Statele Unite și un parteneriat strâns cu Franța—„Antanta cordială”—și partajează tehnologie de apărare nucleară cu ambele țări—; alianța anglo-portugheză⁠(d) este considerată a fi cea mai veche alianță militară în vigoare din lume. Regatul Unit este strâns legat și de Republica Irlanda; cele două țări au o zonă comună de călătorie⁠(d) și cooperează prin intermediul Conferinței Interguvernamentale Britano-Irlandeze⁠(d) și al Consiliului Britano-Irlandez⁠(d). Prezența globală și influența în lume sunt amplificate prin relațiile comerciale, investițiile străine, asistența oficială pentru dezvoltare⁠(d) și angajamentele militare.

### Armata

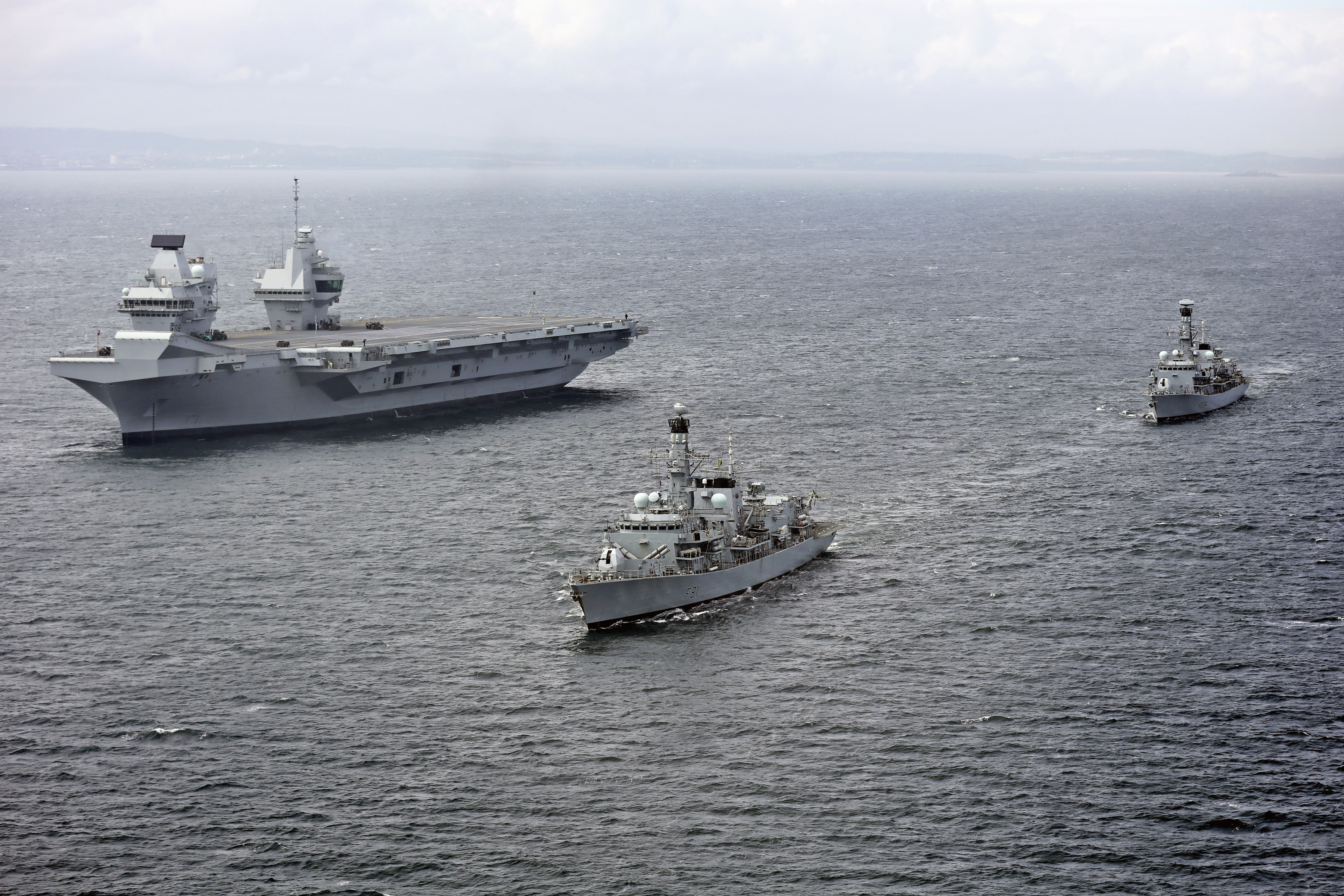
, un superportavion de clasa Queen Elizabeth testat pe mare în iunie 2017.

Forțele armate ale Regatului Unit—oficial, Forțele Armate ale Majestății Sale—constau din trei ramuri profesioniste: Marina Regală și Pușcașii Marini Regali⁠(d) (formând Serviciul Naval⁠(d)), Armata Britanică (forțele terestre) și Forța Aeriană Regală. Forțele sunt gestionate de Ministerul Apărării⁠(d) și controlate de Consiliul de Apărare⁠(d), prezidat de secretarul de stat pentru apărare⁠(d). Comandantul suprem⁠(d) este monarhul britanic⁠(d), față de care membrii forțelor depun jurământ de credință. Forțele Armate sunt însărcinate cu apărarea Regatului Unit și a teritoriilor sale de peste mări, cu promovarea intereselor globale de securitate ale Regatului Unit și cu susținerea eforturilor internaționale de menținere a păcii. Ele sunt participante active și regulate la NATO, inclusiv la Corpul Aliat de Reacție Rapidă⁠(d), precum și la Five Power Defence Arrangements⁠(d), RIMPAC⁠(d) și alte operațiuni de coaliție. Garnizoanele și facilitățile de peste mări sunt întreținute în Insula Ascension⁠(d), Belize⁠(d), Brunei⁠(d), Canada⁠(d), Cipru⁠(d), Diego Garcia⁠(d), Insulele Falkland⁠(d), Germania⁠(d), Gibraltar⁠(d), Kenya⁠(d), Qatar și Singapore.
Forțele armate britanice au jucat un rol esențial în formarea Imperiului Britanic ca putere mondială dominantă în secolele al XVII-lea, al XVIII-lea și la începutul secolului al XX-lea. Ieșind victorios din conflicte, Regatul Unit a reușit să influențeze decisiv evenimente mondiale. După sfârșitul Imperiului Britanic, Regatul Unit a rămas o putere militară majoră. După sfârșitul Războiului Rece, politica de apărare se bazează pe supoziția că „cele mai solicitante operațiuni” trebuie efectuate în cadrul unei coaliții. Operațiunile militare britanice în Bosnia, Kosovo, Afghanistan⁠(d), Irak⁠(d) și Libia au fost guvernate de aceasta abordare. Cu excepția intervenției în Sierra Leone⁠(d) din 2000, ultima situație în care armata britanică a luptat singură a fost în Războiul din Falkland din 1982.
Conform diferitelor surse, între care Stockholm International Peace Research Institute și International Institute for Strategic Studies⁠(d), Regatul Unit este pe locul al patrulea sau al cincilea după cheltuielile militare în lume. Cheltuielile totale cu apărarea se ridică la 2% din PIB.

## Economie

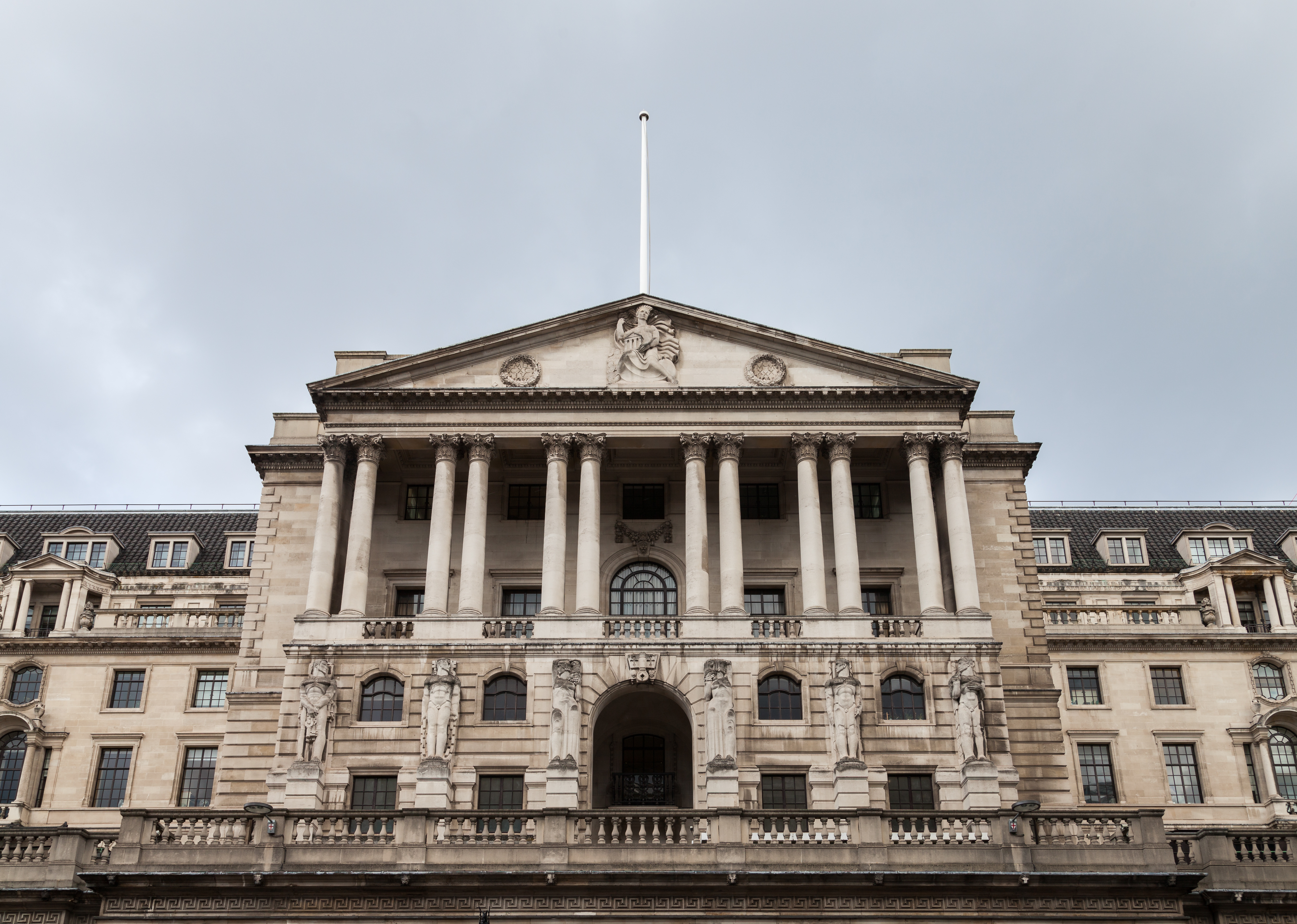
Banca Angliei—banca centrală a Regatului Unit și modelul după care sunt organizate majoritatea băncilor centrale din lume

Regatul Unit are o economie de piață parțial reglementată. După ratele de schimb ale piețelor, Regatul Unit are astăzi a cincea cea mai mare economie a lumi și a doua din Europa după Germania. HM Treasury⁠(d), condusă de ministrul de finanțe⁠(d), este responsabilă cu dezvoltarea și punerea în aplicare a politicilor de finanțe publice și politicii economice a guvernului. Banca Angliei este banca centrală a Regatului Unit și este responsabilă cu emisia de bancnote și monede ale monedei naționale, lira sterlină. Băncile din Scoția și Irlanda de Nord păstrează și ele dreptul de a emite propriile bancnote, cu condiția de a deține o rezervă de bancnote ale Băncii Angliei pentru a acoperi emisiunea. Lira sterlină este a treia valută din lume (după dolarul american și euro). Din 1997, Comisia de Politică Monetară⁠(d) a Băncii Angliei, condusă de guvernatorul Băncii Angliei⁠(d), are responsabilitatea de a stabili ratele dobânzilor⁠(d) la nivelul necesar pentru a îndeplini ținta de inflație pentru economie stabilită de ministrul finanțelor în fiecare an.
Sectorul serviciilor⁠(d) formează circa 79% din PIB. Londra este unul dintre cele trei „centre de comandă” ale economiei globale (alături de New York City și Tokyo), este cel mai mare centru financiar al lumii alături de New York, și are cel mai mare PIB al unui oraș⁠(d) din Europa. Turismul⁠(d) este foarte important pentru economia britanică; cu peste 27 de milioane de turiști sosiți în 2004, Regatul Unit se afla pe locul al șaselea între destinațiile turistice din lume, iar Londra are cel mai mare număr de vizitatori internaționali din toate orașele lumii. Industriile creative reprezintă 7% GVA în 2005 și au crescut în medie cu 6% pe an între 1997 și 2005.
Revoluția Industrială a început în Regatul Unit cu o concentrare inițială pe industria textilă, urmată de alte industrii grele, cum ar fi cea navală, mineritul cărbunelui și siderurgia⁠(d). Negustorii, transportatorii și bancherii britanici și-au dezvoltat un avantaj uriaș față de cei din alte țări, ceea ce a permis Regatului Unit să domine comerțul internațional în secolul al XIX-lea. Pe măsură ce și alte țări se industrializau, proces cuplat cu declinul economic de după cele două războaie mondiale, Regatul Unit a început să-și piardă avantajul competitiv și industria grea a scăzut, treptat, de-a lungul secolului al XX-lea. Producția industrială rămâne o parte importantă a economiei, dar reprezenta numai 16,7% din produsul național în 2003.
Industria automobilistică⁠(d) este o parte importantă a sectorului de producție al Regatului Unit, în cadrul căreia lucrează circa 800.000 de oameni, producând în 2015 70 de miliarde de lire, cu o producție de 34,6 miliarde de lire exportată (11,8% din totalul exporturilor Regatului Unit). În 2015, Regatul Unit a produs circa 1,6 milioane de vehicule de pasageri și 94.500 de vehicule comerciale. Regatul Unit este un centru major al construcției de motoare: în 2015 s-au produs circa 2,4 milioane de motoare. Industria britanică a sporturilor cu motor are circa 41.000 de angajați, cuprinde 4.500 de companii și are o producție anuală de circa 6 miliarde de lire.
Industria aerospațială⁠(d) este a doua sau a treia din lume, în funcție de metoda de calcul, și produce anual circa 30 de miliarde de lire. Aripile avioanelor Airbus A380 și Airbus A350 sunt proiectate și produse în unitatea de prim rang mondial a Airbus UK de la Broughton, în timp ce un sfert din valoarea avionului Boeing 787 provine de la fabricanți britanici, cum ar fi Eaton, Safran Landing Systems⁠(d) și Rolls-Royce. 

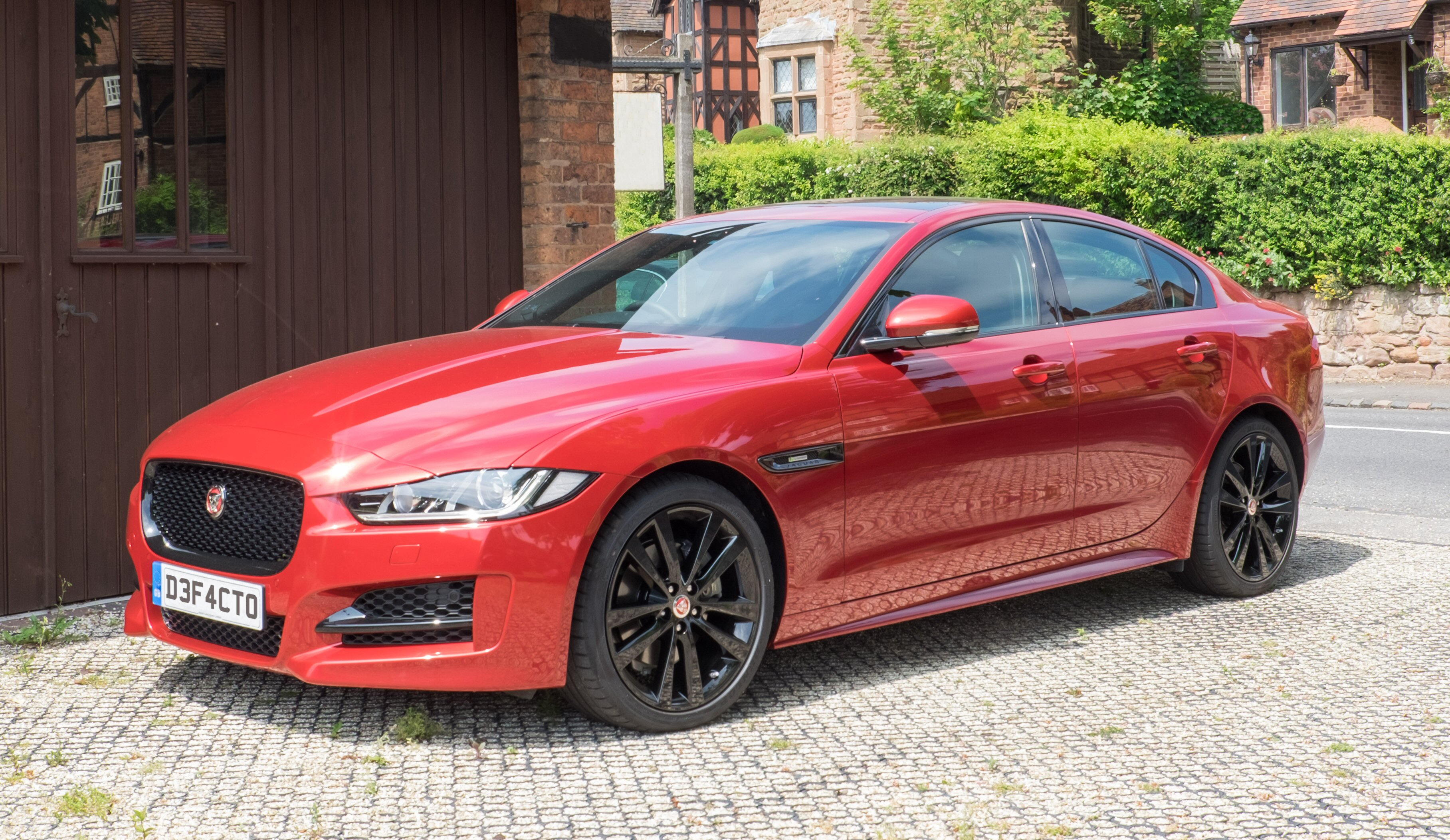
Automobile Jaguar, inclusiv ilustrat aici, se proiectează, se dezvoltă și se fabrică în Regatul Unit

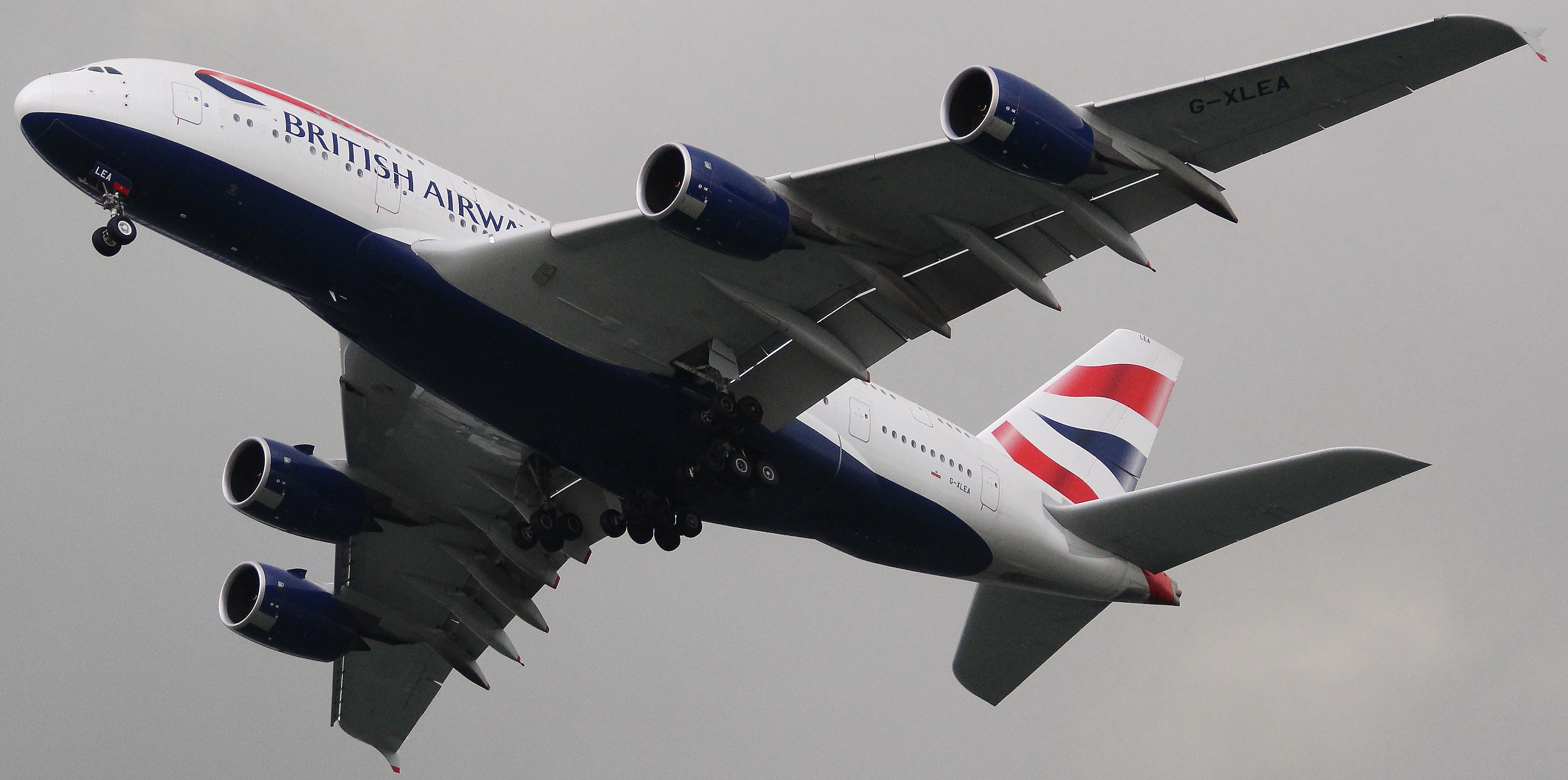
Motoarele și aripile avioanelor Airbus A380 sunt fabricate în Regatul Unit

BAE Systems joacă un rol critic în unele din cele mai mari proiecte de apărare aerospațială din lume. În Regatul Unit, compania produce mari secțiuni din Eurofighter Typhoon și asamblează avioanele Forței Aeriene Regale. Este și principal subcontractor al Joint Strike Fighterului F35—cel mai mare proiect unic de apărare din lume—pentru care proiectează și produce o serie de componente. Tot ea se produce și Hawk⁠(d), cel mai reușit avion de antrenament cu reacție din lume. Airbus UK produce și aripile pentru avionul militar de transport A400 m. Rolls-Royce este al doilea producător din lume de motoare de avioane. Motoarele sale alimentează peste 30 de tipuri de avioane comerciale și are peste 30.000 de motoare în operare în sectoarele civil și de apărare.
Industria spațială britanică valora 9,1 miliarde de lire în 2011 și avea 29.000 de angajați. Este într-o creștere de 7,5% anual, conform organizației care o coordonează, UK Space Agency⁠(d). În 2013, Guvernul Britanic a investit 60 de milioane de lire în proiectul Skylon⁠(d), care urmează să susțină o „etapă crucială” pentru un prototip complet al motorului SABRE⁠(d).
Industria farmaceutică⁠(d) joacă un rol important în economia britanică, țara aflându-se pe locul al treilea în lume ca cheltuieli cu cercetarea farmaceutică.
Agricultura este intensivă, puternic mecanizată și foarte eficientă după standarde europene, producând circa 60% din necesarul de alimente cu mai puțin de 1,6% din forța de muncă (535.000 de persoane). Circa două treimi din producție este dedicată animalelor, și o treime culturii plantelor. Fermierii sunt subvenționați prin Politica Agricolă Comună⁠(d) a UE. Regatul Unit păstrează o industrie a pescuitului importantă, dar mult redusă. Este bogată și în mai multe resurse naturale, inclusiv cărbune, petrol, gaze naturale, staniu, calcar, minereu de fier, sare, argilă, cretă, gips, plumb, siliciu și mult teren arabil.
| Imagine indisponibilă                                                    |  | Imagine indisponibilă |
| City of London este unul din cele mai mari centre financiare⁠(d) din lume |  |                       |

În ultimul trimestru din 2008, economia Regatului Unit a intrat oficial în recesiune pentru prima oară după 1991. Ca și economiile americană, franceză, și alte mari economii ale lumii, în 2013, Regatul Unit și-a pierdut ratingul de creditare AAA pentru prima oară din 1978, așa cum au hotărât agențiile Moodys⁠(d) și Fitch, dar, spre deosebire de alte mari economii, și-a păstrat acest rating din partea lui Standard & Poor's. Până la sfârșitul lui 2014, Regatul Unit creștea economic cel mai rapid din G7 și din Europa, și în septembrie 2015, rata șomajului scăzuse la minimul pe șapte ani, de 5,3%.
Din anii 1980, inegalitatea economică⁠(d) din Regatul Unit, ca și cea din Canada, Australia și Statele Unite, a crescut mai repede decât în alte țări dezvoltate. Limita sărăciei în Regatul Unit⁠(d) este definită ca fiind 60% din venitul gospodăresc median. Biroul Național de Statistică a estimat că în 2011, 14 milioane de persoane erau expuse riscului de sărăcie sau excluziune socială, și că o persoană din 20 (5,1%) suferă de „depresiune materială severă”, în creștere de la 3 milioane de persoane în 1977.
Regatul Unit are o datorie externă de 9,6 bilioane⁠(d) de dolari, a doua cea mai mare din lume după SUA. Ca procentaj din PIB, datoria externă reprezintă 408%, a treia din lume după Luxemburg și Islanda.
Combinația între regimul de reglementare relativ lax al Regatului Unit și faptul că instituțiile financiare prezente în Londra furnizează metode sofisticate pentru spălarea banilor proveniți din activități infracționale organizate din toată lumea, inclusiv trafic de droguri, face ca City of London să fie un hub global de finanțe ilicite, iar Regatul Unit să fie un adăpost pentru marii optimizatorii fiscali ai lumii, după cum arată documentele de cercetare și rapoartele publicate pe la jumătatea deceniului anilor 2010. Rapoartele Panama Papers publicate în aprilie 2016 arătau cu degetul spre Regatul Unit ca „inima rețelei de optimizare fiscală a super-bogaților”.

### Știință și tehnologie

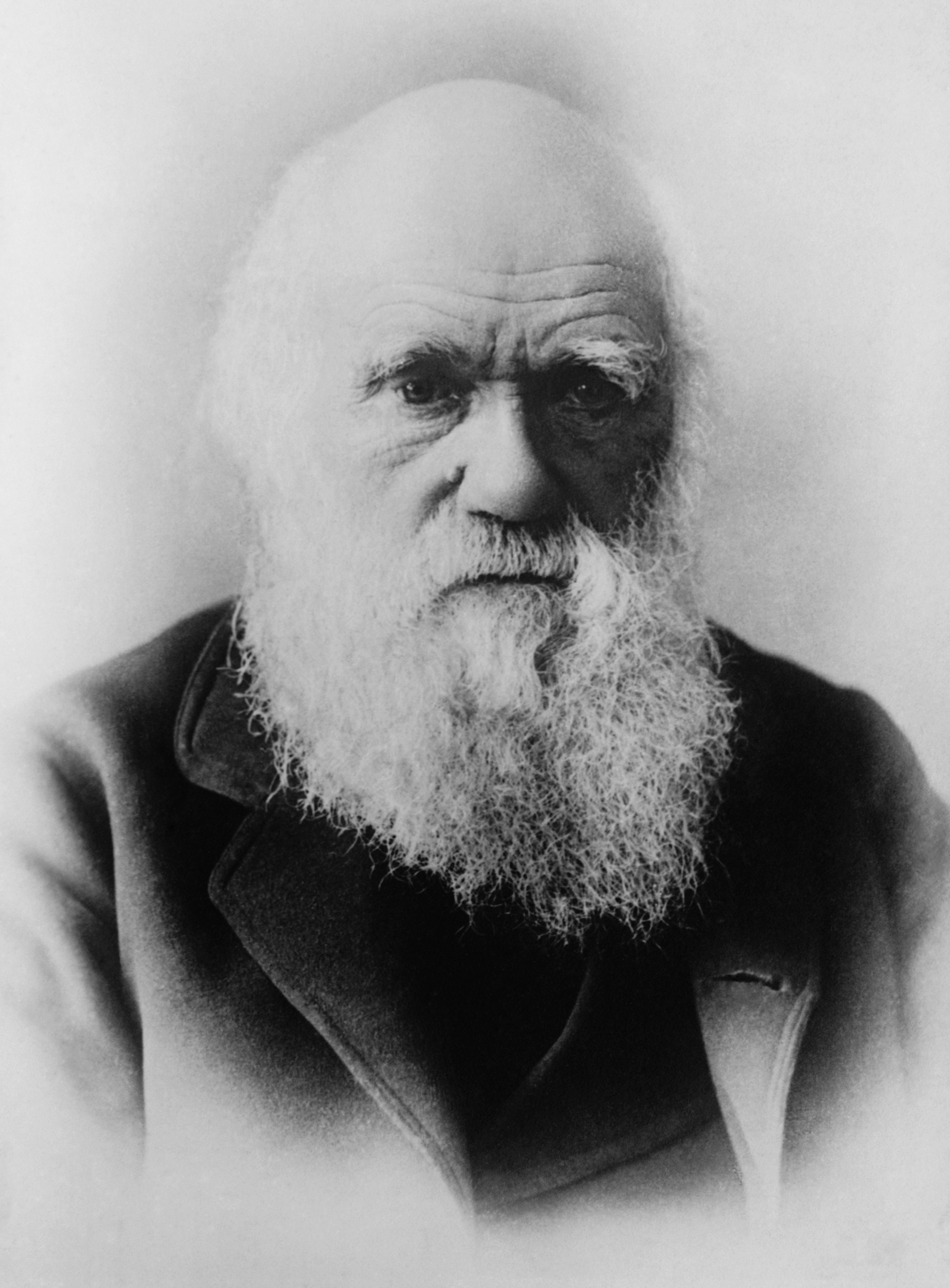
Charles Darwin (1809–1882), a cărui teorie a evoluției prin selecție naturală este fundamentul științelor biologice moderne

Anglia și Scoția au fost mari centre ale Revoluției Științifice începând cu secolul al XVII-lea. Regatul Unit a condus Revoluția Industrială începând cu secolul al XVIII-lea, și a continuat să producă ingineri și oameni de știință creditați cu descoperiri și invenții importante. Printre marii teoreticieni britanici din secolele al XVII-lea și al XVIII-lea se numără Isaac Newton, ale cărui legi de mișcare și a cărui clarificare a gravitației sunt considerate pietre de hotar ale științei moderne; din secolul al XIX-lea, Charles Darwin, a cărui teorie a evoluției prin selecție naturală este fundamentală pentru dezvoltarea biologiei moderne, și James Clerk Maxwell, care a formulat teoria clasică a electromagnetismului; și mai recent Stephen Hawking, care a promovat teorii majore în domeniile cosmologiei, gravitației cuantice și cercetării găurilor negre.
Mari descoperiri științifice din secolul al XVIII-lea încoace au fost hidrogenul, descoperit de Henry Cavendish; din secolul al XX-lea, penicilina de către Alexander Fleming, și structura ADN-ului, de către Francis Crick și alții. Celebri ingineri și inventatori britanici ai Revoluției Industriale au fost James Watt, George Stephenson, Richard Arkwright⁠(d), Robert Stephenson și Isambard Kingdom Brunel. Printre marile proiecte și aplicații inginerești dezvoltate de persoane din Regatul Unit se numără locomotiva cu aburi, dezvoltată de Richard Trevithick și Andrew Vivian⁠(d); din secolul al XIX-lea motorul electric al lui Michael Faraday, becul incandescent al lui Joseph Swan, și primul telefon practic, patentat de Alexander Graham Bell; și în secolul al XX-lea primul sistem funcțional de televiziune, realizat de John Logie Baird și alții, motorul cu reacție al lui Frank Whittle⁠(d), bazele calculatoarelor moderne de către Alan Turing, și World Wide Web de către Tim Berners-Lee.
Cercetarea și dezvoltarea științifică rămân elemente importante pentru universitățile britanice, multe dintre ele având parcuri științifice pentru a facilita producția și cooperarea cu industria. Între 2004 și 2008, Regatul Unit a produs 7% din articolele științifice de cercetare din lume și are o pondere de 8% din totalul citărilor științifice, aflându-se pe locul al treilea și, respectiv al doilea în lume (după Statele Unite și, respectiv, China). Printre revistele științifice de prestigiu publicate în Regatul Unit se numără Nature, British Medical Journal⁠(d) și The Lancet.

### Transporturi

. Aeroportul Heathrow din Londra este unul dintre din lume

O rețea radială de drumuri totalizează 46.632 km de șosele principale, 3.477 km de autostrăzi și 342.000 km de alte drumuri asfaltate. M25⁠(d), care încercuiește Londra, este cea mai mare și mai circulată șosea de centură din lume. În 2009, în Marea Britanie erau un total de 34 milioane de vehicule înmatriculate.

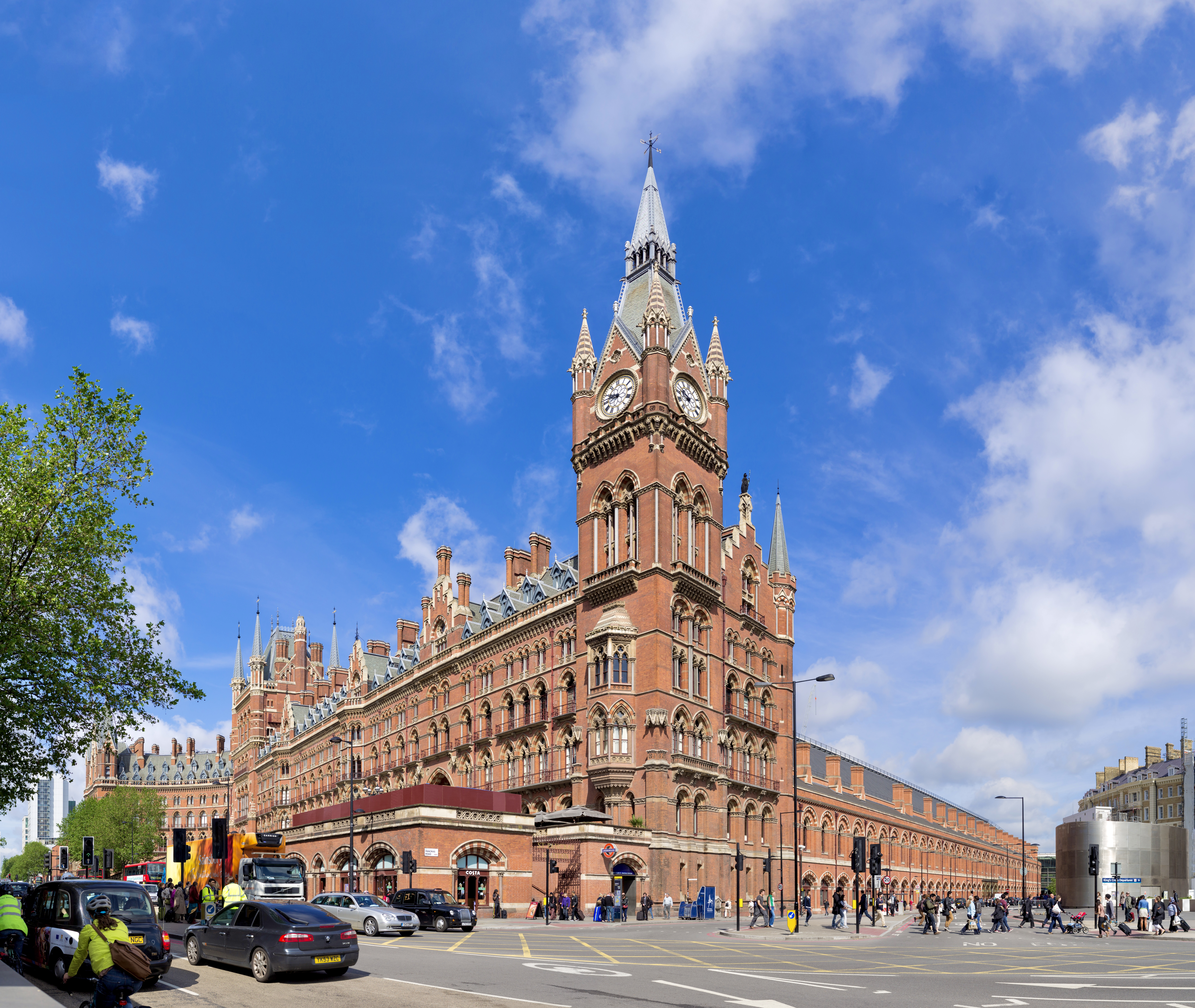
London St Pancras International este a 13-a cea mai circulată gară terminală din Regatul Unit. Ea este una din principalele noduri de transport intern și internațional al Londrei, aici venind atât trenuri regionale, cât și trenuri de mare viteză din tot Regatul Unit, precum și cele care fac legături cu Parisul, Lille și Bruxelles.

Regatul Unit are o rețea feroviară de 16.116 km în Marea Britanie⁠(d) și 302 km în Irlanda de Nord. Căile ferate din Irlanda de Nord sunt operate de NIR, o subsidiară a companiei de stat Translink⁠(d). În Marea Britanie, rețeaua British Rail⁠(d) a fost privatizată⁠(d) între 1994 și 1997, după care a crescut rapid numărul de pasageri, după ani de scădere, deși factorii care au cauzat aceasta sunt încă subiect de discuții⁠(d). Network Rail⁠(d) deține și gestionează majoritatea mijloacelor fixe (linii, semnale etc.). Circa 20 de companii feroviare⁠(d) private operează trenuri de călători, transportând 1,68 de miliarde de călători în 2015. Există și circa 1000 de trenuri de marfă care circulă zilnic. Guvernul britanic intenționează să investească 30 de miliarde de lire pentru o nouă linie de mare viteză, High Speed 2⁠(d), care să fie terminată până în 2026. Crossrail⁠(d), aflată în construcție în Londra, este cel mai mare proiect de construcții din Europa, cu un cost estimat la 15 miliarde de lire.
În 2017, aeroporturile Regatului Unit au deservit un total de 287,5 milioane de pasageri. În acel an, cele mai mari trei aeroporturi au fost London Heathrow (78 milioane de pasageri), Gatwick (45,5 milioane de pasageri) și London Stansted (25,9 milioane de pasageri. London Heathrow, aflat la 24 km vest de capitală, are cel mai mare trafic internațional din toate aeroporturile din lume și este nodul principal al companiei naționale britanice British Airways, precum și al companiei Virgin Atlantic.

### Energia

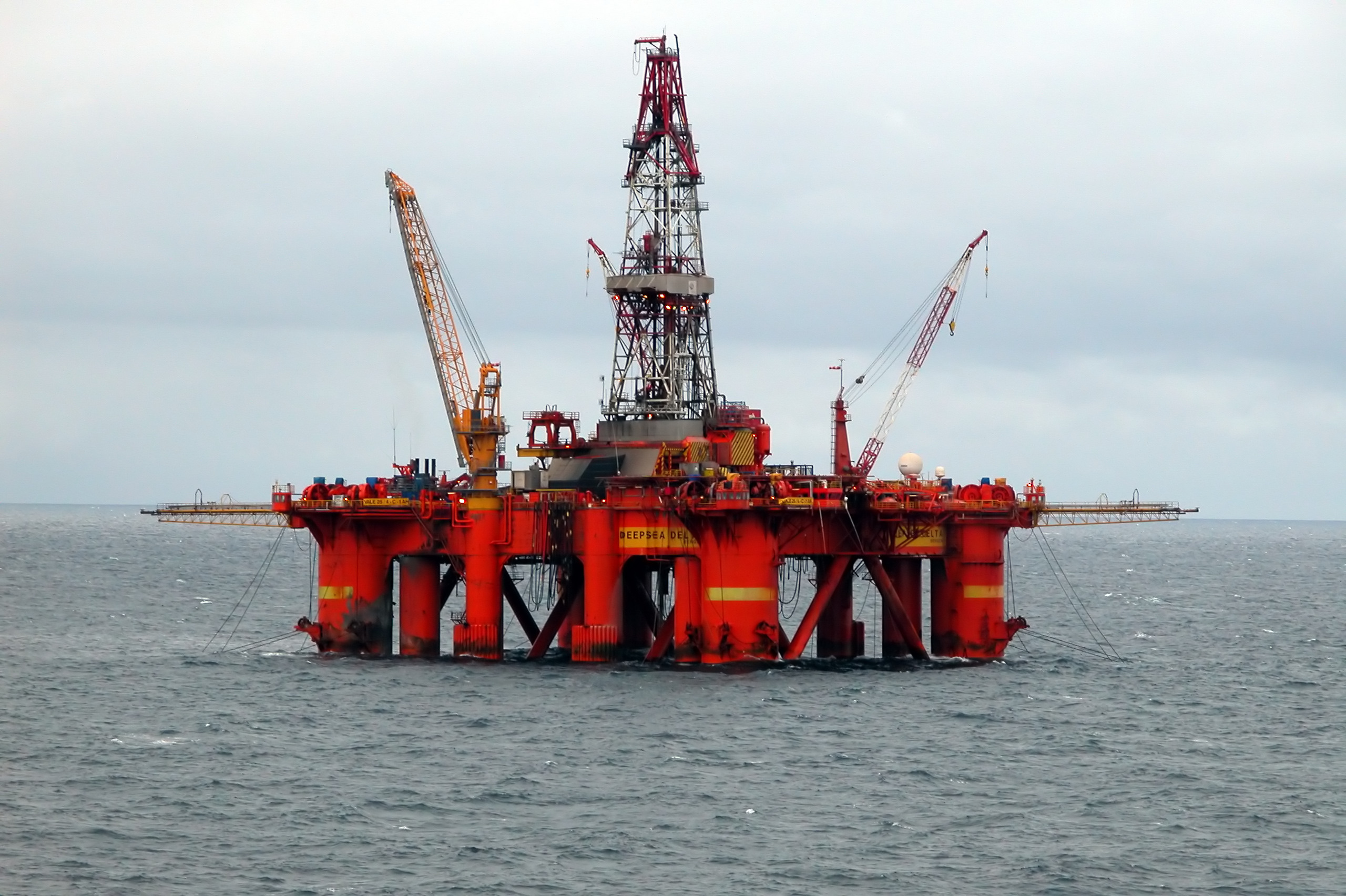
Platformă petrolieră în Marea Nordului

În 2006, Regatul Unit era al nouălea consumator și al 15-lea producător mondial de energie. Aici își au sediul central mai multe mari companii de energie, inclusiv două din cele șase companii „supermajore⁠(d)” de petrol și gaze—BP și Royal Dutch Shell. În 2011, 40% din energia electrică a Regatului Unit era obținută din gaze, 30% din cărbune, 19% din energie nucleară și 4,2% din surse eoliene, hidroelectrice, biocombustibili și arderea deșeurilor.
În 2013, Regatul Unit producea 914 mii de barili de petrol pe zi (bbl/d) și consuma 1507 mii bbl/d. Producția este acum în declin și Regatul Unit este importator net de petrol din 2005. În 2010, Regatul Unit avea circa 3,1 miliarde de barili de rezerve de țiței⁠(d) demonstrate, cea mai mare cantitate din țările UE.
În 2009, Regatul Unit era al 13-lea producător mondial de gaze naturale, și cel mai mare din UE. Producția este acum în declin, Regatul Unit fiind importator net de gaze din 2004.
Producția de cărbune a jucat un rol-cheie în economia britanică în secolele al XIX-lea și al XX-lea. Pe la jumătatea anilor 1970, se produceau anual 130 de milioane de tone de cărbune, scăzând sub 100 de milioane de tone abia la începutul anilor 1980. În deceniile anilor 1980 și 1990, industria s-a redus considerabil. În 2011, Regatul Unit producea 18,3 milioane de tone de cărbune. În 2005, avea rezerve de cărbune demonstrate și exploatabile de 171 de milioane de tone. Autoritatea Cărbunelui⁠(d) din Regatul Unit a afirmat că există potențialul de a produce între 7 și 16 miliarde de tone de cărbune prin gazificare subterană (UCG)⁠(d) sau fracturare hidraulică, și că, pe baza consumului curent, asemenea rezerve ar putea dura între 200 și 400 de ani. S-au ridicat însă îngrijorări ecologice și sociale din cauza chimicalelor care ar putea ajunge în apa potabilă și a cutremurelor minore care ar deteriora locuințele.
Spre sfârșitul anilor 1990, centralele nucleare contribuiau cu circa 25% din totalul anual de energie electrică din Regatul Unit, dar proporția a scăzut treptat, pe măsură ce vechile centrale erau închise și problemele legate de îmbătrânirea echipamentelor afectau disponibilitatea centralelor. În 2012, Regatul Unit avea 16 reactoare generând în mod normal circa 19% din energia electrică. Toate cu excepția unuia vor fi retrase până în 2023. Spre deosebire de Germania și Japonia, Regatul Unit intenționează să construiască o nouă generație de centrale nucleare începând cu 2018.
Totalul surselor de energie regenerabile reprezenta 14,9% din energia electrică generată în Regatul Unit în 2013, ajungând la 53,7 TWh. Regatul Unit este unul din cele mai bune locuri din Europa pentru energie eoliană⁠(d), care este sursa de energie cu cea mai rapidă creștere, în 2014 ea generând 9,3% din totalul electricității țării.

### Rețelele de apă și canalizare
Accesul la rețele de apă și canalizare este universal în Regatul Unit. Se estimează că 96,7% din gospodării sunt conectate la canalizare. Conform Agenției de Mediu, abstracția totală de apă pentru rețelele publice era în Regatul Unit de 16.406 megalitri pe zi în 2007. Standardele pentru apele potabile și cele uzate în Regatul Unit, ca și în alte țări ale Uniunii Europene, sunt determinate de UE.
În Anglia și Țara Galilor, serviciile de apă și canalizare sunt furnizate de 10 companii private regionale de apă-canal, și de 13 companii de apă private. În Scoția, apa și canalizarea sunt furnizate de o unică companie publică, Scottish Water⁠(d). La fel și în Irlanda de Nord, unde compania se numește Northern Ireland Water⁠(d).

## Demografie

Harta densității de populație a Regatului Unit la recensământul din 2011

Se efectuează simultan recensăminte în toate părțile regatului o dată la zece ani. La recensământul din 2011⁠(d), populația totală a Regatului Unit era de 63.181.775 de locuitori. Este a treia cea mai populată țară a Uniunii Europene, a cincea din Commonwealth și a 22-a din lume. La jumătatea lui 2014 și la cea a lui 2015 migrația internațională netă pe termen lung a contribuit la creșterea populației, după ce în cei doi ani precedenți la creșterea demografică contribuise mai mult sporul natural. Între 2001 și 2011, populația a crescut cu o rată anuală medie de circa 0,7%, în creștere față de 0,3% în perioada 1991–2001 și 0,2% în deceniul dintre 1981 și 1991. Recensământul din 2011 a confirmat și că ponderea populației cu vârste sub 14 ani aproape s-a înjumătățit în ultimul secol (31% în 1911 față de 18% în 2011) iar proporția persoanelor de peste 65 de ani s-a triplat (de la 5 la 16%).
Populația Angliei era în 2011 de 53 milioane. Este una din cele mai dens populate țări din lume, cu 420 de locuitori pe kilometru pătrat la jumătatea lui 2015, o concentrație deosebit de mare înregistrându-se în Londra și în sud-estul țării. Tot atunci, populația Scoției a fost înregistrată la 5,3 milioane, a Țării Galilor la 3,06 milioane și a Irlandei de Nord la 1,81 milioane.
În 2012, rata totală a fertilității⁠(d) era în medie pe tot Regatul Unit la 1,92 de copii pentru fiecare femeie. Deși creșterea natalității contribuie la creșterea demografică, ea rămâne considerabil sub apogeul din timpul baby boomului, de 2,95 copii pentru fiecare femeie în 1964, și sub rata de înlocuire de 2,1, dar peste minimul istoric din 2001, de 1,63. În 2011, 47,3% din nașterile din Regatul Unit erau la femei necăsătorite. Biroul Statisticilor Naționale (Regatul Unit) a publicat în 2015 un buletin care arăta că, din populația Regatului Unit de peste 16 ani, 1,7% se identifică drept lesbiene, homosexuali sau bisexuali (2% din bărbați și 1,5% din femei). 4,5% din respondenți au răspuns „altul”, „nu știu” sau nu au răspuns.

### Grupuri etnice

Hartă a procentajului din populație care nu este albă, la recensământul din 2011.

În trecut se credea că popoarele indigene britanice se trag din diferitele grupuri etnice⁠(d) care s-au stabilit acolo înaintea secolului al XII-lea: celții, romanii, anglo-saxonii, nordicii și normanzii. Galezii ar putea fi cel mai vechi grup etnic din Regatul Unit. Un studiu genetic efectuat în 2006 a arătat că peste 50% din bazinul genetic al Angliei conține cromozomi Y germanici. O altă analiză genetică din 2005 a indicat că „circa 75% din strămoșii identificabili ai populației britanice moderne sosise în Insulele Britanice acum 6200 de ani, la începutul neoliticului sau Epocii Pietrei britanice”, și că britanicii au strămoși comuni cu bascii.
Regatul Unit are o istorie de imigrație pe scară redusă a non-albilor, Liverpool având cea mai veche populație de negri din țară, datând dinainte de anii 1730, din perioada comerțului cu sclavi africani. În această perioadă, se estimează că populația afro-caraibiană a Marii Britanii era între 10.000 și 15.000 care ulterior a decăzut din cauza abolirii sclaviei. Regatul Unit are și cea mai veche comunitate chineză⁠(d) din Europa, fondată odată cu sosirea marinarilor chinezi în secolul al XIX-lea. În 1950 era, poate, sub 20.000 de locuitori non-albi ai Marii Britanii, aproape toți născuți în străinătate. În 1951, erau circa 94.500 de locuitori ai Regatului Unit născuți în Asia de Sud, China, Africa și Caraibe, sub 0,2% din populație. În 1961, acest număr crescuse de patru ori, până la 384.000, puțin mai mult de 0,7% din populația Regatului Unit.
După 1948, o substanțială imigrație din Africa, Caraibe și Asia de Sud a fost o consecință a destrămării Imperiului Britanic. Migrația din statele membre ale UE din Europa Centrală și Estică după 2004 a avut ca rezultat și o creștere a acestor grupuri, deși o parte din această migrație a fost temporară. După anii 1990, populația de imigranți s-a diversificat substanțial, cei veniți în Regatul Unit provenind dintr-o gamă mai largă de țări decât valurile anterioare, care tindeau să implice numere mai mari de imigranți dintr-un număr relativ redus de țări.
Specialiștii au arătat că categoriile de etnii⁠(d) folosite de statisticile naționale britanice, introduse inițial odată cu recensământul din 1991⁠(d), denotă și răspândesc confuzie între conceptele de etnie și rasă. În 2011⁠(d), 87,2% din populația Regatului Unit se identifica drept albă, adică 12,8% din totalul populației se considera membră a unei minorități etnice. La recensământul din 2001, acest procentaj era doar de 7,9%.
| Grup etnic                                      | Grup etnic                                      | Populație  | Populație  | Procentaj (%) |
| Grup etnic                                      | Grup etnic                                      | 2001       | 2011       | 2011          |
| ----------------------------------------------- | ----------------------------------------------- | ---------- | ---------- | ------------- |
| albi                                            | albi                                            | 54.153.898 | 55.010.359 | 087,1 %       |
| albi: nomazi / nomazi irlandezi                 | albi: nomazi / nomazi irlandezi                 | —          | 63.193     | 00.1 %        |
| asiatici / asiatici britanici                   | indieni                                         | 1.053.411  | 1.451.862  | 02,3 %        |
| asiatici / asiatici britanici                   | pakistanezi                                     | 747.285    | 1.174.983  | 01,9 %        |
| asiatici / asiatici britanici                   | bengalezi                                       | 283.065    | 451.529    | 00,7 %        |
| asiatici / asiatici britanici                   | chinezi                                         | 247.403    | 433.150    | 00,7 %        |
| asiatici / asiatici britanici                   | alți asiatici                                   | 247.664    | 861.815    | 01,4 %        |
| negri / africani / caraibieni / negri britanici | negri / africani / caraibieni / negri britanici | 1.148.738  | 1.904.684  | 03,0 %        |
| metiși / multiple grupuri etnice                | metiși / multiple grupuri etnice                | 677.117    | 1.250.229  | 02,0 %        |
| alte grupuri etnice                             | alte grupuri etnice                             | 230.615    | 580.374    | 00,9 %        |
| Total                                           | Total                                           | 58.789.194 | 63.182.178 | 100,0 %       |

Din cauza diferențelor de exprimare din formularele utilizate pe de o parte în Anglia și Țara Galilor, pe de altă parte în Scoția, și pe de alta în Irlanda de Nord, datele despre grupul „alți albi”⁠(d) nu sunt disponibile pentru Regatul Unit în ansamblul lui, dar în Anglia și Țara Galilor acesta a fost grupul cu cea mai mare creștere între recensămintele din 2001 și 2011, o creștere de 1,1 milioane de persoane (și 1,8 puncte procentuale). Printre grupurile pentru care sunt disponibile date în toate părțile la nivelul Regatului Unit, categoria „alți asiatici” a crescut de la 0,4 la 1,4% din populație între 2001 și 2011, în timp ce categoria metiși⁠(d) a crescut de la 1,2% la 2%.
Diversitatea etnică diferă semnificativ de la o parte la alta a Regatului Unit. 30,4% din populația Londrei și 37,4% din cea a Leicesterului sunt non-albi (conform unei estimări din 2005, în vreme ce mai puțin de 5% din populația Angliei de Nord-Est, a Țării Galilor și a Sud-Vestului provin din minorități, conform recensământului din 2001. În 2016, 31,4% din elevii școlilor primare și 27,9% din cei ai școlilor secundare de stat⁠(d) din Anglia aparțineau unei minorități etnice.

### Limbile

. Statele și teritoriile cu albastru închis au majorități de vorbitori nativi, iar cele în care engleza este oficială, dar nu majoritară sunt afișate cu albastru deschis. Engleza este și una din limbile oficiale ale Uniunii Europene și ale.

Limba oficială de facto a Regatului Unit este engleza. Se estimează că 95% din populația Regatului Unit este formată din vorbitori monolingvi⁠(d) de engleză. 5,5% din populație vorbește limbi aduse în Regatul Unit ca urmare a imigrației de dată relativ recentă. Limbile sud-asiatice, între care punjaba, hindi, bengaleza și gujarati, sunt cele mai mari grupuri, fiind vorbite de 2,7% din populația Regatului Unit. Conform recensământului din 2011, poloneza a devenit a doua limbă vorbită în Anglia, cu 546.000 de vorbitori.
În Regatul Unit se mai vorbesc și patru limbi celtice: galeza, irlandeza, gaelica scoțiană și cornica. Toate sunt recunoscute ca limbi regionale sau minoritare, supuse unor măsuri specifice de protecție și promovare conform Cartei Europene pentru Limbi Regionale sau Minoritare și conform Convenției Cadru pentru Protecția Minorităților Naționale⁠(d). La recensământul din 2001, peste o cincime (21%) din populația Țării Galilor declara că vorbește galeza, în creștere față de recensământul din 1991 (18%). Mai mult, se estimează că circa 200.000 de vorbitori de galeză trăiesc în Anglia. La același recensământ, în Irlanda de Nord 167.487 de persoane (10,4%) au declarat că au „oarecari cunoștințe de irlandeză”, aproape exclusiv locuitori din populația naționalistă⁠(d) (în principal catolică). Peste 92.000 de oameni din Scoția (ceva mai puțin de 2% din populație) au abilități de vorbire în gaelică, între aceștia numărându-se 72% din cei ce trăiesc în Hebridele Exterioare. Numărul de școlari care învață galeza, gaelica scoțiană și irlandeza este în creștere. Printre populația de emigranți și descendenți ai acestora, se vorbește încă gaelică scoțiană în Canada⁠(d) (în principal în Nova Scotia și Insula Cape Breton), și galeză în Patagonia, Argentina.
Scots, o limbă derivată din engleza mijlocie timpurie din nord, are recunoaștere limitată alături de varianta sa regională, Ulster Scots⁠(d) din Irlanda de Nord, fără a exista angajamente specifice pentru protejarea și promovarea ei.
În Anglia, elevii școlilor studiază în mod obligatoriu o a doua limbă până la vârsta de 14 ani. Franceza și germana sunt cele mai frecvent predate limbi străine în Anglia și Scoția. Toți elevii din Țara Galilor învață galeza ca a doua limbă până la 16 ani, sau învață în limba galeză.

### Religie

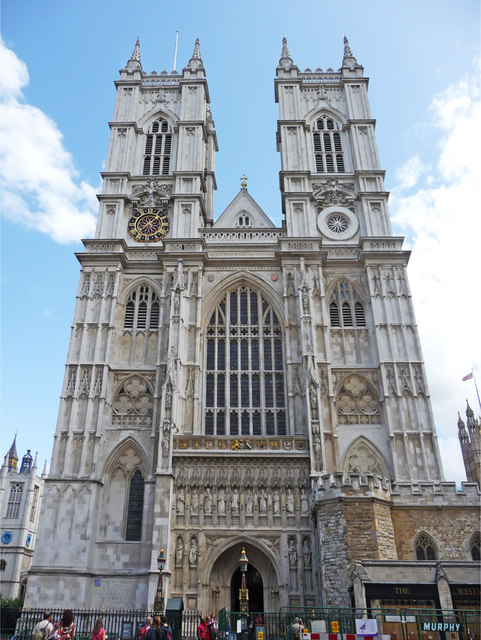
Abația Westminster, folosită pentru încoronarea

Viața religioasă a actualului Regat Unit este dominată de diverse forme de creștinism de peste 1400 de ani. Deși majoritatea cetățenilor încă se mai identifică în multe sondaje cu creștinismul, rata de participare la slujbele religioase a scăzut dramatic începând cu jumătatea secolului al XX-lea, în timp ce imigrația și schimbările demografice au contribuit la creșterea altor credințe, mai cu seamă a islamului. Aceasta i-a determinat pe unii comentatori să descrie Regatul Unit ca o societate multiconfesională, secularizată, sau postcreștină⁠(d).
La recensământul din 2001, 71,6% din repondenți au indicat că sunt creștini, următoarea religie fiind islamul (2,8%), urmat de hinduism (1%), sikhism (0,6%), iudaism (0,5%), budism (0,3%) și alte religii (în total, 0,3%). 15% din repondenți au declarat că nu au religie, alți 7% nedeclarând o preferință religioasă. Un sondaj Tearfund⁠(d) din 2007 a arătat că doar unul din zece britanici merge săptămânal la biserică. De la recensământul din 2001 la cel din 2011 s-a observat o scădere a numărului celor care se identificau drept creștini cu 12%, concomitent cu dublarea celor care se declarau fără religie. Aceasta contrastează cu creșterea celorlalte grupări religioase, numărul de musulmani crescând cel mai substanțial, până la circa 5%. Populația musulmană⁠(d) a crescut de la 1,6 milioane în 2001 la 2,7 milioane în 2011, consolidându-și statutul de al doilea grup religios din Regatul Unit.
La un sondaj efectuat în 2016 de BSA (British Social Attitudes)⁠(d) pe tema afilierii religioase, 53% din repondenți au declarat că nu au religie, în timp ce 41% s-au declarat creștini, urmați de 6% care s-au declarat de alte religii (islam, hinduism, iudaism etc.). Dintre creștini, adepții Bisericii Angliei constituiau 15%, cei ai Bisericii Romano-Catolice – 9%, alți creștini (inclusiv presbiterieni, metodiști, alți protestanți, precum și ortodocși) – 17%. 71% dintre tinerii între 18–24 de ani s-au declarat fără religie.
Conform datelor de la recensământul din 2021 pentru Anglia și Țara Galilor:
- 46,2% creștini;
- 37,2% fără religie;
- 6,5% musulmani;[373]
- 1,7% hinduși.[374]

Biserica Angliei este biserica oficială în Anglia. Ea păstrează reprezentare⁠(d) ca instituție în Parlamentul britanic, iar monarhul britanic⁠(d) este guvernatorul ei suprem⁠(d). În Scoția, Biserica Scoției⁠(d) este recunoscută ca biserică națională⁠(d). Nu este supusă controlului statului, iar monarhul britanic este un membru obișnuit al ei, obligat să depună jurământ la accederea pe tron că va „păstra și conserva religia protestantă și guvernarea bisericească presbiteriană⁠(d)”. Biserica Țării Galilor a fost desființată în 1920 și, cum Biserica Irlandei a fost desființată în 1870 înaintea divizării Irlandei, nu există biserică oficială nici în Irlanda de Nord. Deși nu există date pan-britanice la recensământul din 2001 pentru a măsura apartenența la cultele creștine individuale, s-a estimat că 62% din creștini sunt anglicani, 13,5% catolici, 6% presbiterieni, 3,4% metodiști cu numere mici la alte culte protestante, cum ar fi frații de Plymouth, și bisericile ortodoxe.

### Migrația

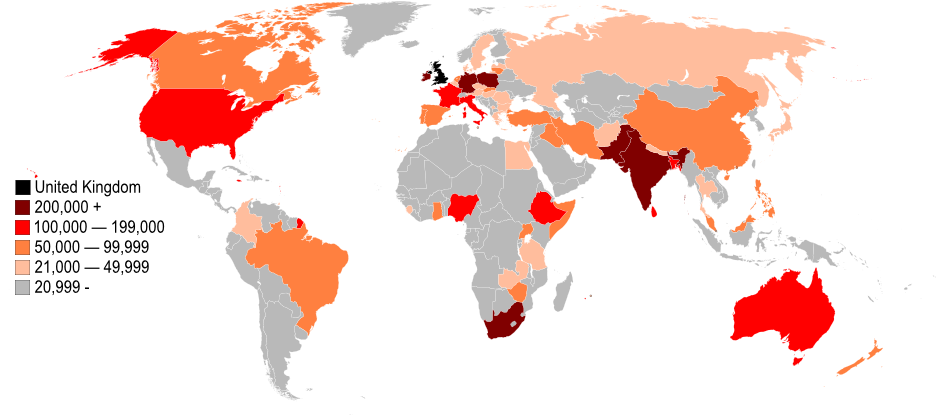
Estimări ale populației născute în străinătate, după țara de origine, între aprilie 2007 și martie 2008

Regatul Unit a trecut prin valuri succesive de migrație. Marea Foamete din Irlanda, pe atunci parte a Regatului Unit, s-a soldat cu emigrarea a circa un milion de oameni pe insula Marea Britanie. De-a lungul secolului al XIX-lea, s-a acumulat o mică populație de imigranți germani, numărând 28.644 de persoane în Anglia și Țara Galilor în 1861. Circa jumătate din această populație trăia în Londra, și existau mici comunități și în Manchester, Bradford și în alte locuri. Comunitatea de imigranți germani a fost cel mai mare grup până în 1891, când a fost depășită de evreii din Rusia. Anglia avusese de multe secole mici comunități evreiești, supuse unor expulzări ocazionale, dar evreii britanici numărau mai puțin de 10.000 de oameni la începutul secolului al XIX-lea. După 1881, evreii din Rusia au suferit persecuții grele și, din cei 2.000.000 de evrei care au părăsit Rusia până în 1914, circa 120.000 s-au stabilit permanent în Regatul Unit, depășindu-i pe germani ca cea mai mare minoritate etnică originară din afara Insulelor Britanice. Populația acestora a crescut la 370.000 în 1938. Neputându-se întoarce în Polonia la sfârșitul celui de al Doilea Război Mondial, peste 120.000 de veterani de război polonezi au rămas permanent în Regatul Unit. După al Doilea Război Mondial a urmat o importantă imigrație din colonii și din fostele colonii devenite state independente, în parte ca moștenire a imperiului și în parte din cauza lipsei de locuri de muncă în acele zone. Mulți dintre acești imigranți proveneau din Caraibe și de pe subcontinentul indian. În 1841, 0,25% din populația Angliei și Țării Galilor⁠(d) era născută într-o țară străină. În 1901, 1,5% din populație era născută în străinătate. Până în 1931, această cifră crescuse la 2,6%, și până în 1951 ea era de 4,4%.
În 2014 creșterea netă⁠(d) era de 318.000: imigrația era de 641.000, în creștere de la 526.000 în anul precedent, în vreme ce numărul celor care emigrau (pentru mai mult de 12 luni) era de 323.000. Una dintre tendințele cele mai recente în materie de migrație este sosirea unei populații active din noile state membre ale UE din Europa de Est, denumite țările A8⁠(d). În 2010, erau 7 milioane de rezidenți ai Regatului Unit născuți în străinătate, ceea ce corespunde cu 11,3% din totalul populației. Dintre aceștia, 4,76 de milioane (7,7%) erau născuți în afara UE și 2,24 milioane (3,6%) erau născuți în alte state membre ale UE. Proporția persoanelor născute în străinătate rămâne puțin mai mică decât în multe alte țări europene. Imigrația contribuie însă și la o creștere a populației sosirile și copiii de imigranți, născuți în Regatul Unit, reprezintă circa jumătate din creșterea demografică dintre 1991 și 2001. Analiza datelor Biroul Statisticilor Naționale (Regatul Unit) (ONS) arată că un total de 2,3 milioane de imigranți s-au mutat în Regatul Unit în cei 15 ani dintre 1991 și 2006. În 2008 se estima că imigrația va adăuga 7 milioane de persoane populației Regatului Unit până în 2031, deși aceste cifre sunt disputate. ONS a raportat o creștere a migrației nete din 2009 până în 2010 cu 21% până la 239.000.
În 2013, circa 208.000 de cetățeni străini au fost naturalizați britanici, cel mai mare număr de la începutul consemnării acestui indicator în 1962. Numărul acesta a scăzut la circa 125.800 în 2014. Între 2009 și 2013, numărul mediu de persoane care au primit anual cetățenia britanică a fost de 195.800. Principalele țări din care provin acești cetățeni naturalizați în 2014 erau India, Pakistan, Filipine, Nigeria, Bangladesh, Nepal, China, Africa de Sud, Polonia și Somalia. Numărul total de granturi de stabilire, care conferă rezidență permanentă⁠(d) în Regatul Unit fără acordarea cetățeniei britanice, a fost de circa 154.700 în 2013, față de 241.200 în 2010 și 129.800 în 2012.
Peste un sfert (27%) din copiii născuți vii în 2014 proveneau de la mame născute în afara Regatului Unit, conform statisticilor oficiale publicate în 2015.
| Year | Populația Angliei și Țării Galilor născută în străinătate | Populație totală | Populație născută în Irlanda | Procentajul din populația totală al celor născuți în străinătate |
| ---- | --------------------------------------------------------- | ---------------- | ---------------------------- | ---------------------------------------------------------------- |
| 1851 | 100.000                                                   | 17.900.000       | 520.000                      | 0,6                                                              |
| 1861 | 150.000                                                   | 20.100.000       | 600.000                      | 0,7                                                              |
| 1871 | 200.000                                                   | 22.700.000       | 565.000                      | 0,9                                                              |
| 1881 | 275.000                                                   | 26.000.000       | 560.000                      | 1.1                                                              |
| 1891 | 350.000                                                   | 29.000.000       | 460.000                      | 1,2                                                              |
| 1901 | 475.000                                                   | 32.500.000       | 425.000                      | 1,5                                                              |
| 1911 | 900.000                                                   | 32.500.000       | 375.000                      | 2,5                                                              |
| 1921 | 750.000                                                   | 37.900.000       | 365.000                      | 2                                                                |
| 1931 | 1.080.000                                                 | 40.000.000       | 380.000                      | 2,7                                                              |
| 1951 | 1.875.000                                                 | 43.700.000       | 470.000                      | 4,3                                                              |
| 1961 | 2.290.000                                                 | 46.000.000       | 645.000                      | 5                                                                |
| 1971 | 3.100.000                                                 | 48.700.000       | 585.000                      | 6,4                                                              |
| 1981 | 3.220.000                                                 | 48.500.000       | 580.000                      | 6,6                                                              |
| 1991 | 3.625.000                                                 | 49.900.000       | 570.000                      | 7,3                                                              |
| 2001 | 4.600.000                                                 | 52.500.000       | 475.000                      | 8,8                                                              |
| 2011 | 7.500.000                                                 | 56.000.000       | 400.000                      | 13,4                                                             |

Cetățenii Uniunii Europene, inclusiv cei britanici, au dreptul de a locui și munci în orice stat membru al UE. Regatul Unit a cerut o restricție temporară a accesului cetățenilor români și bulgari, ale căror țări au adera la UE în ianuarie 2007. Cercetările efectuate de Migration Policy Institute⁠(d) pentru Comisia pentru Egalitate și Drepturile Omului⁠(d) arată că, între mai 2004 și septembrie 2009, 1,5 milioane de persoane active au imigrat din noile state membre ale UE în Regatul Unit, două treimi din aceștia fiind polonezi, dar și că mulți dintre ei s-au întors ulterior acasă, rezultând o creștere netă a cetățenilor altor state membre prezenți în Regatul Unit cu circa 700.000 în total în acea perioadă. Recesiunea de la sfârșitul anilor 2000 a redus imboldul economic pentru polonezi de a emigra în Regatul Unit, migrația devenind temporară și circulară. În 2009, pentru prima oară după lărgirea UE, mai mulți locuitori ale celor 8 state central- și est-europene care au aderat la UE în 2004 au plecat din Regatul Unit decât au sosit. În 2011, cetățenii noilor state membre ale UE alcătuiau 13% din imigranții care intrau în țară.

Numărul estimat al cetățenilor britanici ce trăiau peste hotare în 2006 pe țări

Guvernul britanic a introdus un sistem de imigrație pe bază de puncte⁠(d) pentru imigrația din exteriorul Zonei Economice Europene în locul altor scheme, inclusiv al Fresh Talent Initiative⁠(d) a Guvernului Scoției. În iunie 2010 guvernul a introdus o limită temporară de 24.000 de persoane la imigrația din afara UE, cu scopul de a descuraja cererile, iar în aprilie 2011 a stabilit o limitare permanentă.
Emigrația a reprezentat o importantă trăsătură a societății britanice în secolul al XIX-lea. Între 1815 și 1930, circa 11,4 milioane de oameni au părăsit Regatul și 7,3 milioane au plecat din Irlanda. Se estimează că, la sfârșitul secolului al XX-lea, circa 300 de milioane de persoane de origine britanică și irlandeză trăiau în alte țări din lume. Astăzi, cel puțin 5,5 milioane de persoane originare din Regatul Unit trăiesc în străinătate, mai ales în Australia, Spania, Statele Unite și Canada.

### Educație
Educația în Regatul Unit este subiect al autonomiei fiecărei țări, acestea având fiecare sistemul ei de educație separat.
Considerând cele patru sisteme împreună, circa 38 de procente din populația Regatului Unit are o diplomă de colegiu sau de universitate, cel mai ridicat procentaj din Europa, și printre cele mai ridicate din lume. Regatul Unit este a doua țară după Statele Unite ca reprezentare pe listele universităților din top 100.
Raportul pe 2014 al unei comisii guvernamentale⁠(d) arăta că persoanele cu educație în sistemul privat compuneau 7% din populația generală a Regatului Unit, dar procentaje mult mai mari din profesiile de înaltă calificare, cazul extrem cel mai citat fiind cel al judecătorilor, care erau 71% școliți în sistem privat.
Anglia

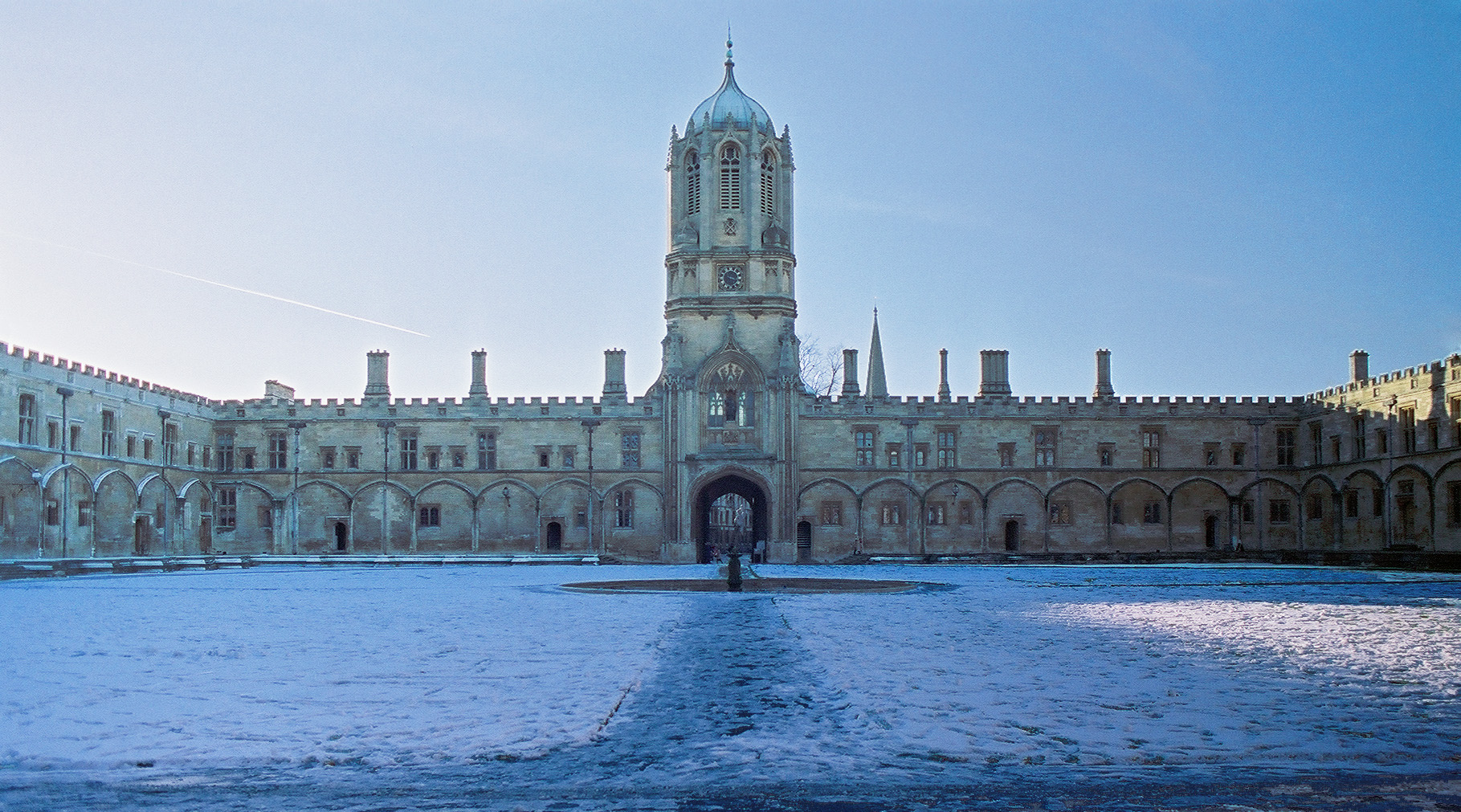
face parte din Universitatea Oxford, care își revendică o istorie ce începe pe la 1096

În timp ce educația în Anglia este responsabilitatea secretarului de stat pentru educație⁠(d), administrarea și finanțarea școlilor de stat sunt în sarcina autorităților locale. Educația gratuită universală a fost introdusă treptat între 1870 și 1944. Educația este obligatorie între cinci și șaisprezece ani, iar în Anglia tinerii pot rămâne în sistemul de educație sau ca ucenici până la 18 ani. În 2011, Trends in International Mathematics and Science Study⁠(d) (TIMSS) a clasat elevii de 13–14 ani din Anglia și Țara Galilor pe locul al zecelea în lume la matematică și al nouălea la științe. Majoritatea copiilor sunt educați în școli de stat, din care doar o mică parte fac selecție pe baza aptitudinilor academice. Două dintre cele mai performante zece școli în termeni de rezultate la General Certificate of Secondary Education⁠(d) în 2006 erau din categoria grammar school⁠(d). În 2010, mai mult de jumătate din locurile de la Universitățile Oxford și Cambridge erau ocupate de absolvenți ai școlilor de stat, în timp ce proporția de copii din Anglia care studiază la școli private este de circa 7%, ridicându-se la 18% din cei de la 16 ani în sus. Anglia are cele mai vechi două universități din lumea anglofonă, Universitățile Oxford și Cambridge (împreună cunoscute sub numele de "Oxbridge⁠(d)") cu o istorie de peste opt secole. 
De la înființarea Colegiului Bedford⁠(d) (Londra), Colegiului Girton⁠(d) (Cambridge) și Colegiului Somerville⁠(d) (Oxford) în secolul al XIX-lea, și femeile pot obține o diplomă universitară.
Scoția

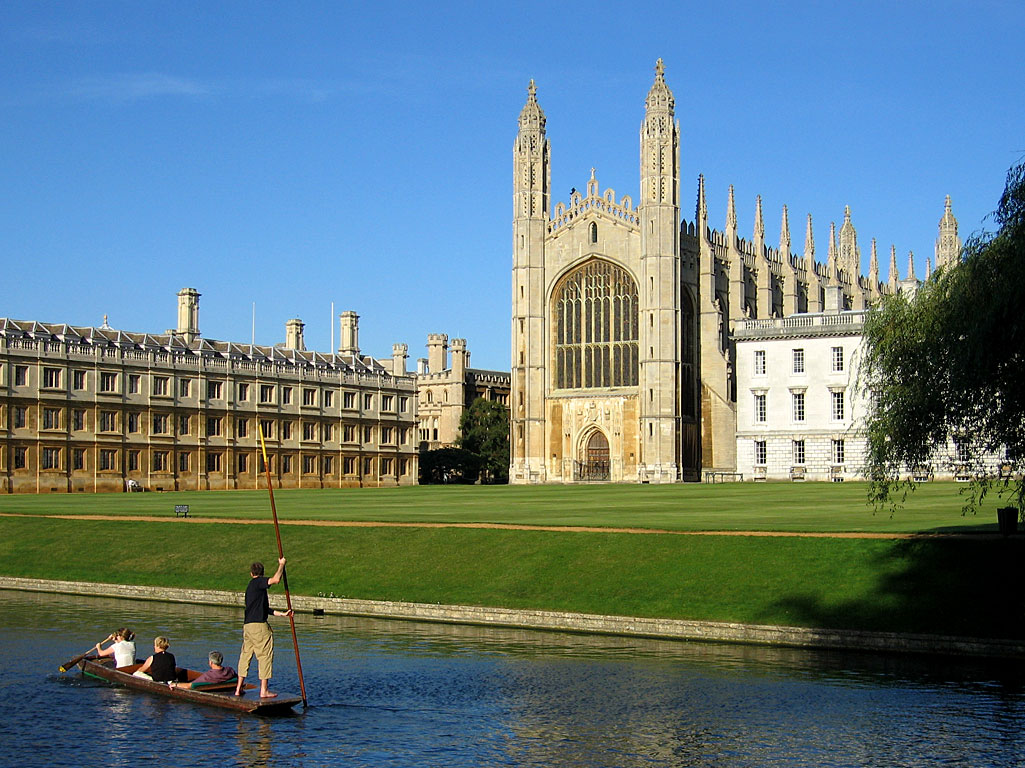
și, ambele parte din Universitatea Cambridge, fondată la 1209

Educația în Scoția este responsibilitatea secretarului de cabinet pentru educație și învățare pe tot parcursul vieții⁠(d), administrarea și finanțarea școlilor de stat fiind în sarcina autorităților locale. Două organe publice nedepartamentale⁠(d) joacă roluri-cheie în educația din Scoția. Scottish Qualifications Authority⁠(d) este responsabilă cu dezvoltarea, acreditarea, evaluarea și certificarea calificărilor, altele decât gradele, care sunt furnizate la nivel de școli secundare, colegii post-secundare⁠(d) de educație continuată⁠(d) și alte centre. Learning and Teaching Scotland⁠(d) furnizează consultanță, resurse și dezvoltarea angajaților în domeniul educației. Scoția a legiferat prima educația obligatorie în 1496. Proporția de copii scoțieni ce învață în școli private era de puțin peste 4% în 2016, dar a scăzut în anii recenți. Studenții scoțieni care studiază la universitățile din Scoția⁠(d) nu plătesc nici taxe de educație⁠(d) și nici taxe de absolvire, toate acestea fiind abolite în 2001, respectiv 2008.
Țara Galilor
Guvernul galez este responsabil de educație în Țara Galilor. Un număr important de studenți galezi învață integral sau predominant în limba galeză; lecțiile de galeză sunt obligatorii pentru toți elevii până la vârsta de 16 ani. Sunt planuri de creștere a numărului de școli medii cu predare în galeză în contextul politicii de creare a unei Țări a Galilor complet bilingve.
Irlanda de Nord
Educația în Irlanda de Nord este responsabilitatea ministrului educației, iar la nivel local educația este administrată de Education Authority⁠(d), entitate subdivizată mai departe în cinci arii geografice. Consiliul pentru Curriculum, Examinare și Evaluare⁠(d) (CCEA) este organismul responsabil cu consilierea guvernului⁠(d) pe marginea a ce trebuie să se predea în școlile Irlandei de Nord, a standardelor de monitorizare și a acordării de calificative.

### Sănătatea

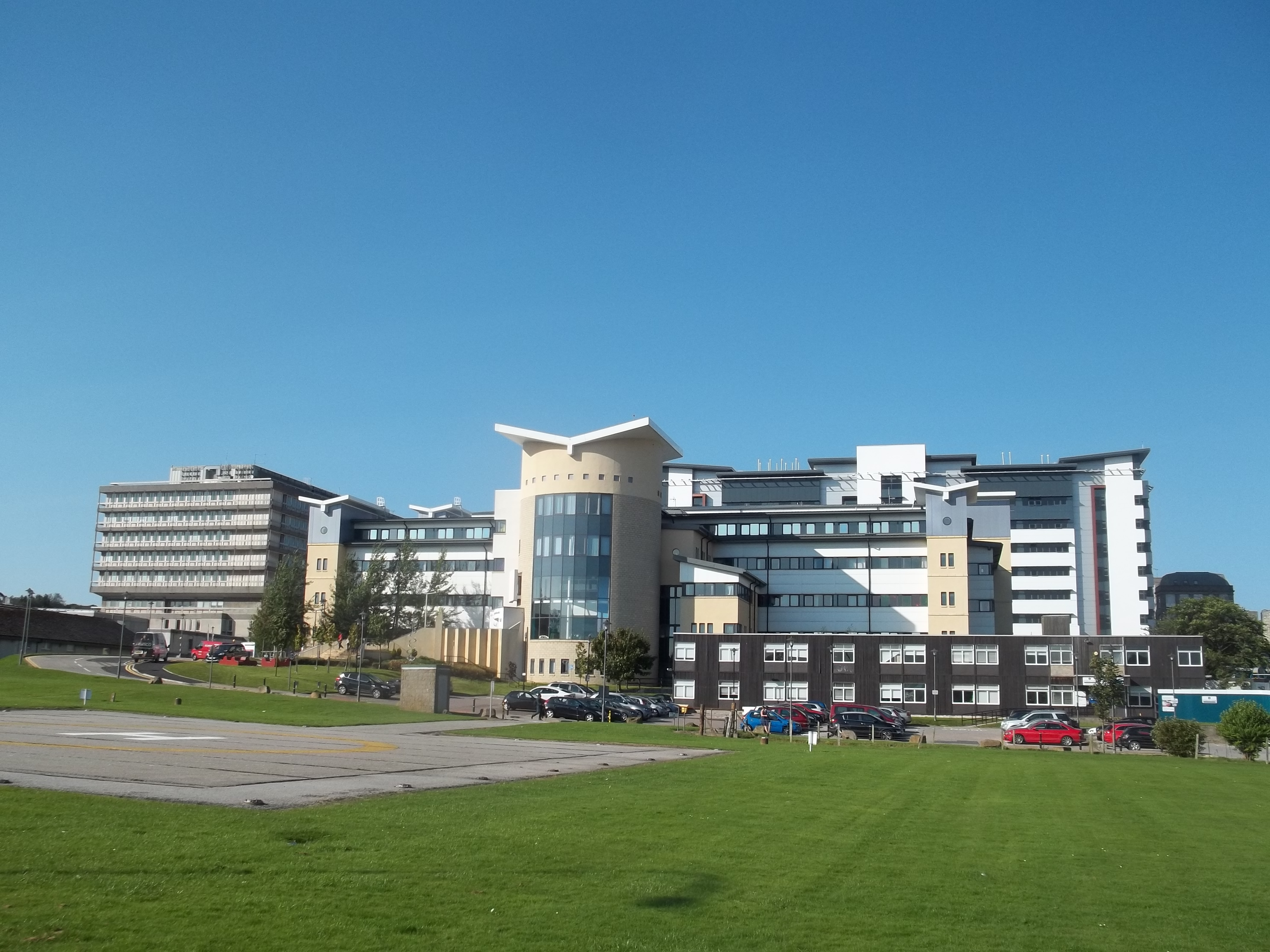
, un din subordinea

Sistemul sanitar din Regatul Unit este o chestiune administrată autonom de fiecare țară, acestea având fiecare sistemul său sanitar public și privat⁠(d), împreună cu tratamente alternative, holistice și complementare. Toți rezidenții permanenți ai Regatului Unit⁠(d) beneficiază de îngrijire medicală, predominant gratuită acolo unde este necesară, fiind finanțată din impozitele generale. Organizația Mondială a Sănătății a clasat sistemul sanitar din Regatul Unit în 2000 pe locul al cincisprezecelea în Europa și al optsprezecelea în lume. Din 1979, cheltuielile cu sistemul sanitar au fost crescute semnificativ pentru a-l apropia de media Uniunii Europene. Regatul Unit cheltuiește circa 8,4% din produsul intern brut pe sănătate, cu 0,5 procente sub media OCDE și cu aproximativ un punct procentual sub media Uniunii Europene.
Există organisme de reglementare la nivelul întregului Regat, cum ar fi Consiliul Medical General⁠(d), Consiliul Asistentelor și Moașelor⁠(d), precum și unele neguvernamentale, cum ar fi Colegiile Regale⁠(d). Responsabilitatea politică și operațională pentru sistemul sanitar rămâne însă în sarcina celor patru executive naționale; în Anglia, este responsabilitatea Guvernului Regatului Unit; în Irlanda de Nord a Executivului Irlandei de Nord⁠(d); în Scoția a Guvernului Scoțian⁠(d); și în Țara Galilor a Guvernului Galez. Fiecare Sistem Sanitar Național are politici și priorități diferite, ceea ce are ca rezultat diferențe și la nivelul îngrijirii sanitare de care beneficiază pacienții.

## Cultură
Cultura Regatului Unit a fost influențată de mulți factori, dintre care: așezarea țării pe un grup de insule; istoria sa ca democrație liberală occidentală și ca mare putere; precum și faptul că este o uniune politică⁠(d) a patru țări, fiecare păstrând elemente ale unor tradiții, obiceiuri și simboluri distinctive. Ca urmare a Imperiului Britanic, influența britanică se poate observa în limba, cultura și sistemele de drept din multe din fostele sale colonii, inclusiv Australia, Canada, Africa de Sud, India, Irlanda, Noua Zeelandă, Pakistan, și Statele Unite. Substanțiala influență culturală a Regatului Unit a făcut să fie descris ca o „superputere culturală”. Un sondaj de opinie global efectuat pentru BBC în 2013 și 2014 plasa Regatul Unit pe locul al treilea între cele mai bine văzute state ale lumii (după Germania și Canada).

### Literatura

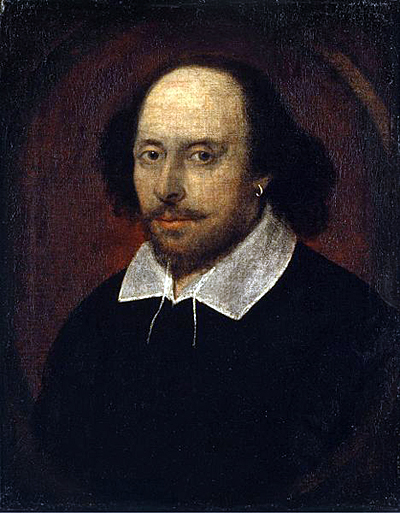
, despre care se crede că îl reprezintă pe William Shakespeare

Noțiunea de „literatură britanică” se referă la literatura asociată cu Regatul Unit, Insula Man și Insulele Canalului. Majoritatea literaturii britanice este în limba engleză. În 2005, s-au publicat circa 206.000 de cărți în Regatul Unit, iar în 2006, aici s-au publicat cele mai multe cărți din lume⁠(d).
Dramaturgul și poetul englez William Shakespeare este considerat cel mai mare dramaturg din toate timpurile, iar contemporanii săi Christopher Marlowe și Ben Jonson sunt și ei foarte respectați. Mai recent, dramaturgii Alan Ayckbourn⁠(d), Harold Pinter, Michael Frayn⁠(d), Tom Stoppard și David Edgar⁠(d) au combinat elemente de suprarealism, realism și radicalism.
Printre autorii englezi premoderni și timpuriu-moderni se numără Geoffrey Chaucer (secolul al XIV-lea), Thomas Mallory (secolul al XV-lea), Sir Thomas More (secolul al XVI-lea), John Bunyan (secolul al XVII-lea) și John Milton (secolul al XVII-lea). În secolul al XVIII-lea, Daniel Defoe (autorul cărții Robinson Crusoe) și Samuel Richardson au fost pionieri ai romanului modern. În secolul al XIX-lea au urmat noi inovații ale lui Jane Austen, ale romancierei gotice Mary Shelley, ale scriitorului pentru copii Lewis Carroll, ale surorilor Brontë, ale militantului social Charles Dickens, ale naturalistului Thomas Hardy, ale realistului George Eliot, ale poetului vizionar William Blake și ale poetului romantic William Wordsworth. Scriitori englezi ai secolului al XX-lea au fost romancierul science-fiction H. G. Wells; scriitorii de opere clasice pentru copii Rudyard Kipling, A. A. Milne (creatorul lui Winnie-the-Pooh), Roald Dahl și Enid Blyton; controversatul D. H. Lawrence; modernista Virginia Woolf; satiristul Evelyn Waugh; romancierul profetic George Orwell; romancierii populari William Somerset Maugham și Graham Greene; autoarea de literatură polițistă Agatha Christie (cea mai bine vândută romancieră⁠(d) din toate timpurile); Ian Fleming (creatorul lui James Bond); poeții T.S. Eliot, Philip Larkin⁠(d) și Ted Hughes⁠(d); autorii de literatură fantasy J. R. R. Tolkien, C. S. Lewis și J. K. Rowling; autorii de benzi desenate epice Alan Moore⁠(d) și Neil Gaiman.
Contribuția Scoției⁠(d) include scriitorul de cărți cu detectivi Arthur Conan Doyle (creatorul lui Sherlock Holmes), literatura romantică a lui Sir Walter Scott, scriitorul pentru copii J. M. Barrie, aventurile epice ale lui Robert Louis Stevenson și pe cunoscutul poet Robert Burns. Mai recent, moderniștii și naționaliștii Hugh MacDiarmid⁠(d) și Neil M. Gunn⁠(d) au contribuit la Renașterea Scoțiană⁠(d). O perspectivă mai sumbră se găsește în poveștile lui Ian Rankin⁠(d) și în comediile horror psihologice ale lui Iain Banks. Capitala Scoției, Edinburgh, a fost primul oraș mondial al literaturii⁠(d) declarat de UNESCO.

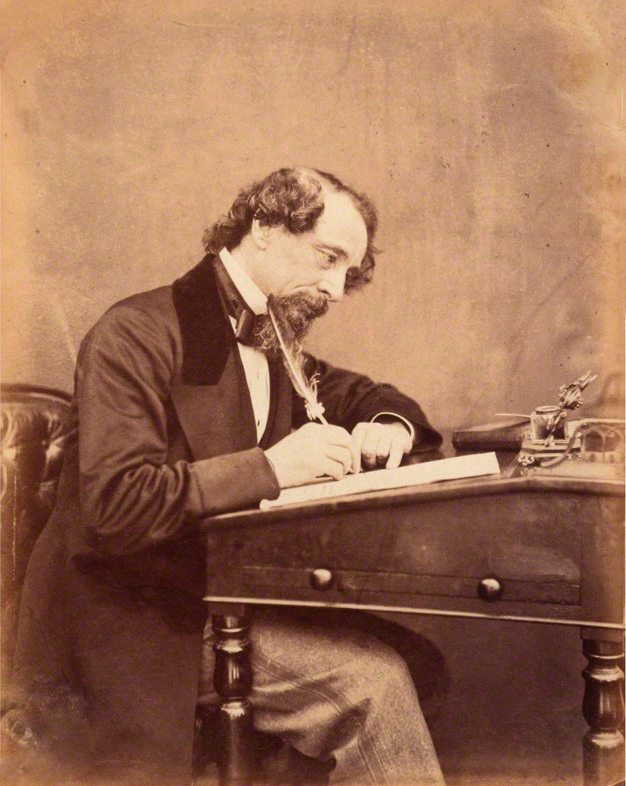
Fotografie a romancierului din Epoca Victoriană Charles Dickens

Cel mai vechi poem britanic cunoscut, Y Gododdin⁠(d), a fost compus în Yr Hen Ogledd (Vechiul Nord), cel mai probabil spre sfârșitul secolului al VI-lea. El a fost scris în cumbrică sau galeză veche⁠(d) și conține cea mai veche referire cunoscută la regele Arthur. De prin secolul al VII-lea, legătura între Țara Galilor și Vechiul Nord s-a întrerupt, cultura de limbă galeză schimbându-și punctul focal pe Țara Galilor, unde legenda arthuriană a fost dezvoltată mai departe de Geoffrey din Monmouth. Cel mai cunoscut poet medieval din Țara Galilor, Dafydd ap Gwilym⁠(d) (fl.1320–1370), a compus poezie pe teme cum ar fi natura, religia și mai ales dragostea. El este considerat unul dintre cei mai mari poeți europeni ai epocii sale. Până la sfârșitul secolului al XIX-lea, majoritatea literaturii galeze⁠(d) era în galeză și mare parte din proză avea caracter religios. Daniel Owen⁠(d) este considerat a fi primul romancier de limbă galeză, publicând Rhys Lewis⁠(d) în 1885. Cei mai cunoscuți poeți anglo-galezi⁠(d) poartă ambii numele Thomas. Dylan Thomas⁠(d) a devenit celebru pe ambele maluri ale Atlanticului la jumătatea secolului al XX-lea. Este cel mai cunoscut pentru poezia sa—a sa „Do not go gentle into that good night⁠(d); Rage, rage against the dying of the light” („Nu te du molcom în noaptea cea bună; Furie, furie pentru moartea luminii”) este una dintre cele mai cuplete din poeziile în engleză—și pentru a lui „piesă pentru voci”, Under Milk Wood⁠(d). Influentul preot-poet și naționalist galez R. S. Thomas⁠(d) a fost nominalizat pentru Premiul Nobel pentru Literatură în 1996. Romancieri galezi de seamă ai secolului al XX-lea sunt Richard Llewellyn și Kate Roberts⁠(d).
Autori de alte naționalități, mai ales din țările Commonwealth-ului, din Irlanda și din Statele Unite au trăit și au creat în Regatul Unit. Exemple importante de-a lungul secolelor au fost Jonathan Swift, Oscar Wilde, Bram Stoker, George Bernard Shaw, Joseph Conrad, T.S. Eliot, Ezra Pound și mai recent autori britanici născuți în străinătate, cum ar fi Kazuo Ishiguro și Sir Salman Rushdie.

### Muzica

The Beatles sunt cea mai de succes formație, atât comercial cât și la critică, din muzică, vânzând peste un miliard de discuri

În Regatul Unit sunt populare mai multe stiluri de muzică, de la muzica folk autohtonă din Anglia⁠(d), Țara Galilor⁠(d), Scoția⁠(d) și Irlanda de Nord⁠(d) până la heavy metal. Compozitori notabili de muzică clasică din Regatul Unit și din statele care l-au precedat au fost William Byrd, Henry Purcell, Sir Edward Elgar, Gustav Holst⁠(d), Sir Arthur Sullivan (celebru pentru colaborarea cu libretistul Sir W. S. Gilbert), Ralph Vaughan Williams și Benjamin Britten, pionier al operei moderne britanice. Sir Harrison Birtwistle⁠(d) este unul dintre cei mai de seamă compozitori contemporani. În Regatul Unit își au sediul și unele orchestre și coruri de renume mondial, cum ar fi Orchestra Simfonică a BBC⁠(d) și London Symphony Chorus⁠(d). Dirijori notabili sunt Sir Simon Rattle⁠(d), Sir John Barbirolli⁠(d) și Sir Malcolm Sargent⁠(d). Dintre compozitorii de coloane sonore de film s-au remarcat John Barry, Clint Mansell⁠(d), Mike Oldfield, John Powell, Craig Armstrong⁠(d), David Arnold⁠(d), John Murphy⁠(d), Monty Norman⁠(d) și Harry Gregson-Williams. George Frideric Handel a devenit cetățean britanic⁠(d) naturalizat⁠(d) și a scris imnul de încoronare britanic, unele din cele mai bune lucrări ale sale, cum ar fi Messiah⁠(d), fiind scrise în engleză. Andrew Lloyd Webber este un prolific compozitor de teatru muzical. Piesele sale au dominat West End din Londra de la sfârșitul secolului al XX-lea încoace și au avut succes de casă în toată lumea.
The Beatles au vânzări internaționale de peste un miliard de unități și sunt cea mai bine vândută⁠(d) și mai influentă formație din istoria muzicii de masă. Alte contribuții britanice majore în muzica ultimilor 50 de ani au adus The Rolling Stones, Pink Floyd, Queen, Led Zeppelin, Bee Gees și Elton John, toți având vânzări-record la nivel mondial de peste 200 de milioane de exemplare. Brit Awards sunt premiile muzicale anuale ale BPI⁠(d), și printre laureații britanici pentru Contribuție Remarcabilă adusă Muzicii se numără: The Who, David Bowie, Eric Clapton, Rod Stewart și The Police. Artiști muzicali britanici actuali de succes internațional sunt Coldplay, Radiohead, Oasis, Arctic Monkeys, Spice Girls, Robbie Williams, Amy Winehouse și Adele.
Mai multe orașe britanice sunt cunoscute pentru muzica lor. Grupurile din Liverpool au 54 de discuri single pe locul întâi în clasamentele britanice, mai multe pe cap de locuitor decât orice alt oraș din lume. Contribuția muzicală a orașului Glasgow a fost recunoscută în 2008 când a fost declarat de UNESCO Oraș al Muzicii, unul din doar trei orașe din lume cu această onoare.
În 2016, pop rămâne cel mai popular gen de muzică din Regatul Unit, cu 33,4% din vânzări, urmat de hip-hop și R&B la 24,5% din unități. Rockul nu este departe în urmă, cu 22,6% din unități. Regatul Unit modern produce, împreună cu Statele Unite, unii din cei mai cunoscuți rapperi din lume, între care Tinie Tempah, Stormzy⁠(d), Kano⁠(d), Yxng Bane⁠(d), Ramz⁠(d) și Skepta⁠(d). Creșterea abruptă a ascultătorilor de hip-hop și R&B din Regatul Unit spre sfârșitul deceniului al doilea al secolului al XXI-lea este adesea explicată prin facilitarea accesului la acest gen prin intermediul platformelor de streaming cum ar fi Spotify și SoundCloud unde hip-hop și R&B este genul cel mai popular, dar și prin creșterea unor noi subgenuri de hip-hop și R&B populare în rândul milenialilor și al generației Z (post-milenială), dezvoltate mai ales în SUA cu artiști populari și în Regatul Unit, cum ar fi phonk rap și R&B-ul alternativ⁠(d).

### Artele vizuale

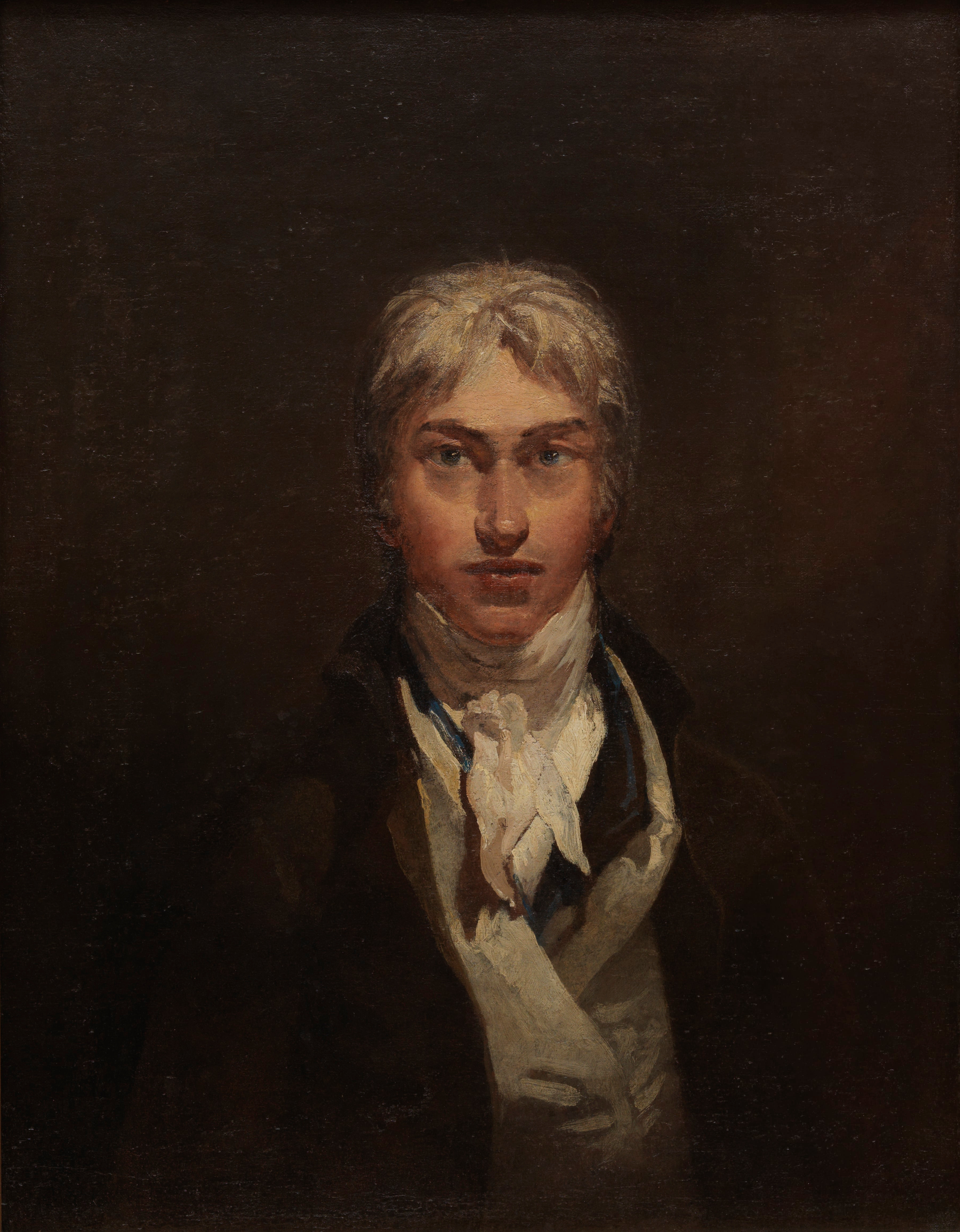
Autoportret al lui J. M. W. Turner, ulei pe pânză, c. 1799

Istoria formelor de artă vizuale britanice face parte din istoria artei occidentale. Printre marii artiști britanici se numără: romanticii William Blake, John Constable, Samuel Palmer⁠(d) și Joseph Mallord William Turner; portretiștii Sir Joshua Reynolds și Lucian Freud; peisagiștii Thomas Gainsborough și L. S. Lowry⁠(d); pionierul mișcării Arts and Crafts William Morris; pictorul figurativist Francis Bacon; artiștii pop Peter Blake⁠(d), Richard Hamilton⁠(d) și David Hockney; duoul colaborativ Gilbert și George⁠(d); artistul abstract Howard Hodgkin⁠(d); și sculptorii Antony Gormley⁠(d), Anish Kapoor și Henry Moore. În perioada deceniilor anilor 1980 și 1990, Saatchi Gallery⁠(d) din Londra a adus în atenția publicului un grup de artiști multi-gen care aveau să fie denumiți „Tinerii Artiști Britanici⁠(d)”: Damien Hirst⁠(d), Chris Ofili⁠(d), Rachel Whiteread⁠(d), Tracey Emin⁠(d), Mark Wallinger⁠(d), Steve McQueen, Sam Taylor-Johnson⁠(d) și frații Chapman⁠(d) sunt printre cei mai cunoscuți membri ai acestei mișcări.
Academia Regală⁠(d) din Londra este o organizație esențială pentru promovarea artelor vizuale în Regatul Unit. Printre marile școli de artă din UK se numără: Universitatea de Arte din Londra⁠(d) cu șase școli subordonate, între care Central Saint Martins⁠(d) și Chelsea College of Art and Design⁠(d); Universitatea Goldsmiths⁠(d); Școala de Arte Frumoase Slade⁠(d) (parte din University College London); Școala de Arte din Glasgow⁠(d); Colegiul Regal de Arte⁠(d); și Școala de Desen și Arte Frumoase Ruskin⁠(d) (parte a Universității Oxford). Institutul de Arte Courtauld⁠(d) este un centru de frunte în predarea istoriei artelor. Galerii importante de arte din Regatul Unit sunt National Gallery, Londra, National Portrait Gallery, Tate Britain⁠(d) și Tate Modern (cea mai vizitată galerie de artă modernă din lume, cu circa 4,7 milioane de vizitatori în fiecare an).

### Cinematografia

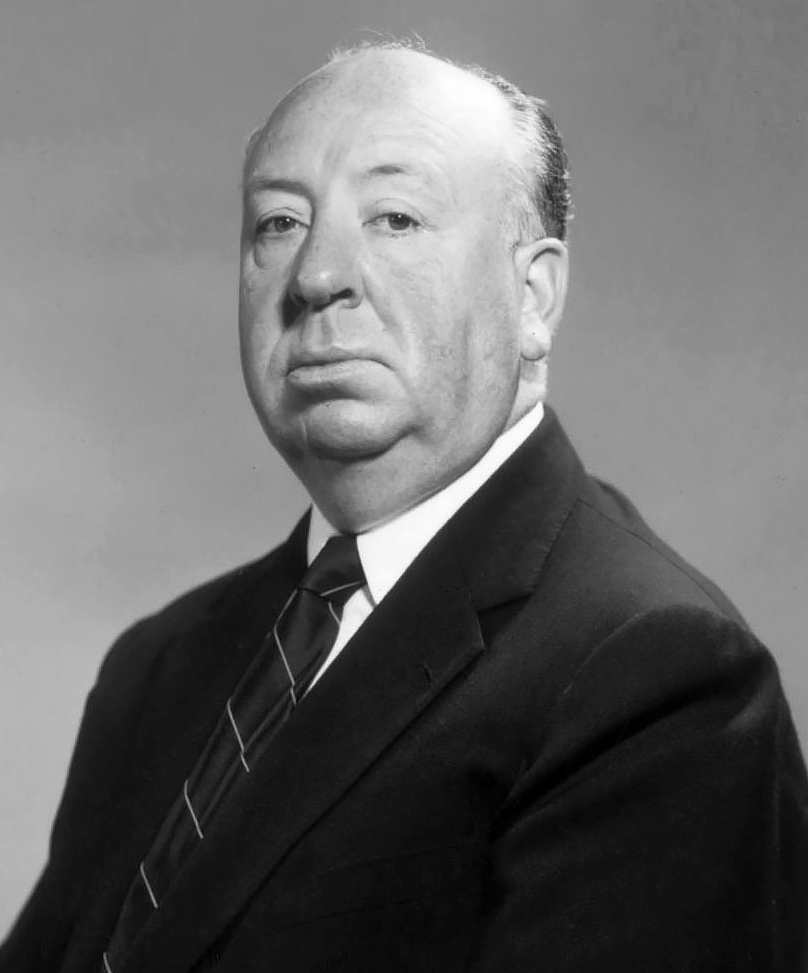
Alfred Hitchcock, unul dintre cei mai mari și mai influenți cineaști britanici din toate timpurile

Regatul Unit a exercitat o considerabilă influență asupra istoriei cinematografiei. Regizorii britanici Alfred Hitchcock, al cărui film Vertigo este considerat de unii critici cel mai bun film din toate timpurile, și David Lean sunt printre cei mai de succes la critică din toate timpurile. Alți regizori importanți au fost Charlie Chaplin, Michael Powell⁠(d), Carol Reed, Edgar Wright⁠(d), Christopher Nolan, și Ridley Scott. Mulți actori britanici au devenit celebri în toată lumea și lăudați de critică, cum ar fi: Julie Andrews, Richard Burton, Michael Caine, Colin Firth, Gary Oldman, Ben Kingsley, Ian McKellen, Liam Neeson, Charlie Chaplin, Sean Connery, Vivien Leigh, David Niven, Laurence Olivier, Peter Sellers, Kate Winslet, Anthony Hopkins, și Daniel Day-Lewis. Unele dintre cele mai bine vândute filme din toate timpurile au fost produse în Regatul Unit, inclusiv două dintre francizele cu cel mai mare succes comercial (Harry Potter și James Bond). Ealing Studios⁠(d) se revendică drept cel mai vechi studio de film cu funcționare permanentă din lume.
În ciuda unui istoric de producții importante și de succes, industria s-a caracterizat adesea printr-o controversă asupra identității sale și asupra nivelului influenței americane și europene. Producătorii britanici sunt activi în coproducții internaționale⁠(d), iar actorii, regizorii și tehnicienii britanici participă regulat la turnarea filmelor americane. Multe filme de succes de la Hollywood s-au bazat pe britanici, pe povești⁠(d) ori evenimente britanice, inclusiv Titanic, Stăpânul inelelor, Pirații din Caraibe.
În 2009, filmele britanice au obținut în total în toată lumea circa 2 miliarde de dolari și au ajuns la o cotă de piață de circa 7% în lume și 17% în Regatul Unit. Câștigurile britanice au totalizat 944 milioane de lire în 2009, cu circa 173 milioane de spectatori. British Film Institute a produs un sondaj care să stabilească cele mai bune 100 de filme britanice din toate timpurile, BFI Top 100 British films. Premiile Academiei Britanice de Film (BAFTA) sunt organizate anual de British Academy of Film and Television Arts.

### Bucătăria
Bucătăria britanică a absorbit influențele culturale ale celor stabiliți în Marea Britanie, producând multe feluri de mâncare hibride, cum ar fi puiul tikka masala⁠(d) anglo-indian.
Agricultura celtică⁠(d) și creșterea animalelor au produs o gamă variată de surse de hrană pentru celții și britonii autohtoni. Anglia anglo-saxonă a dezvoltat tehnicile de preparare a cărnii și ierburilor aromate înainte ca această practică să devină comună în Europa. Cucerirea normandă a introdus condimentele exotice în Anglia medievală⁠(d). Imperiul Britanic a facilitat cunoașterea bucătăriei indiene⁠(d) cu „condimentele ei puternice, pătrunzătoare”. Politicile de raționalizare a hranei⁠(d) aplicate de guvernul britanic în timpul războaielor din secolul al XX-lea au stimulat însă o slabă reputație internațională a bucătăriei britanice.

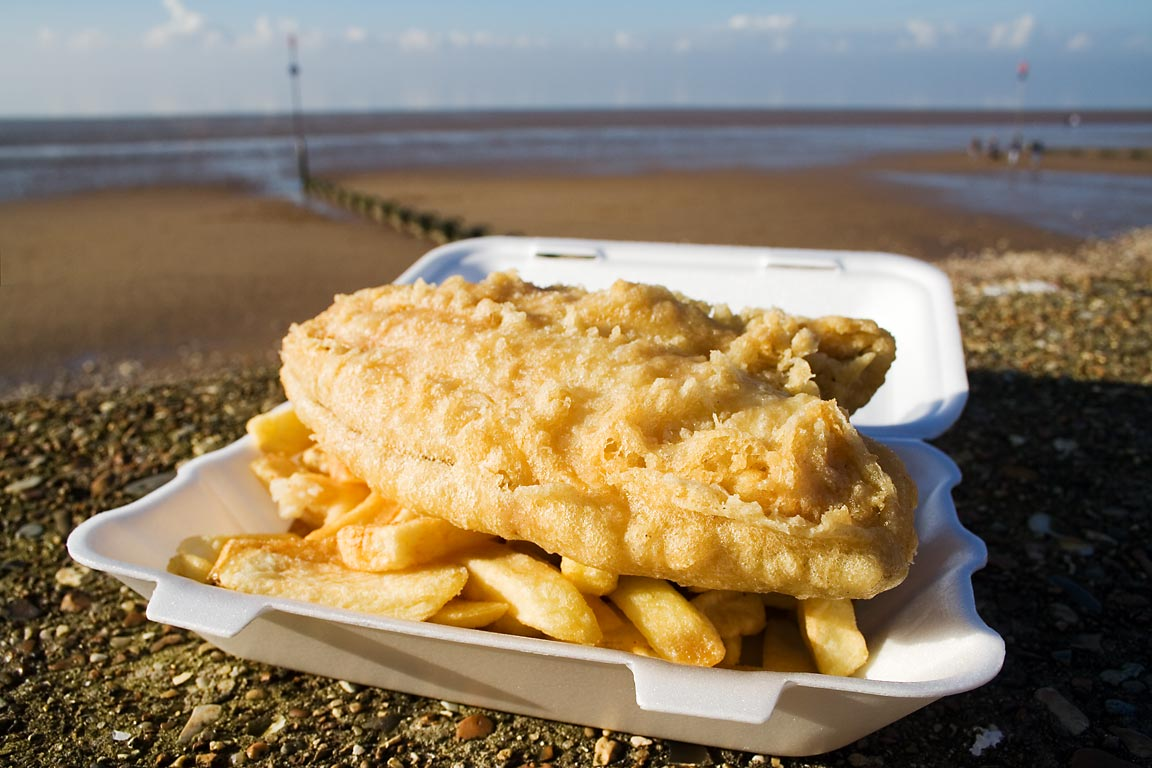
Fish and Chips, o populară mâncare din Regatul Unit

Feluri tradiționale britanice de mâncare sunt micul dejun complet, Fish and Chips, cina de Crăciun, friptura de duminică⁠(d), plăcinta cu carne și rinichi⁠(d), plăcinta ciobănească⁠(d), și bangers and mash⁠(d). Britanicii consumă însă o gamă largă de feluri de mâncare bazate pe bucătăriile europene, indiene și din alte părți ale lumii. Bucătăria britanică autohtonă are și ea multe varietăți regionale din categoriile engleză, scoțiană, galeză și nord-irlandeză. Fiecare și-a dezvoltat propriile mâncăruri regionale sau locale, dintre care multe sunt alimente cu denumire de origine protejată⁠(d) cum ar fi Cornish pasty⁠(d), budinca Yorkshire⁠(d), cârnatul Cumberland⁠(d), afumătura Arbroath⁠(d), și prăjiturile galeze⁠(d).

### Mass-media

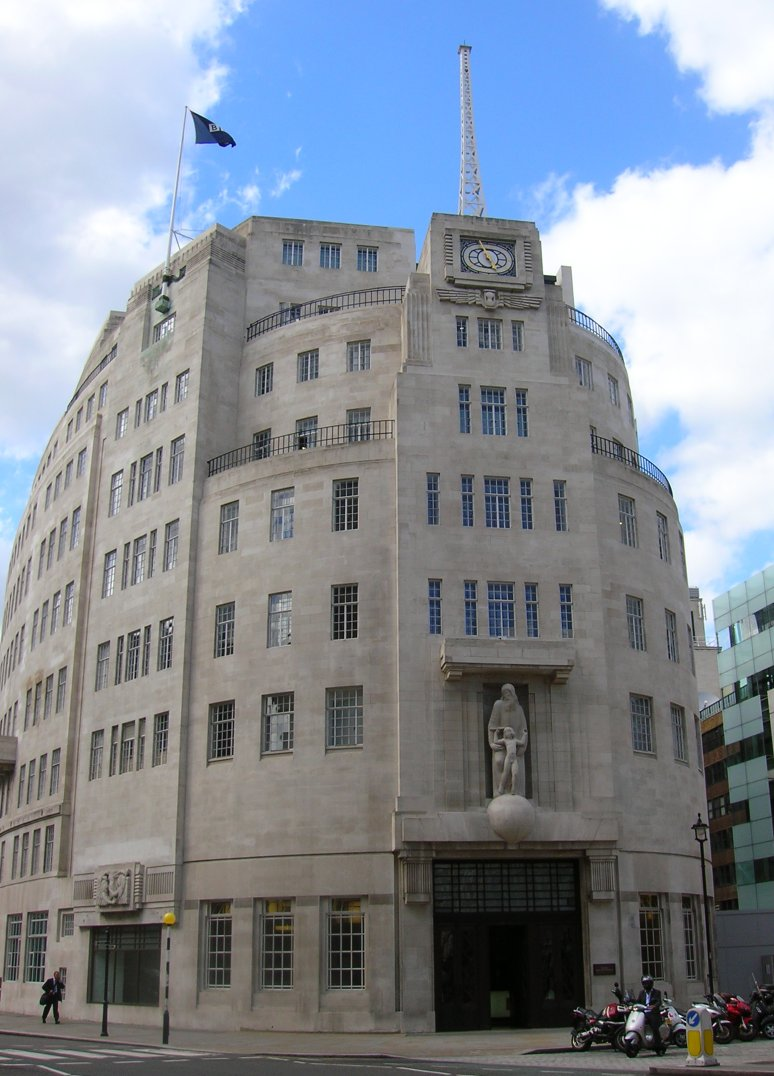
din Londra, sediul BBC, cel mai vechi și mai mare radiodifuzor din lume

BBC, fondat în 1922, este compania națională de radioteleviziune și de difuzare pe Internet, și este cel mai vechi și mai mare radiodifuzor din lume. Ea operează numeroase stații de televiziune și radio în Regatul Unit și în străinătate, serviciile interne fiind finanțate din licențele de televiziune⁠(d). Alți mari jucători de pe piața media britanică sunt ITV plc⁠(d), care operează 11 din cele 15 posturi regionale de televiziune care compun ITV Network, și News Corporation, care deține mai multe ziare naționale prin intermediul lui News UK⁠(d), cum ar fi cel mai popular tabloid⁠(d), The Sun, și cel mai vechi cotidian în "format larg⁠(d)", The Times, deținând și un mare procent la difuzorul prin satelit Sky UK⁠(d). Londra domină sectorul media din Regatul Unit: ziarele, televiziunile și posturile de radio naționale își au în mare parte sediul acolo, deși Manchester este și el un centru media național important. Edinburgh și Glasgow, precum și Cardiff sunt centre importante în Scoția și, respectiv, Țara Galilor. Sectorul publicistic britanic, inclusiv cărți, registre și baze de date, reviste, ziare și agenții de știri, au o cifră de afaceri totală de circa 20 de miliarde de lire și angajează circa 167.000 de oameni.
În 2009, se estima că fiecare persoană urmărea zilnic în medie 3,75 ore de televiziune și asculta radio 2,81 ore. În acel an principalele canale publice⁠(d) ale BBC reprezentau circa 28,4% din toată audiența TV; cele trei mari canale independente reprezentau 29,5% și celelalte canale digitale și prin satelit, din ce în ce mai importante, restul de 42,1%. Vânzările de ziare au scăzut din anii 1970 iar în 2010 41% din locuitori mai declarau că citesc un cotidian național. În 2010, 82,5% din populația Regatului Unit utiliza Internetul, cea mai mare proporție în rândul celor 20 de țări cu numărul cel mai mare de utilizatori în acel an.

### Filosofie
Regatul Unit este celebru pentru tradiția „empirismului britanic”, o ramură a filosofiei cunoașterii care afirmă că doar cunoașterea confirmată de experiență este validă, și pentru cea a „filosofiei scoțiene”, uneori denumită „școala scoțiană a bunului simț⁠(d)”. Cei mai celebri filosofi ai empirismului britanic sunt John Locke, George Berkeley și David Hume; în timp ce Dugald Stewart⁠(d), Thomas Reid⁠(d) și William Hamilton⁠(d) au fost mari exponenți ai școlii scoțiene a „bunului simț”. Doi britanici sunt notabili și pentru o teorie a utilitarismului, filosofie morală utilizată mai întâi de Jeremy Bentham și mai târziu de John Stuart Mill în scurta sa lucrare Utilitarianism⁠(d).
Alți filosofi eminenți din Regatul Unit și din statele care l-au precedat au fost Duns Scotus, John Lilburne⁠(d), Mary Wollstonecraft, Francis Bacon, Adam Smith, Thomas Hobbes, William Ockham, Bertrand Russell și A.J. "Freddie" Ayer. Printre filosofii străini stabiliți în Regatul Unit se numără Isaiah Berlin, Karl Marx, Karl Popper și Ludwig Wittgenstein.

### Sport

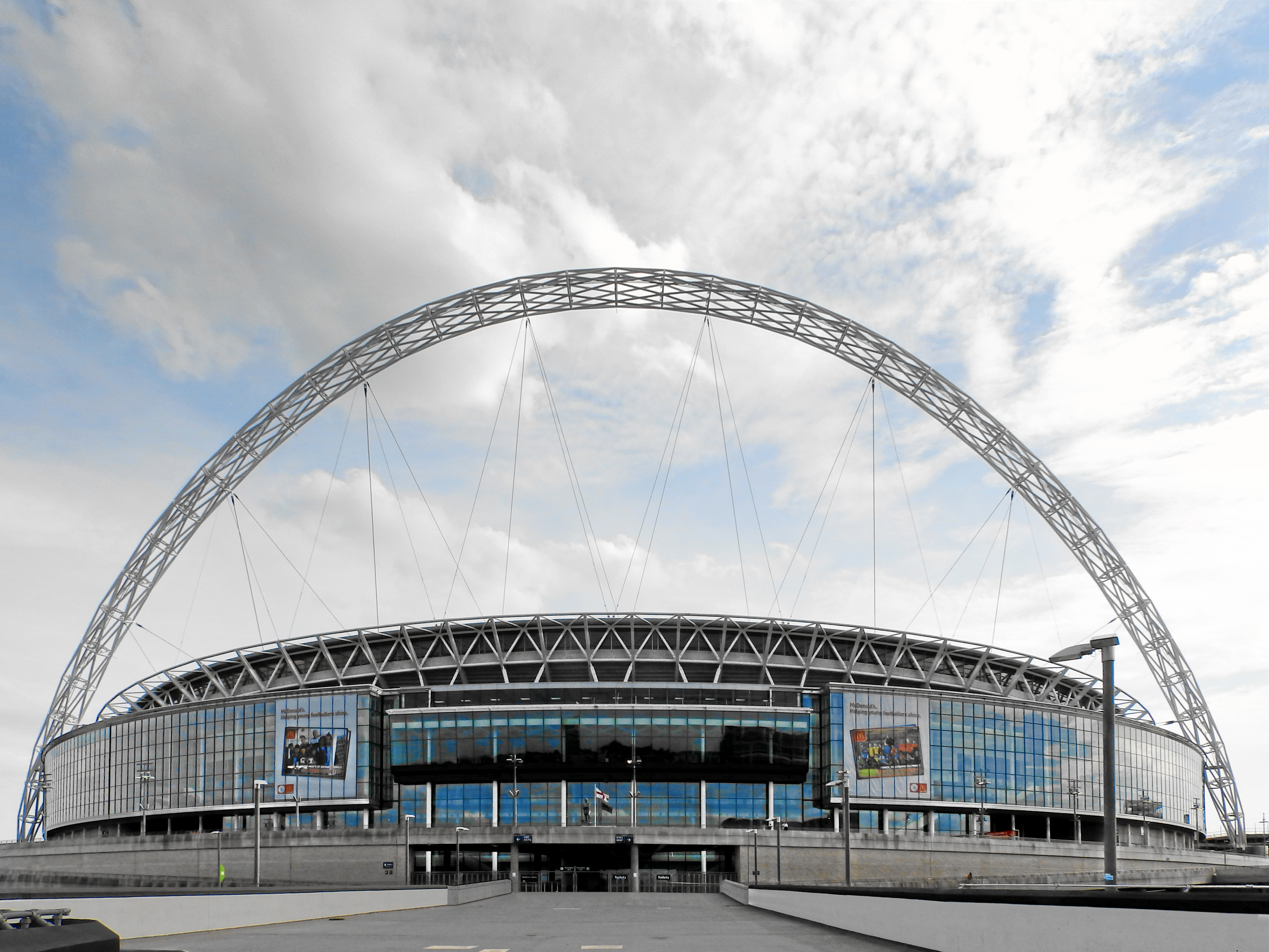
Stadionul Wembley din Londra, unde joacă echipa națională de fotbal a Angliei, este unul dintre cele mai costisitoare stadioane construite vreodată.

Multe din marile sporturi, inclusiv fotbalul, tenisul, rugby-ul, golful, boxul, netballul, canotajul și cricketul, își au originea sau au fost substanțial dezvoltate în Regatul Unit și în statele predecesoare. Având regulamente și coduri ale multor sportui inventate și consemnate în Regatul Unit al secolului al XIX-lea, în Epoca Victoriană, președintele CIO, Jacques Rogge, afirma în 2012: „această țară măreață, mare iubitoare a sportului, este recunoscută ca locul de naștere al sportului modern. Aici s-au codificat pentru prima oară conceptele de sportivitate și fair play în reguli și regulamente clare. Aici a fost inclus sportul ca instrument educațional în curricula școlilor”.
În majoritatea competițiilor internaționale, Anglia, Scoția și Țara Galilor sunt reprezentate de echipe separate. Irlanda de Nord și Republica Irlanda participă adesea împreună, cu o singură echipă, cu excepțiile notabile ale fotbalului și întrecerilor Jocurilor Commonwealth-ului. În context sportiv, echipele Angliei, Scoției, Țării Galilor și Irlandei / Irlandei de Nord sunt adesea denumite colectiv „Home Nations⁠(d)”. Există unele sporturi în care o singură echipă reprezintă tot Regatul Unit, cum ar fi cele de la Jocurile Olimpice, unde regatul este reprezentat de echipa Marii Britanii. Edițiile din 1908, 1948 și 2012 ale Jocurilor Olimpice de Vară s-au ținut la Londra, acesta fiind primul oraș care a găzduit trei ediții. Țara a participat la toate Jocurile Olimpice moderne până astăzi și este pe locul al treilea în clasamentul total al medaliilor.
Un sondaj efectuat în 2003 releva că fotbalul este cel mai popular sport din Regatul Unit. Anglia este recunoscută de FIFA ca locul de naștere al fotbalului de cluburi, The Football Association este cea mai veche federație de fotbal, regulile fotbalului fiind întocmite pentru prima oară în 1863 de Ebenezer Cobb Morley. Fiecare Home Nation are propria asociație de fotbal, propria echipă națională și propriul sistem divizionar⁠(d). Eșalonul de top din Anglia, Premier League, este cea mai urmărită ligă de fotbal din lume. Primul meci internațional de fotbal a fost disputat între Anglia și Scoția la 30 noiembrie 1872. Anglia, Scoția, Țara Galilor și Irlanda de Nord concurează de regulă ca țări separate în competițiile internaționale.

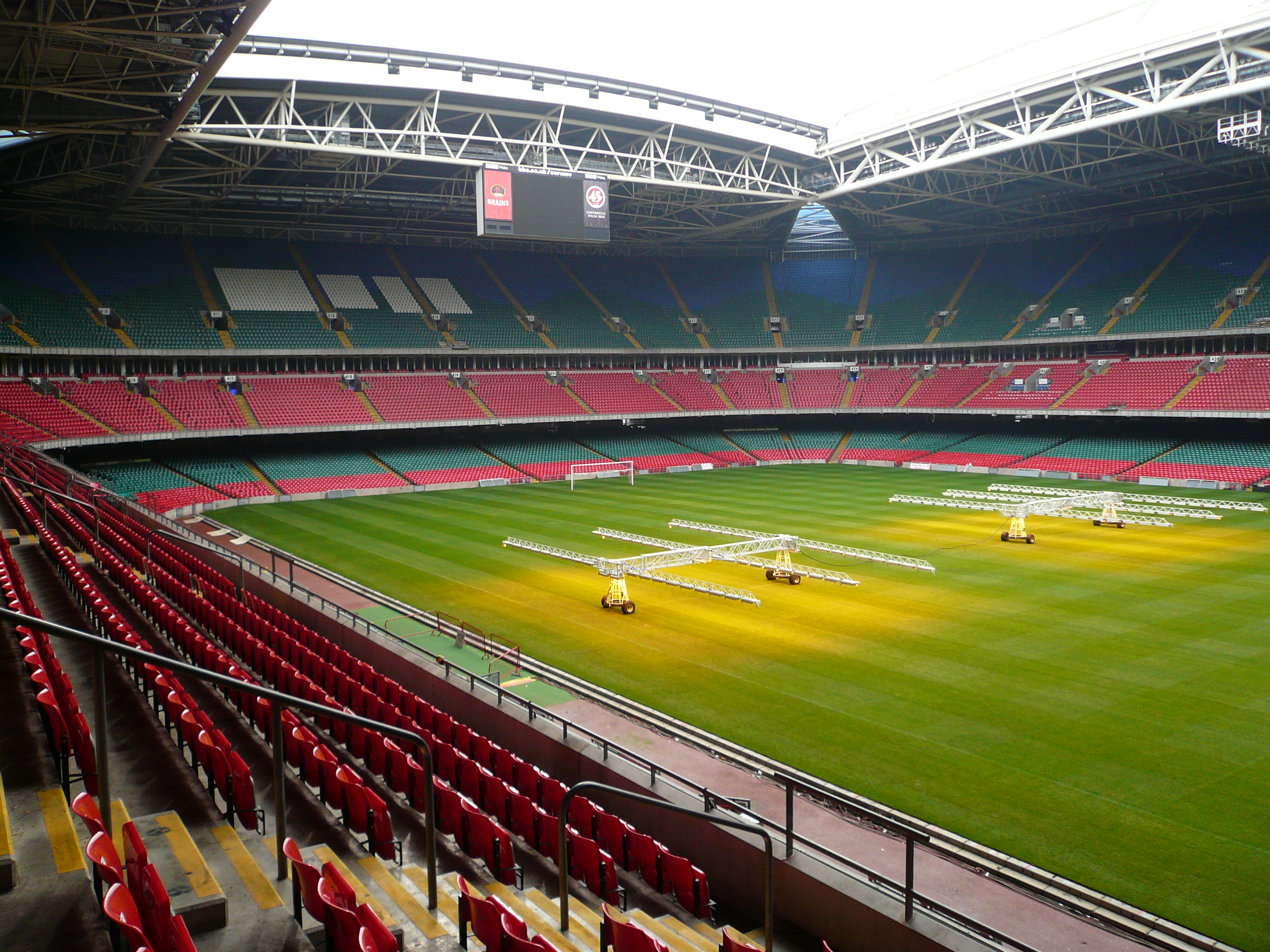
Millennium Stadium din Cardiff deschis pentru Cupa Mondială de Rugby 1999

În 2003, rugby-ul era considerat al doilea sport ca popularitate în Regatul Unit. Sportul a fost creat la Rugby School⁠(d), Warwickshire, și primul meci internațional de rugby⁠(d) s-a disputat la 27 martie 1871 între Anglia și Scoția. Anglia, Scoția, Țara Galilor, Irlanda, Franța și Italia concurează în Turneul celor Șase Națiuni, cel mai reputat turneu internațional din emisfera nordică. Organismele de guvernare a sportului⁠(d) din Anglia⁠(d), Scoția⁠(d), Țara Galilor⁠(d) și Irlanda⁠(d) organizează și reglementează jocul separat.
Cricketul a fost inventat în Anglia, iar regulile sale⁠(d) au fost stabilite de Marylebone Cricket Club⁠(d) în 1788. Echipa de cricket a Angliei⁠(d), controlată de England and Wales Cricket Board⁠(d), și echipa de cricket a Irlandei⁠(d), controlată de Cricket Ireland⁠(d), sunt singurele naționale din Regatul Unit cu statut de Test⁠(d). Membrii echipelor sunt recrutați din principalele echipe ale comitatelor, și cuprind jucători englezi, dar și galezi. Cricketul se deosebește de fotbal și rugby, unde Țara Galilor și Anglia au echipe separate, deși în trecut a existat și o echipă de cricket a Țării Galilor. Jucătorii irlandezi⁠(d) și scoțieni⁠(d) au jucat pentru Anglia deoarece nici Scoția⁠(d) și nici Irlanda⁠(d) nu au statut de Test și au început abia recent să joace în întreceri de tip One Day International⁠(d), iar Irlanda încă nu a jucat un meci de test. Scoția, Anglia (împreună cu Țara Galilor), și Irlanda (inclusiv Irlanda de Nord) au concurat la Cupa Mondială de Cricket⁠(d), unde Anglia a ajuns în finală de trei ori. Există un sistem divizionar⁠(d) profesionist în care participă cluburile ce reprezintă 17 comitate engleze și unul galez.

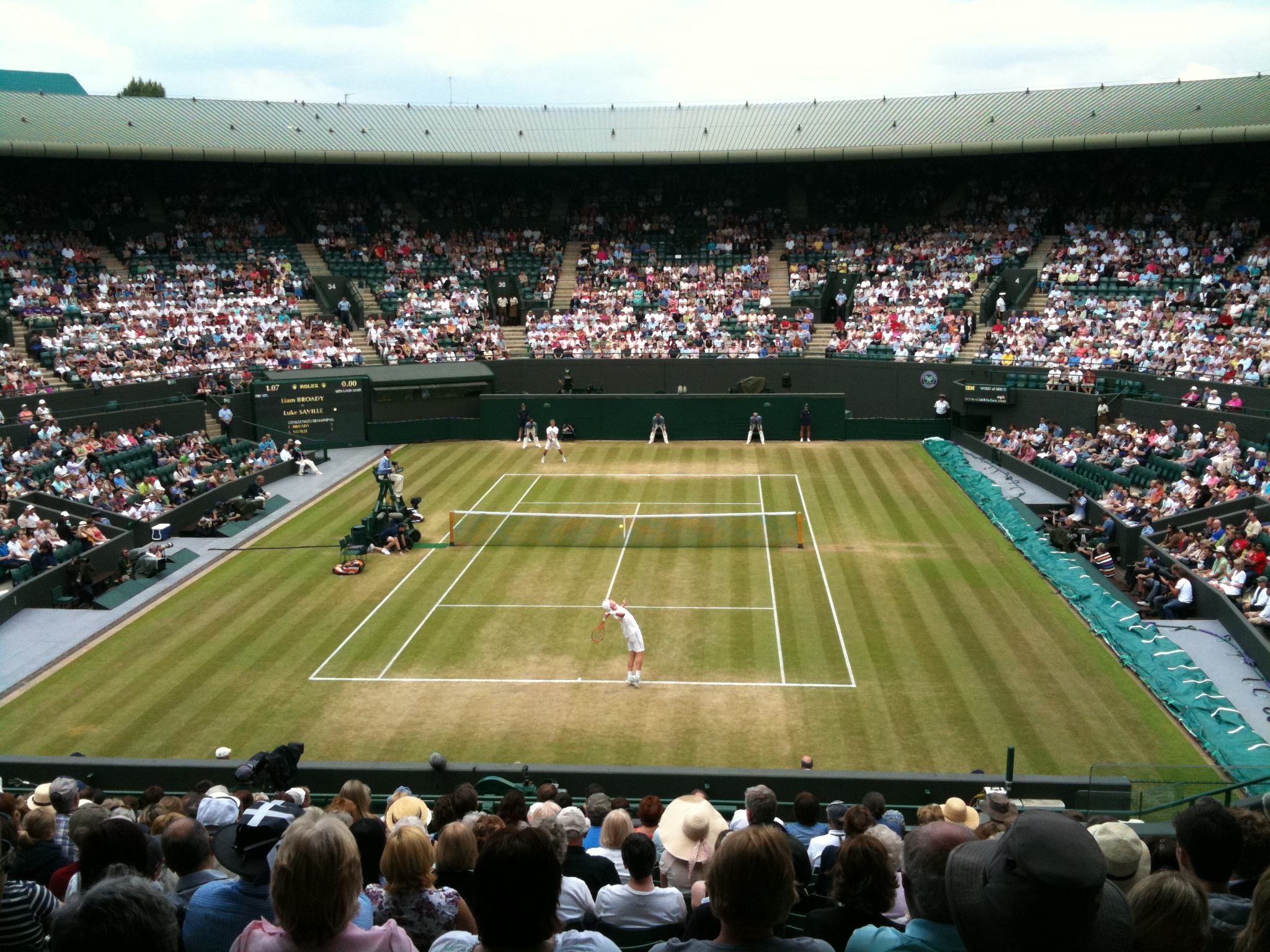
Wimbledon, cel mai vechi turneu de tenis de Grand Slam, se ține la, Londra în fiecare iunie și iulie

Tenisul modern își are originea la Birmingham, Anglia, în anii 1860, de unde s-a răspândit în toată lumea. Cel mai vechi turneu de tenis din lume, turneul de la Wimbledon, a avut prima ediție în 1877, și astăzi are loc timp de două săptămâni la sfârșitul lui iunie și începutul lui iulie.
Cursele de cai pursânge⁠(d), apărute sub Carol al II-lea al Angliei ca „sport al regilor”, sunt populare în tot Regatul Unit, curse celebre fiind Grand National⁠(d), Epsom Derby⁠(d), Ascot Racecourse⁠(d) și Cheltenham Festival⁠(d) (inclusiv Cheltenham Gold Cup⁠(d)). Regatul Unit a avut succes pe arena internațională și la canotaj.
Regatul Unit este asociat îndeaproape sporturilor cu motor. Multe echipe și mulți piloți de Formula 1 (F1) sunt din Regatul Unit, țară care a câștigat mai multe titluri, atât la piloți cât și la constructori decât orice altă țară. Regatul Unit a găzduit primiul Grand Prix de F1 în 1950 la Silverstone, locația actuală a Marelui Premiu al Marii Britanii car are loc anual în iulie. Regatul Unit găzduiește și etape de Grand Prix de motociclism, Campionat de Raliuri și FIA World Endurance Championship⁠(d). Principala cursă națională este British Touring Car Championship⁠(d). Cursele de motociclete pe șosea au și ele o lungă tradiție, de exemplu cu Isle of Man TT⁠(d) și North West 200⁠(d).

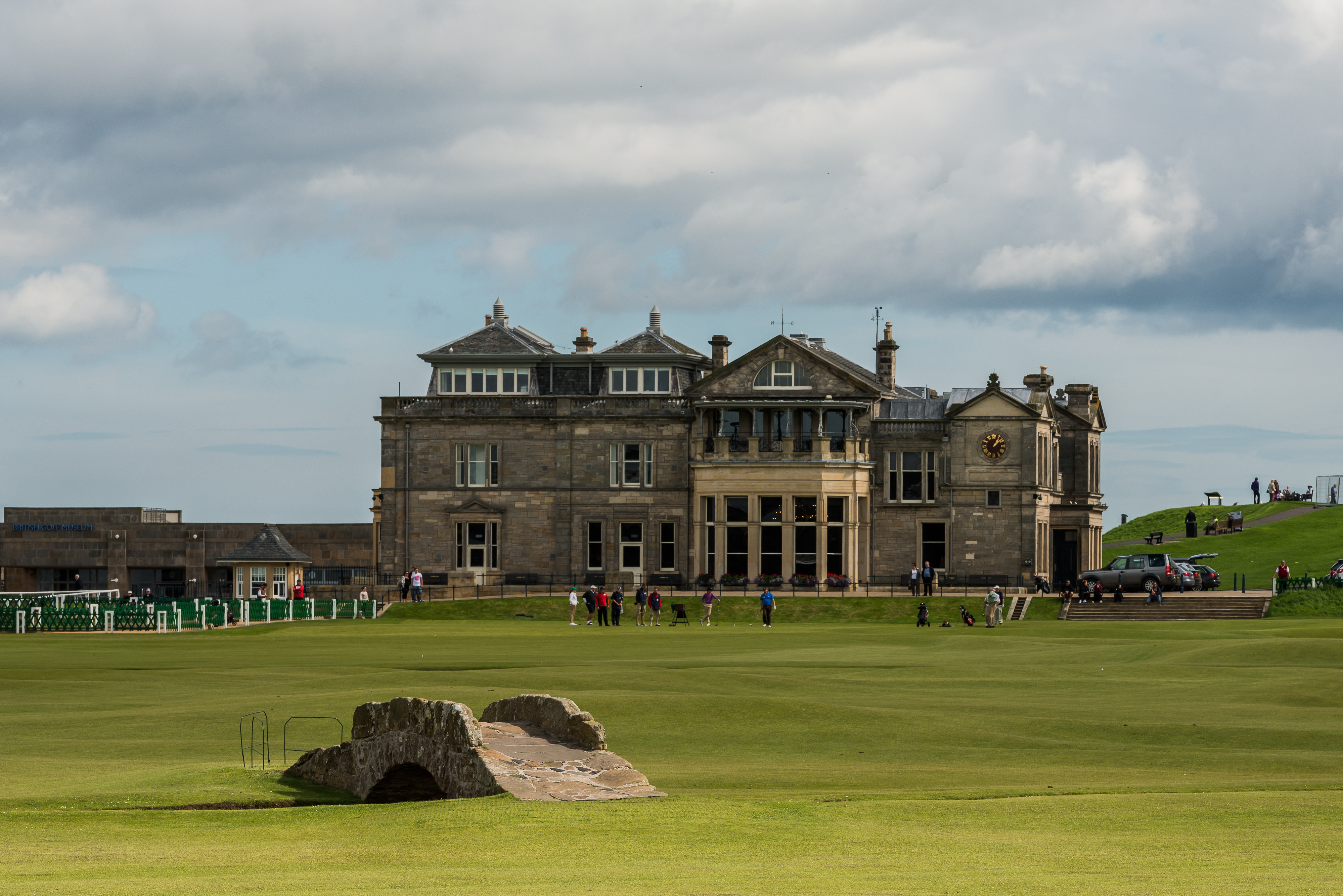
, Scoția, casa golfului. Terenul standard de golf cu 18 găuri a fost creat la St Andrews în 1764.

Golful este al șaselea sport ca popularitate, după participare, în Regatul Unit. Deși The Royal and Ancient Golf Club of St Andrews⁠(d) din Scoția este locul de naștere al acestui sport, cel mai vechi teren de golf din lume este de fapt Musselburgh Links' Old Golf Course. În 1764, terenul standard de golf cu 18 găuri a fost creat la St Andrews când membrii clubului au modificat terenul de la 22 la 18 găuri. Cel mai vechi turneu de golf din lume, și primul mare campionat de golf, The Open Championship⁠(d), se joacă anual în weekendul care începe cu a treia vineri din iulie.
Rugby-ul în XIII⁠(d) a apărut la Huddersfield, West Yorkshire în 1895 și se joacă în general în Anglia de Nord⁠(d). O echipă unică „Great Britain Lions” a concurat în Cupa Mondială de Rugby în XIII⁠(d) și la meciurile de test, dar în 2008 Anglia⁠(d), Scoția⁠(d) și Irlanda⁠(d) au concurat ca echipe separate. Există însă în continuare și echipa națională a Marii Britanii. Super League⁠(d) este cel mai înalt nivel divizionar al rugby-ului profesionist în Regatul Unit și este cea mai reputată ligă din Europa. Ea constă din 11 echipe din Anglia de Nord, una din Londra, una din Țara Galilor și una din Franța.
„Regulile Queensberry”⁠(d), codul de reguli generale ale boxului, au fost denumite după John Douglas, al IX-lea marchiz de Queensberry⁠(d) în 1867, și formează bazele boxului modern. Snooker este un alt sport popular exportat de Regatul Unit, cu campionate mondiale organizate anual la Sheffield. În Irlanda de Nord sunt sporturi populare și Gaelic football și hurlingul⁠(d), atât ca spectatori, cât și ca participanți, fiind practicat și de expații irlandezi din Regatul Unit și din SUA. shinty⁠(d) (sau camanachd) este popular în Highlandul Scoției⁠(d). Jocurile Highlandului se țin primăvara și vara în Scoția, sărbătorind cultura și tradiția scoțiană și celtică, în special cea din Highlandul Scoției.

### Simboluri naționale

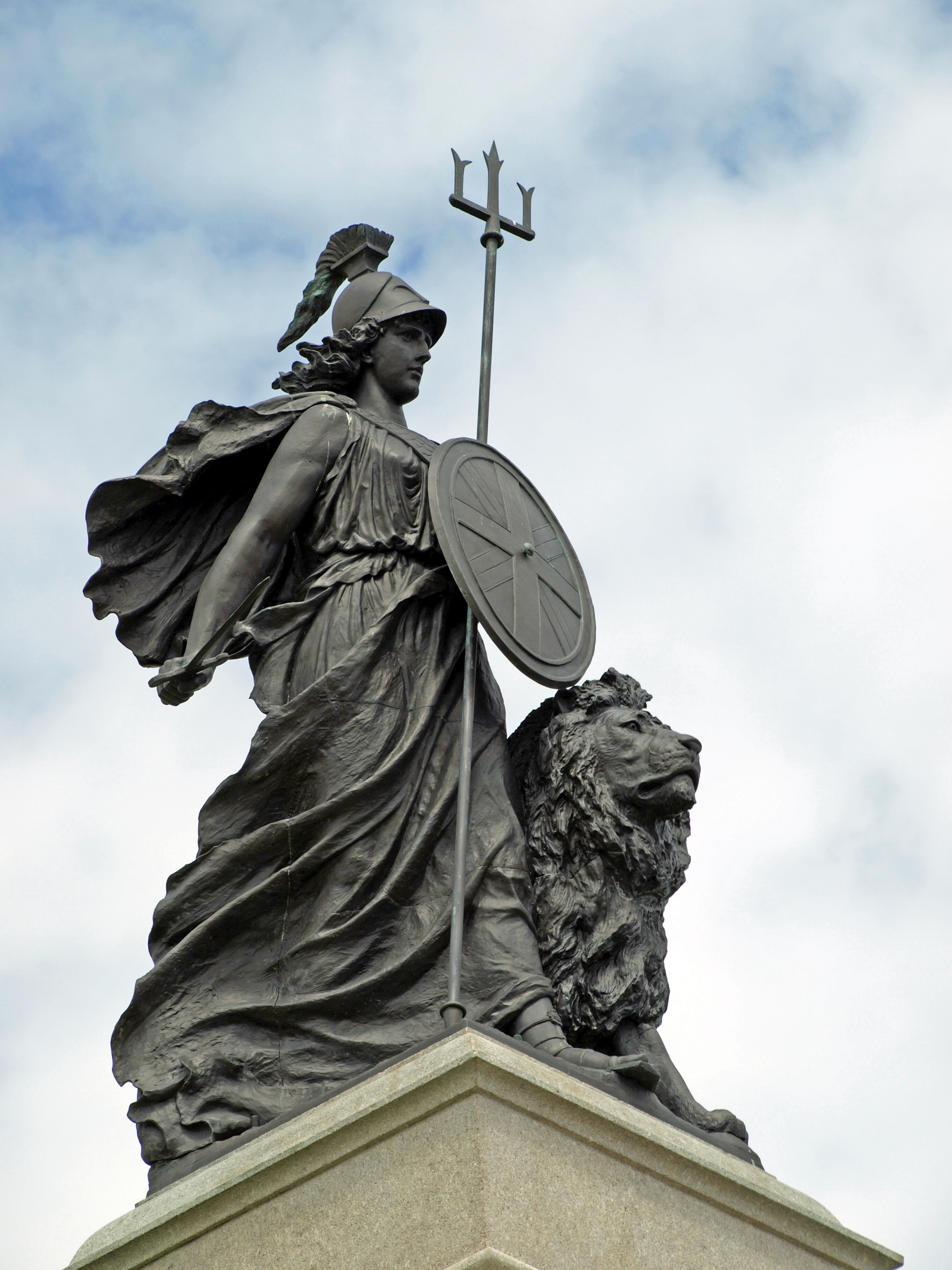
Statuia la Plymouth. Britannia este o personificare națională a Regatului Unit.

Drapelul Regatului Unit este Union Jack, creat în 1606 prin suprapunerea drapelului Angliei peste drapelul Scoției și actualizat în 1801 prin adăugarea drapelului Sfântului Patrick⁠(d). Țara Galilor nu este reprezentată pe drapelul Uniunii, întrucât Țara Galilor fusese cucerită și anexată de Anglia înaintea formării Regatului Unit. Posibilitatea redesignului drapelului țării pentru a cuprinde și o reprezentare a Țării Galilor nu este exclusă. Imnul național al Regatului Unit este „God Save the Queen”, cuvântul Queen fiind înlocuit cu King în versuri atunci când monarhul este bărbat.
Britannia⁠(d) este o personificare națională a Regatului Unit, originară din Britannia Romană. Britannia este reprezentată ca o femeie tânără cu păr castaniu sau roșcat, purtând un coif corintic⁠(d) și rochie albă. Ea ține tridentul lui Poseidon și un scut cu drapelul Uniunii. Uneori, ea este reprezentată călărind un leu. De la apogeul Imperiului Britanic la sfârșitul secolului al XIX-lea, Britannia a fost asociată adesea cu dominarea maritimă britanică, ca în cântecul patriotic „Rule, Britannia!⁠(d)”. Până în 2008, simbolul leului apărea în spatele Britanniei pe moneda britanică de cincizeci de pence⁠(d) și pe reversul monedei britanice de zece pence⁠(d). Este folosită și ca simbol pe drapelul neceremonial al Armatei Britanice.
O a doua personificare, mai puțin utilizată, este personajul John Bull⁠(d). Bulldogul este adesea utilizat ca simbol pentru Regatul Unit și a fost asociat cu sfidarea Germaniei Naziste de către Winston Churchill.